# Ермітаж
Державний Ермітаж у Санкт-Петербурзі (від фр. hermitage — «місце всамітнення») — один із найбільших у світі художніх і культурно-історичних музеїв.

## Загальна характеристика
Виник в 1764 як приватне зібрання Катерини II. Пройшов довгий шлях від зібрання імператорської родини до музею, частково відкритого для відвідин у 1852 р. Містить колекції пам'ятників культур Стародавнього та Далекого Сходу, Давнього Єгипту, Античності та Середньовіччя, мистецтва Західної і Східної Європи, археологічних та мистецьких пам'яток Азії, слов'янської культури VIII — XIX століть.
На підставі указу Катерини II від 1795 р. з Варшави було вивезено бібліотеку Залуських, що налічувала майже 300 тис. томів, 10 тис. рукописів і величезне зібрання гравюр (1930 року заради поліпшення відносин з Польщею більшовицький уряд повернув значну частину бібліотеки Залуських у Варшаву). Саме вона й художні зібрання Королівського замку, двірських ансамблів «Лазенки» і «Вілянов», замку Вавель, садиб в Пулавах і Сєняві, Нєсвіжі, Підгірцях і Мітаві стали основою Імператорської публічної бібліотеки, Ермітажу і Арсеналу.
Імперські захоплення мистецьких і інших скарбів — не новина в тогочасній Європі. Як військові трофеї були вивезені Наполеоном Бонапартом в Лувр численні художні артефакти з арабського Єгипту та античні знахідки з островів Середземного моря, численні мистецькі зібрання з пограбованих палаців Німеччини, Італії. Захоплення та концентрація мистецьких скарбів в окремих центрах мала як негативні, так і позитивні наслідки, бо сприяли збереженню низки унікальних пам'яток мистецтва, ворожо сприйнятих і не потрібних на той час арабському Єгипту (де роками грабували археологічні пам'ятки і торгували знахідками), ворожо сприйнятих і не потрібних пам'яток античності в Османській імперії, де існувала мусульманська заборона на реалістичні зображення. У мешканців Туреччини десятиліттями існувала практика випалення вапна із мармурових архітектурних уламків і залишків давньогрецьких скульптур. Кількість попсованого та знищеного перебільшує кількість збереженого через грабежі і вивезення.
Свій внесок в переміщення мистецьких скарбів внесли і постійні війни, котрі точилися на європейському континенті, батьківщині двох світових воєн. Моральні претензії через десятиліття вщухають, збережені пам 'ятки історії і мистецтва стають надбанням освіченого і дбайливого людства.

## Зимовий палац. Фасади

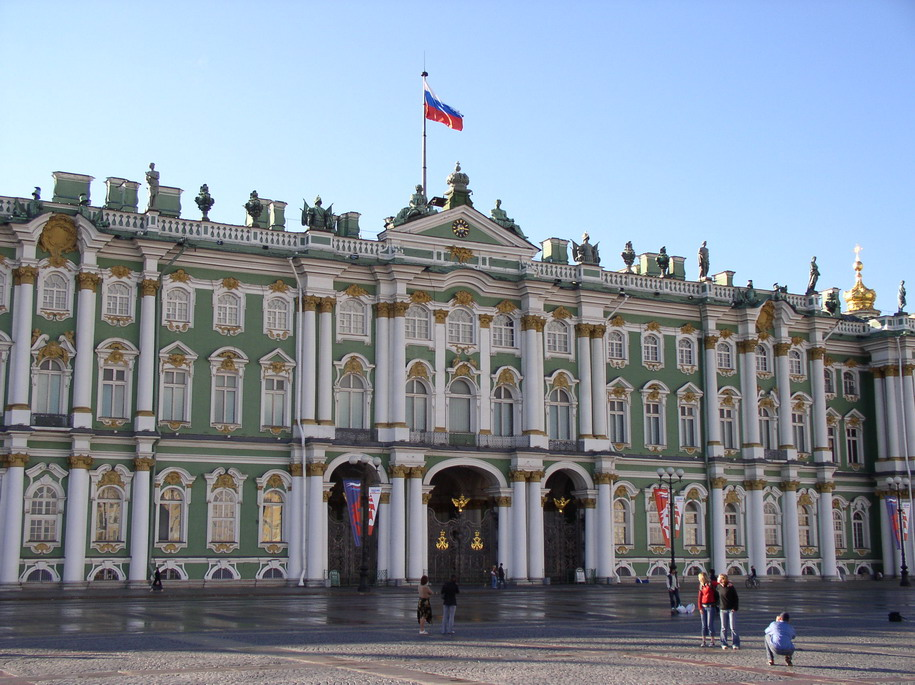
Фасад на Двірцеву площу
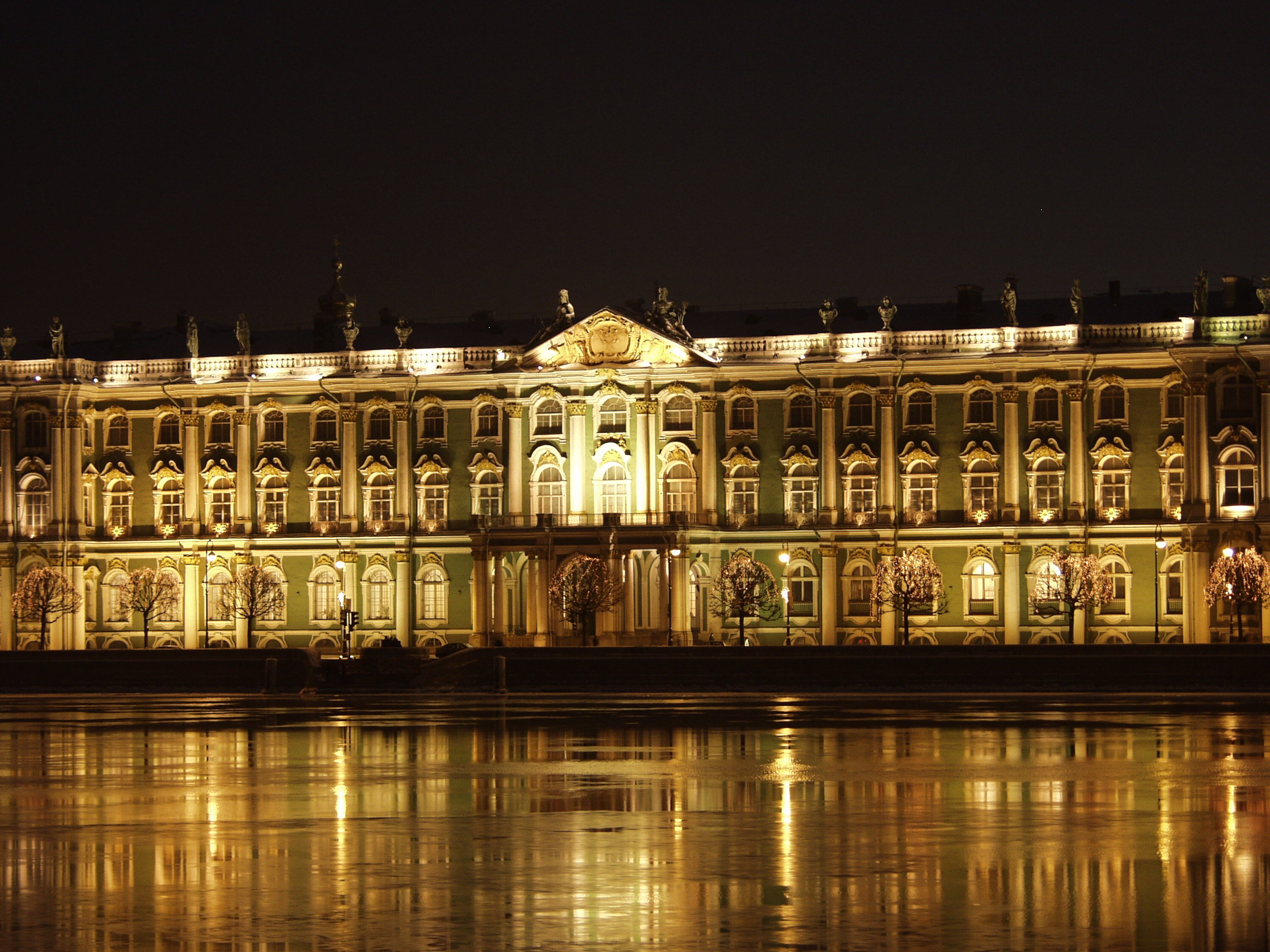
Фасад на річку Нева вночі
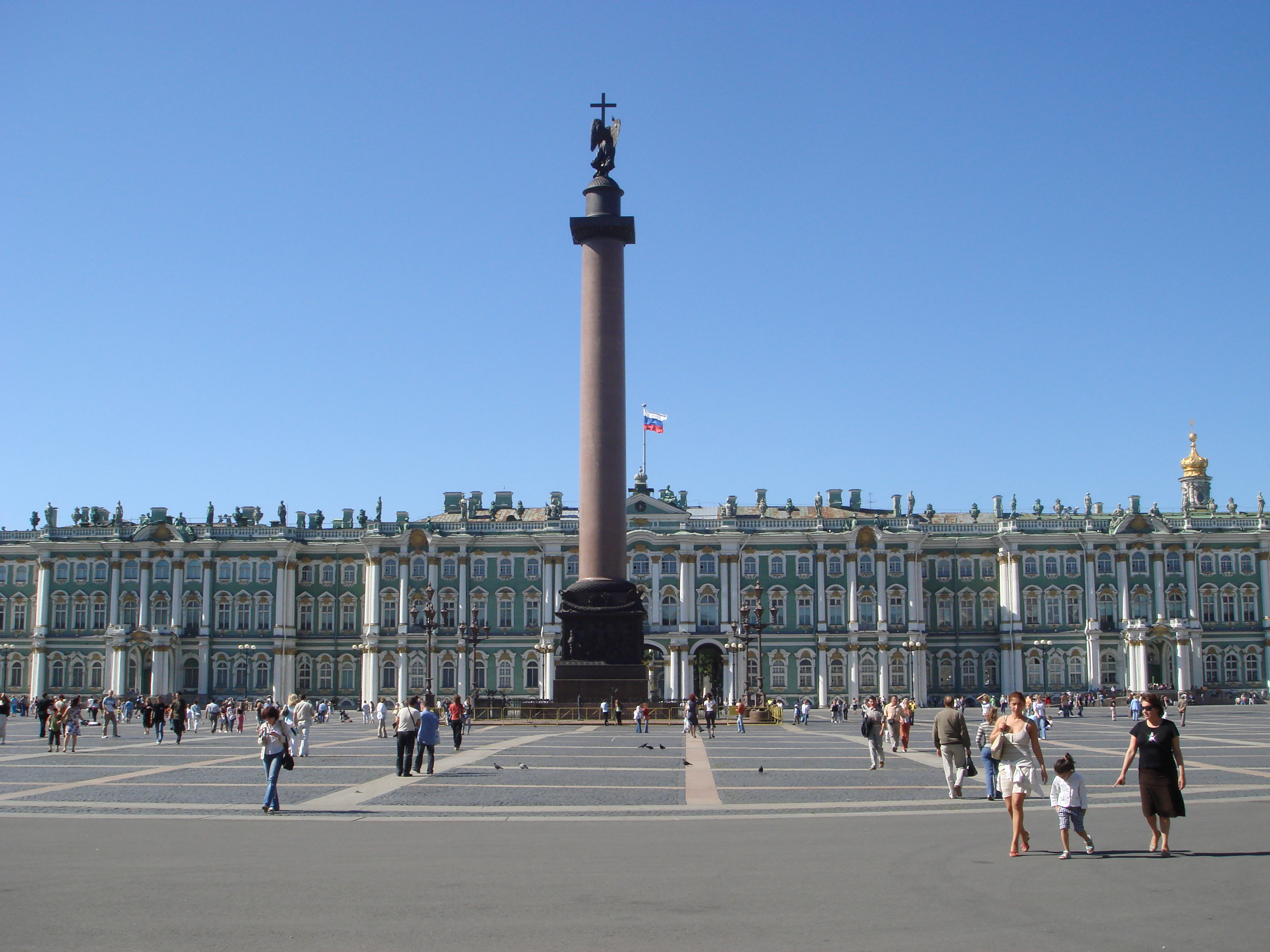
Дворцова площа
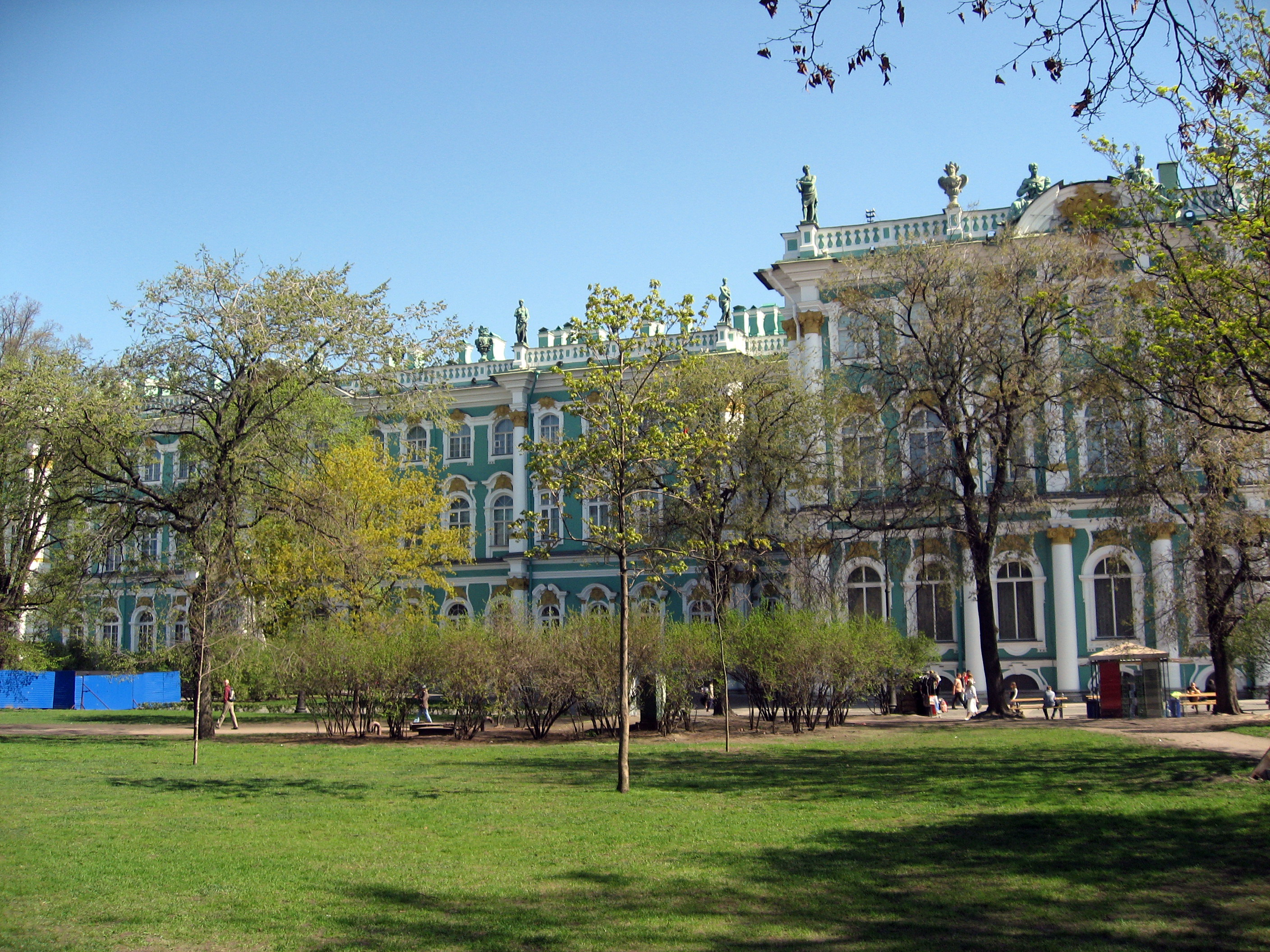
Фасад і сквер у бік Адміралтейства.

## Музейні споруди Ермітажу
- Зимовий палац (1754–1762, архітектор Б. Ф. Расстреллі)
- Малий Ермітаж (1764–1767, архітектор Ж. Б. Валлен-Деламот)
- Старий Ермітаж (1771–1787, архітектор Ю. М. Фельтен)
- Новий Ермітаж (1839–1852, архітектор Лео фон Кленце)
- Ермітажний театр (1783–1787, архітектор Джакомо Кваренгі)

Нині до складу Державного Ермітажу також входять:
- Меншиковський палац (1710–1720, архітектори Дж. М. Фонтана, Й. Г. Шедель)
- Будинок Головного штабу (архітектор К. І. Россі)

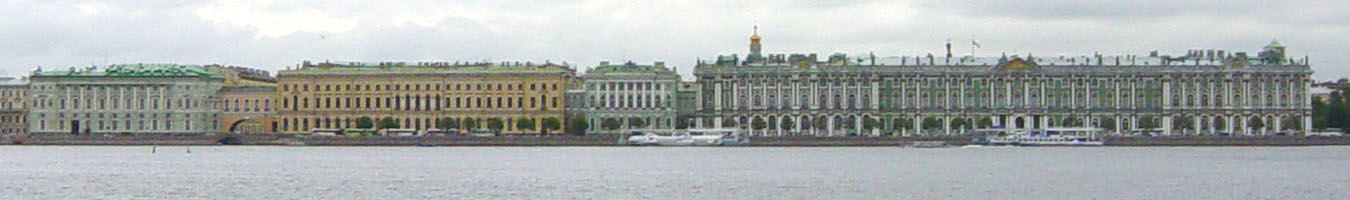
Вид з Неви на комплекс будинків Державного Ермітажу: зліва направо Ермітажний театр — Старий Ермітаж — Малий Ермітаж — Зимовий палац; (Новий Ермітаж міститься за Старим). Фото 2003

## Головні відділи музею
- Відділ історії західноєвропейського мистецтва (з картинною галереєю)
- Відділ малюнків
- Відділ гравюр
- Відділ декоративно-ужиткового мистецтва (Колекції порцеляни (Ермітаж))
- Відділ історії культури та мистецтва античного світу (Античне скло (Ермітаж), Римський скульптурний портрет (Ермітаж) тощо)
- Відділ історії культури та мистецтва Сходу (Мистецтво Стародавнього Єгипту (Ермітаж), мистецтво країн Кавказу, мистецтво Китаю (Ермітаж))
- Пам'ятки Візантії (Ермітаж)
- Відділ історії російської культури до 1917 року
- Відділ нумізматики (Ермітаж)
- Колекція західноєвропейської та російської зброї
- Науково-просвітницький відділ
- Відділ реставрації та консервації
- Наукова бібліотека (Ермітаж)
- Фондосховища[4]

## Відділ історії західноєвропейського мистецтва (з картинною галереєю)

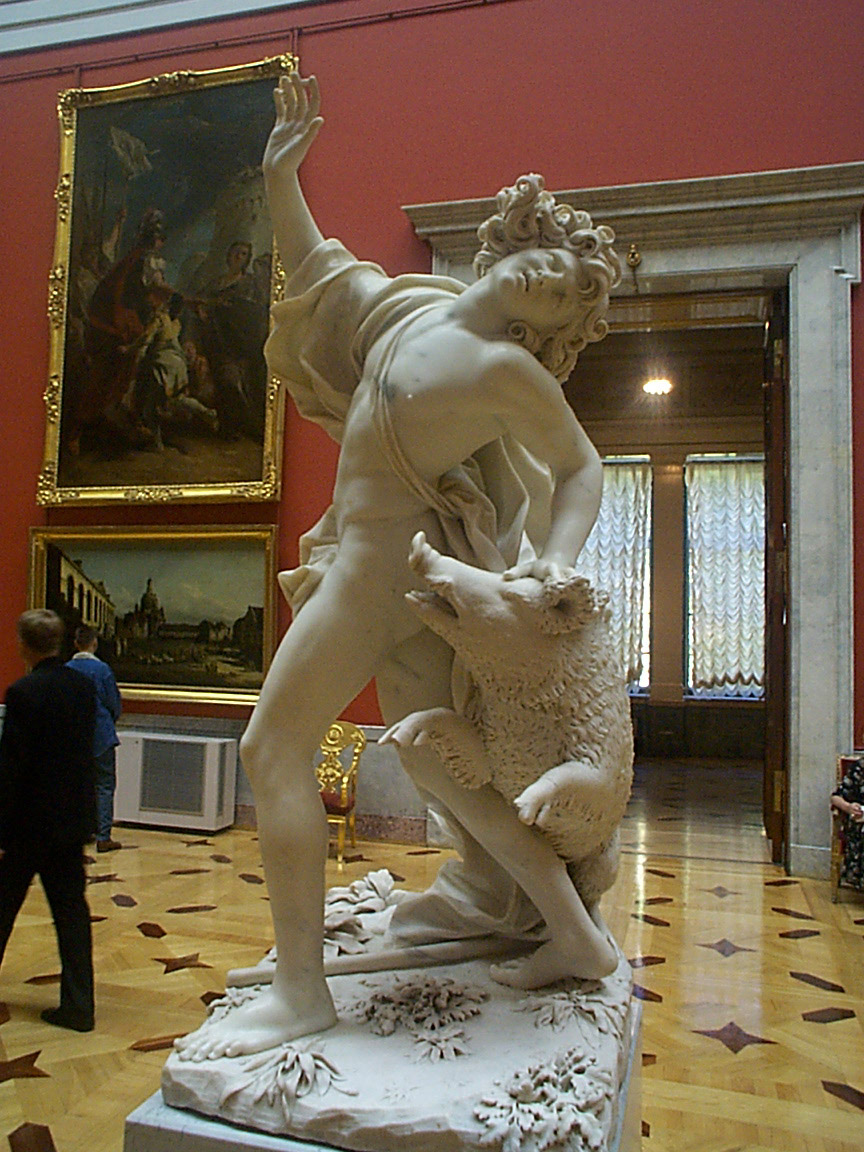
Скульптор Джузеппе Мацуолі, Загибель Адоніса (Смерть Адоніса на полюванні), Ермітаж.

Аби дати уяву про структуру відділів, подивимось на збірки цього закладу. Вони нараховують :
- збірку живопису Італії 13-18 ст.
- збірку живопису Італії 19-21 ст.
- збірку живопису Іспанії15-21 ст.
- збірку живопису Нідерландів 15-16 ст.
- живопис Голландії 17-18 ст.
- живопис Голландії 19-20 ст.
- живопис Фландрії 17-18 ст.
- живопис Бельгії 19-20 ст.
- живопис Франції 15-18 ст.
- живопис Франції 19-21 ст.
- живопис Англії 16-20 ст.
- живопис Німеччини 15-20 ст.
- збірку живопису Австрії 18-19 ст.
- зразки живопису Швейцарії 18-20 ст.
- зразки живопису країн Скандинавії 18-20 ст.
- зразки живопису Фінляндії 19-20 ст.
- поодинокі зразки живопису деяких країн Північної і Південної Америки (США, Мексики)
- поодинокі зразки живопису Польщі, Чехії, Румунії, Данії[5].
- відділ західноєвропейської скульптури
- Монети, ордена і медалі
- західноєвропейське декоративно-ужиткове мистецтво (меблі, кераміка, килими, старовинні прапори, текстиль, порцеляна, ювелірство, слонова кістка, вироби з каменю, вироби з металів)

## Вибрані видання щодо Ермітажу

Шапіро. «По Ермітажу без екскурсовода»,  1972
Кагане Л. «Іспанський живопис. Ермітаж», 1977

## Колекція скульптур

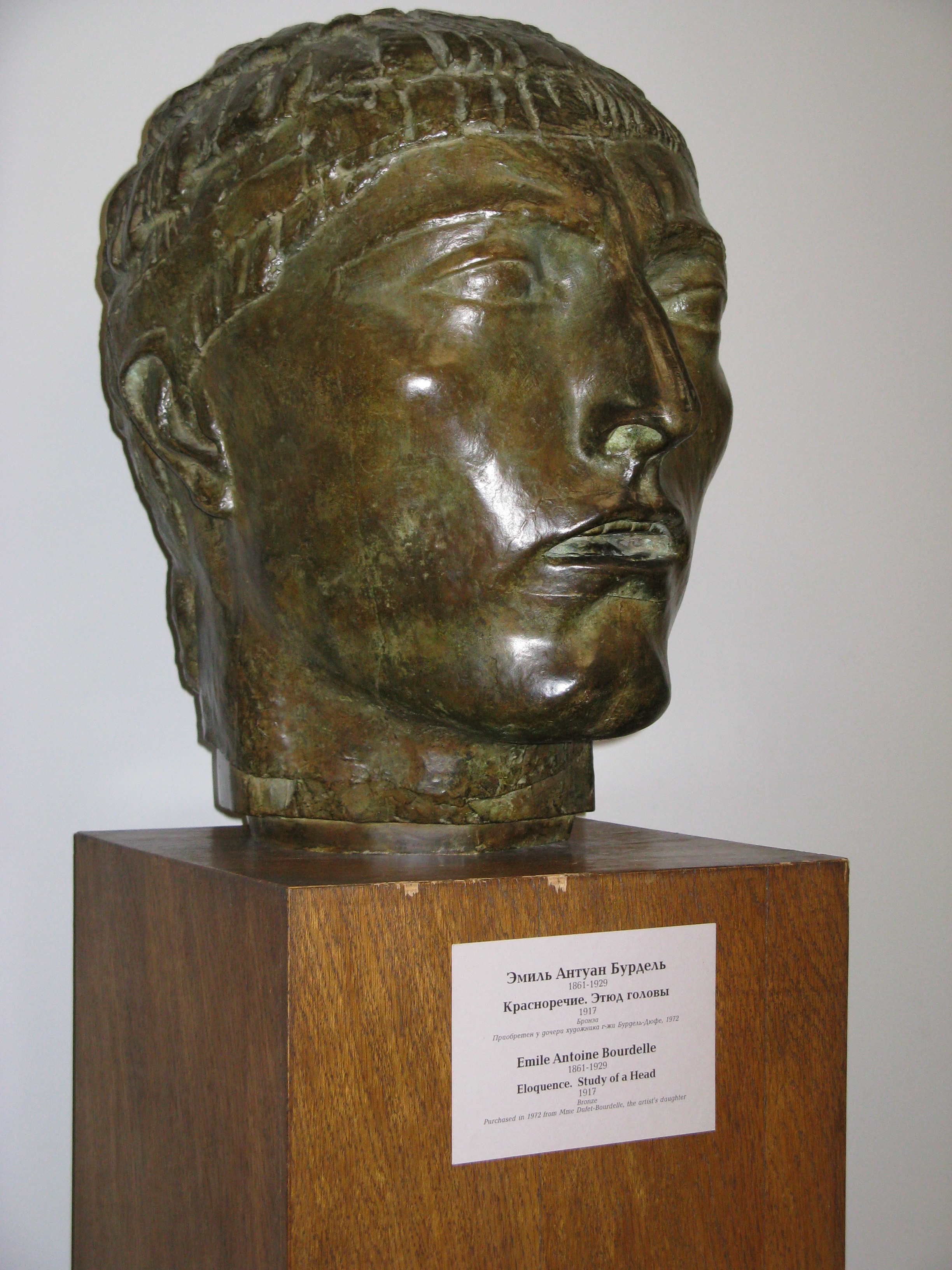
Голова до алегорії «Красномовство (Бурдель)»

Картинну галерею доповнюють збірки скульптур різних країн, але збірка ніколи не мала систематичного характеру. Деякі майстри репрезентовані випадковими, поодинокими або не найкращими творами (Мікеланджело, Лоренцо Берніні). Багато провідних майстрів західноєвропейської скульптури — не представлено зовсім. Ще гірший стан по століттях і по епохах (мало творів італійського відродження, Франції 17 століття, творів 19 і 20 століть). Переважають твори академізму 19 ст., що не є найкращим періодом розвитку скульптури взагалі.
Обмежені можливості придбання нових експонатів за часів СРСР, практична відсутність закупівель на міжнародних аукціонах була лише частково компенсована поодинокими придбаннями на виставках чи дарами самих скульпторів музею в 20 ст., котрі мали випадковий характер (Франческо Мессіна, Аугусто Мурер, Еміліо Греко).

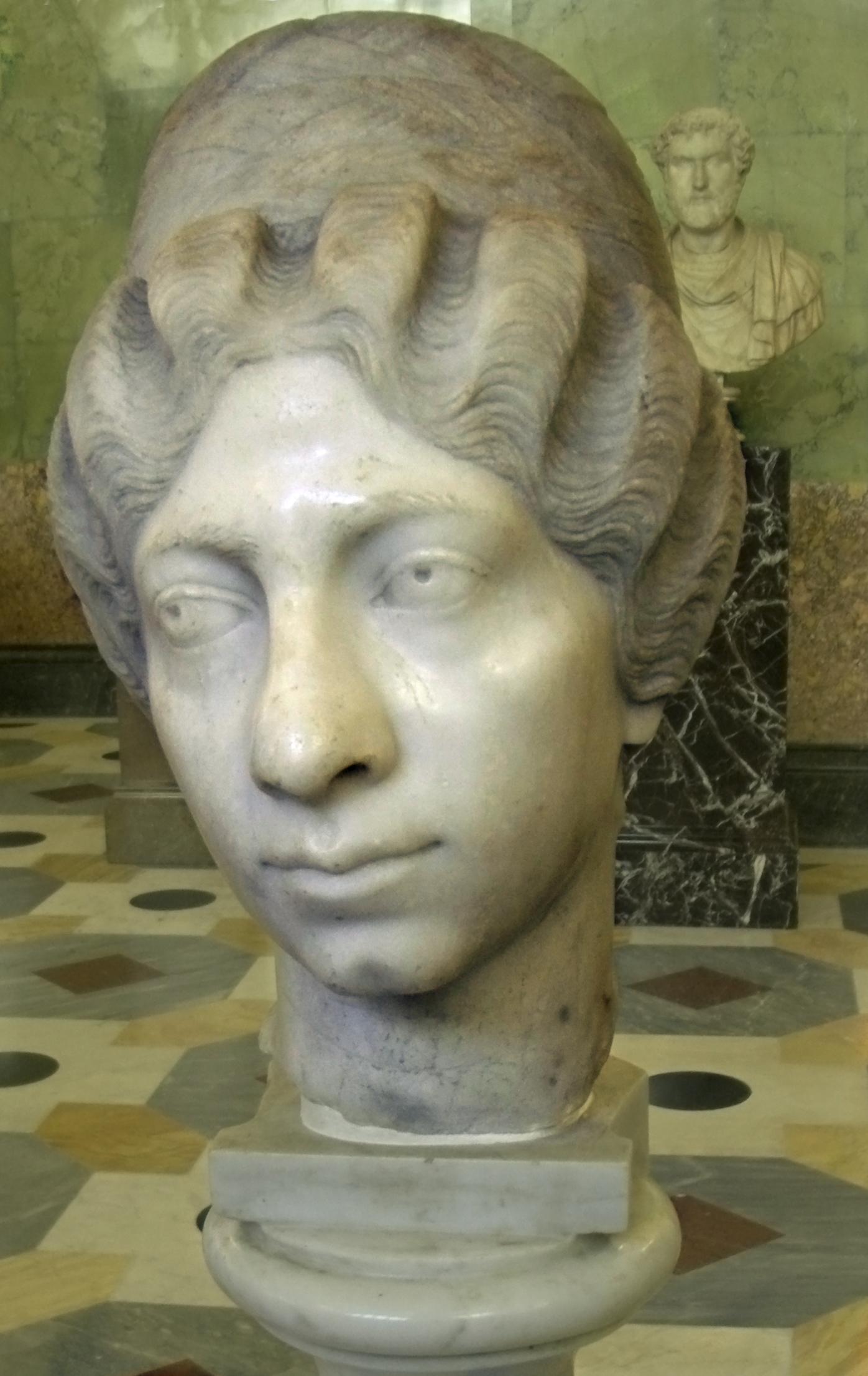
Так звана Сиріянка
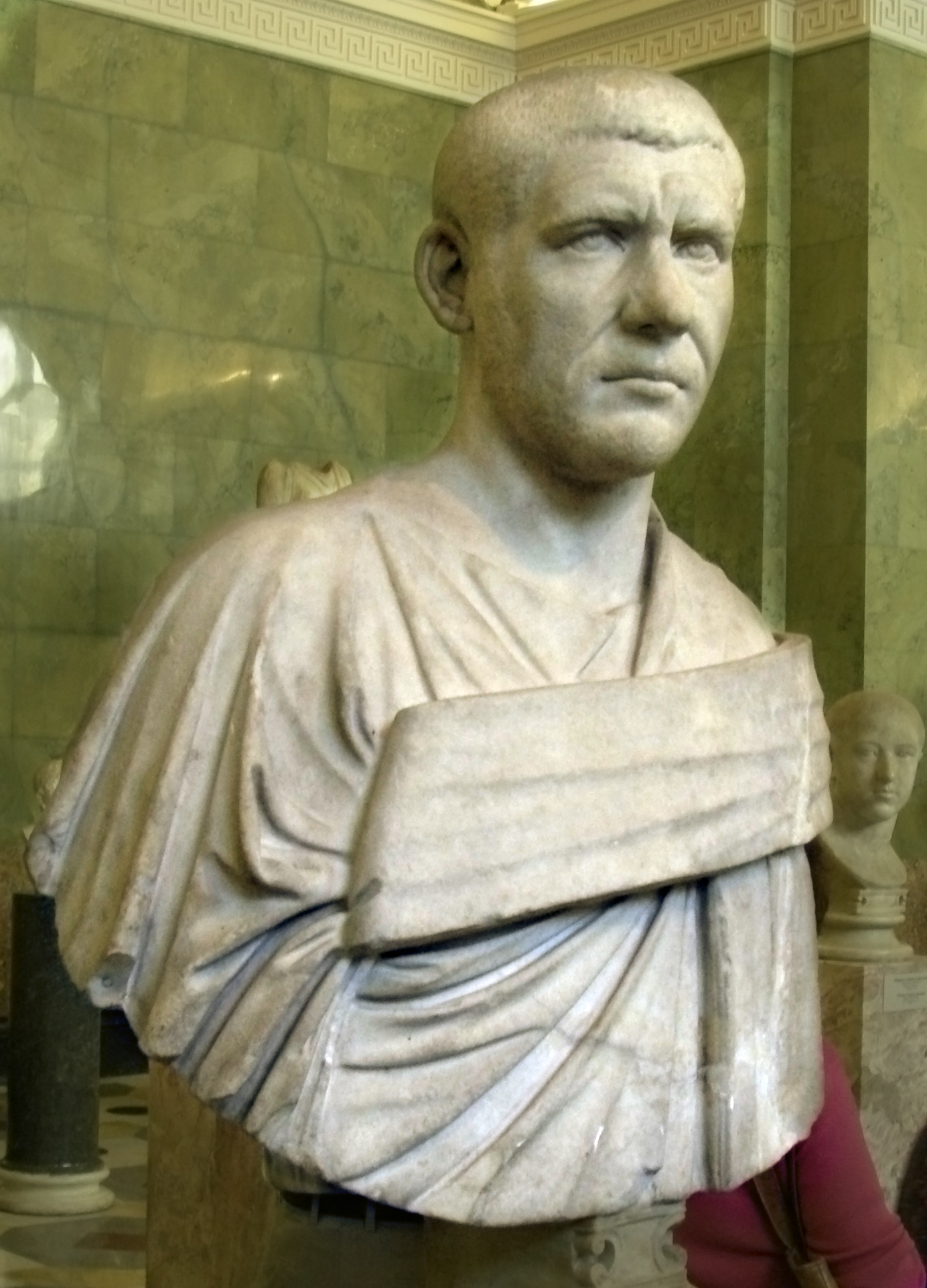
Погруддя імператора Філіппа Араба
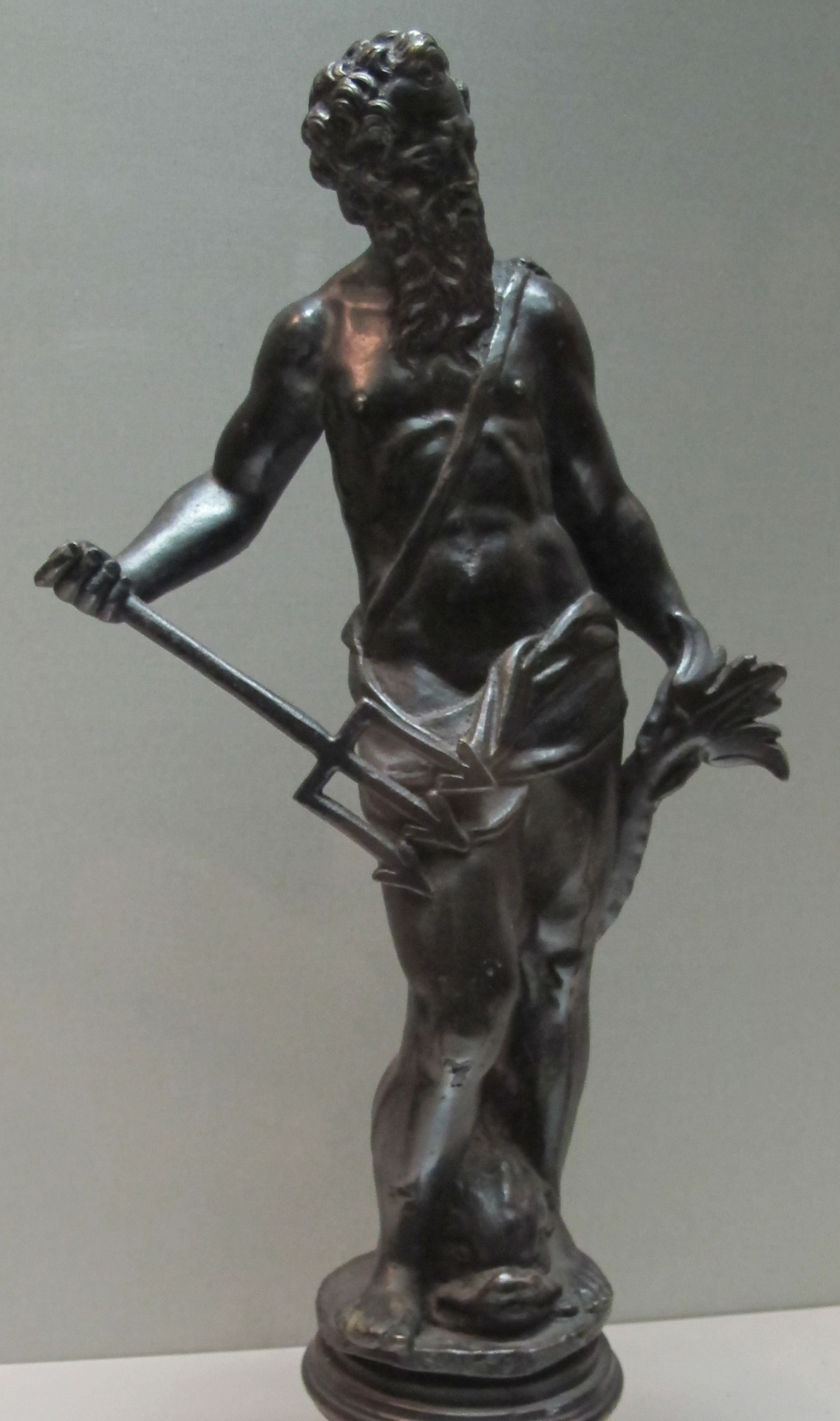
Алессандро Вітторіа, Нептун
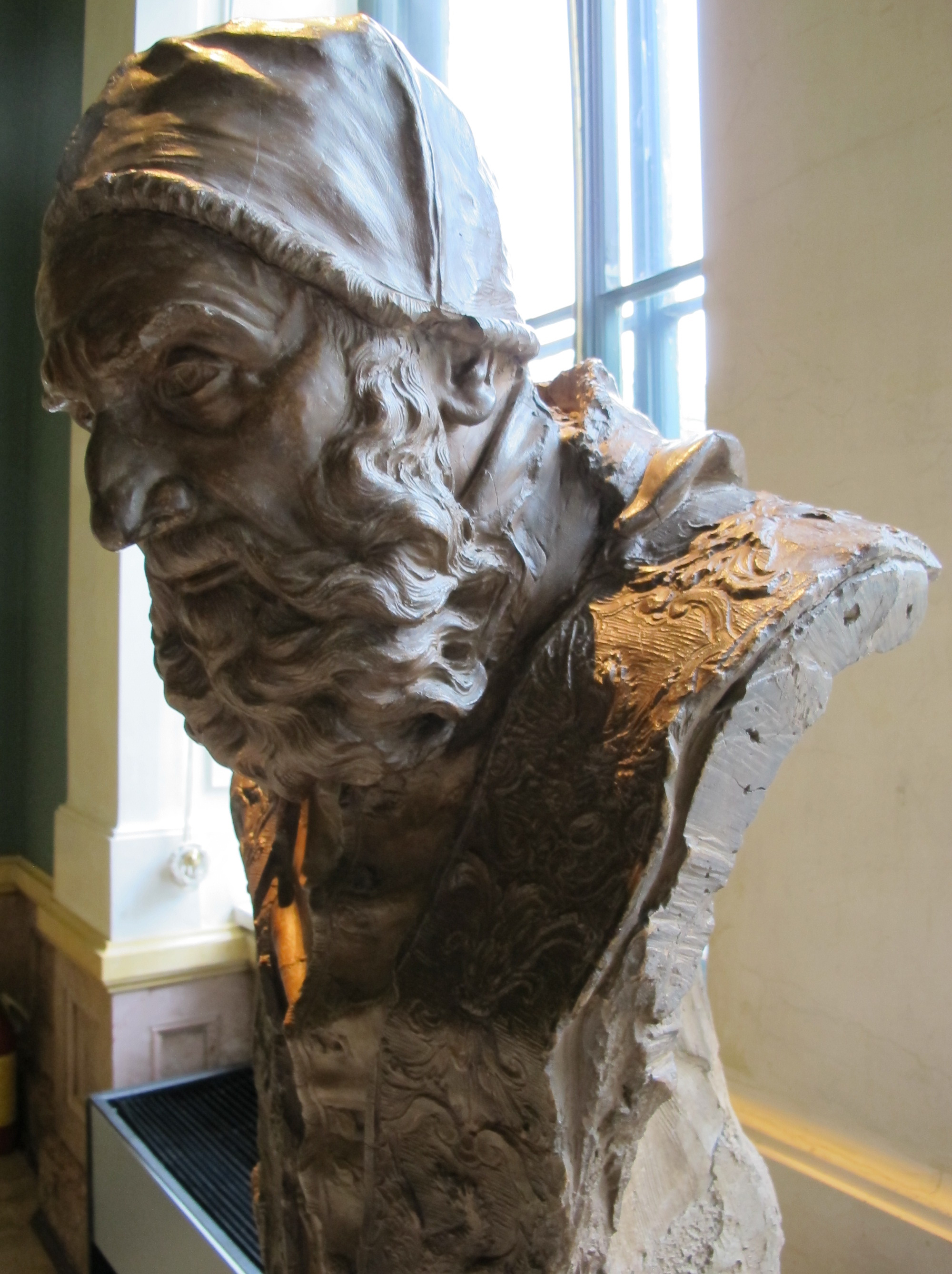
Ск. Камілло Русконі. Папа римський Григорій XIII
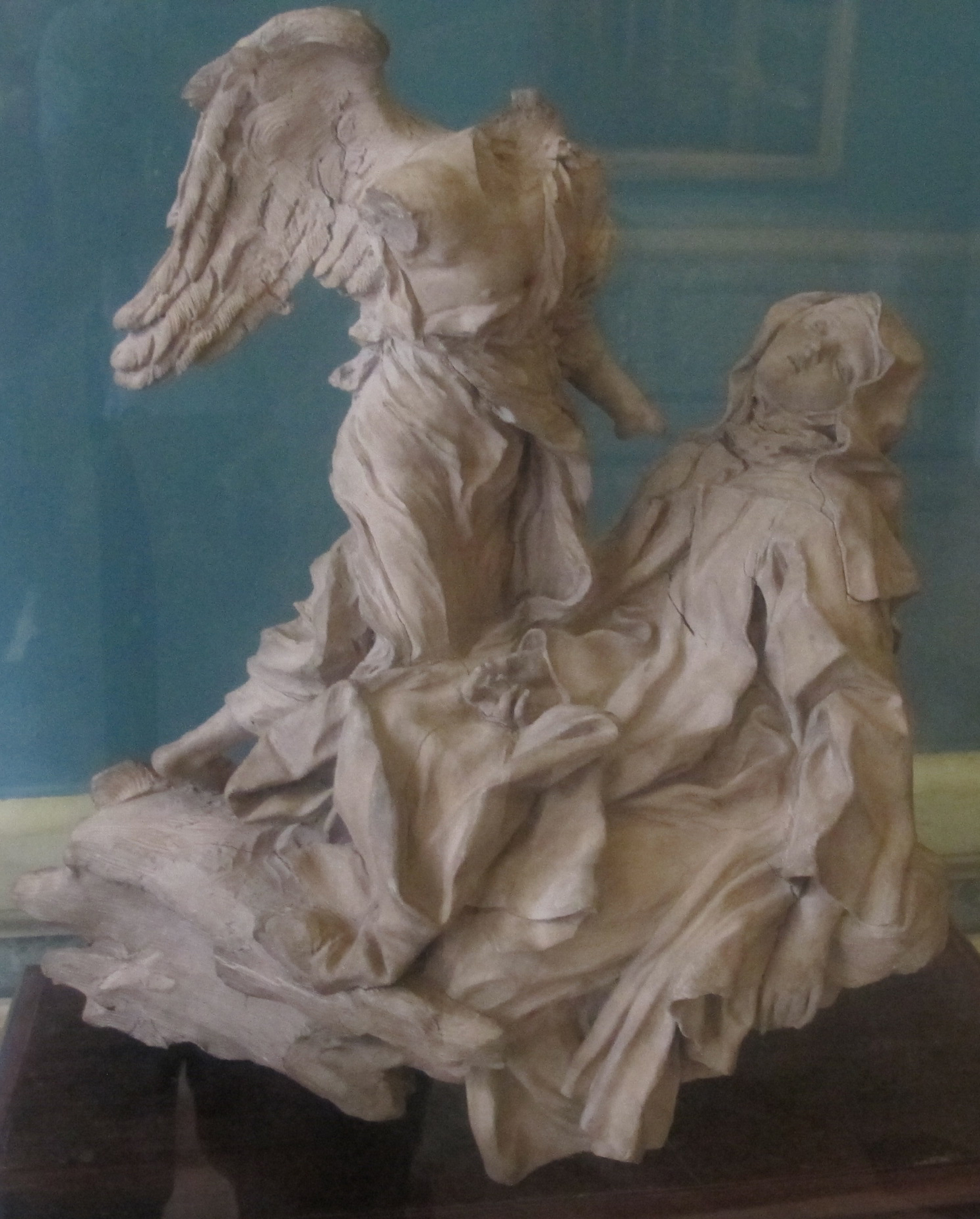
Лоренцо Берніні. Екстаз святої Терези (боцетто)
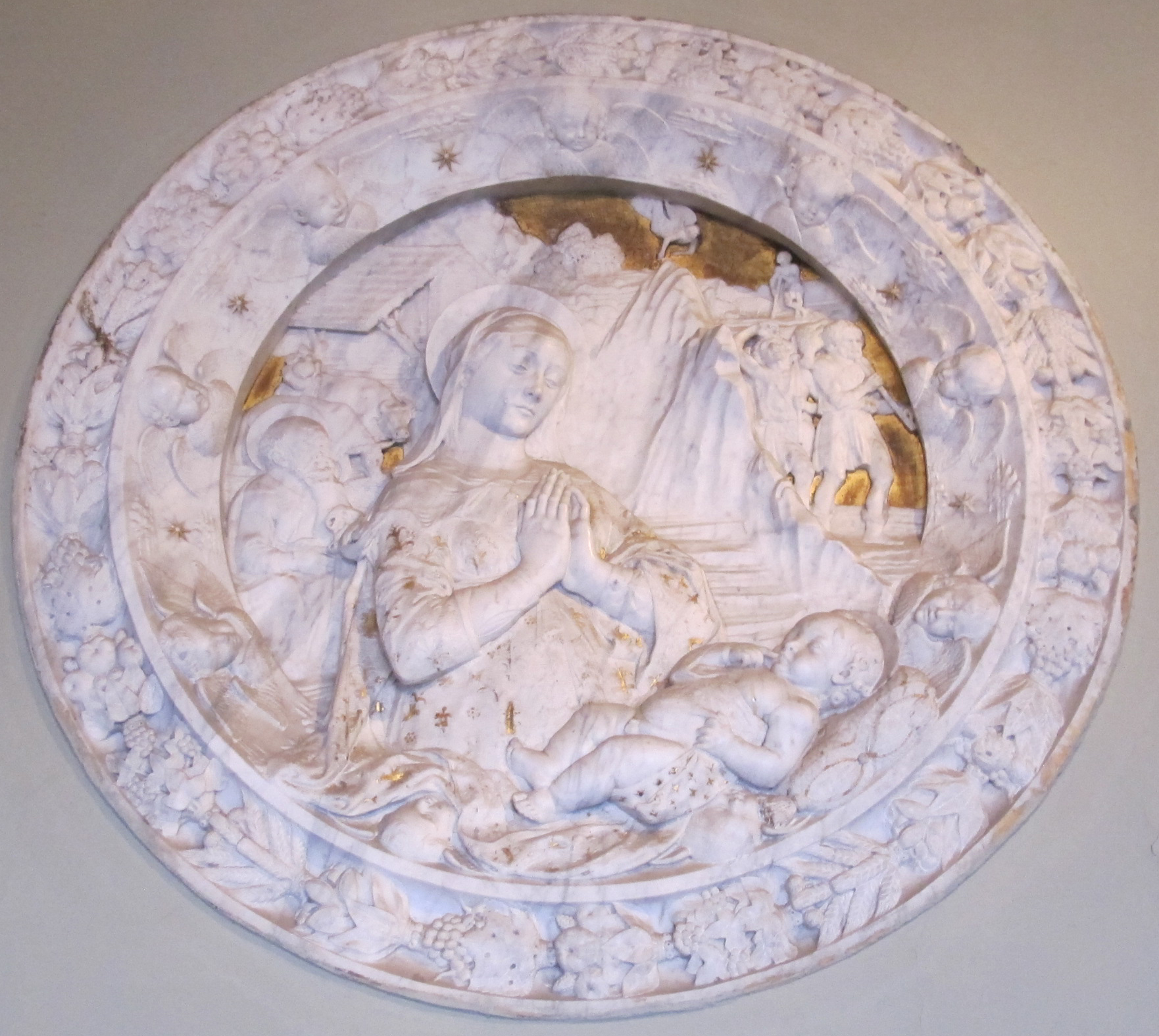
Майстерня Антоніо Росселліно. Поклоніння немовляті Хрису (тондо)
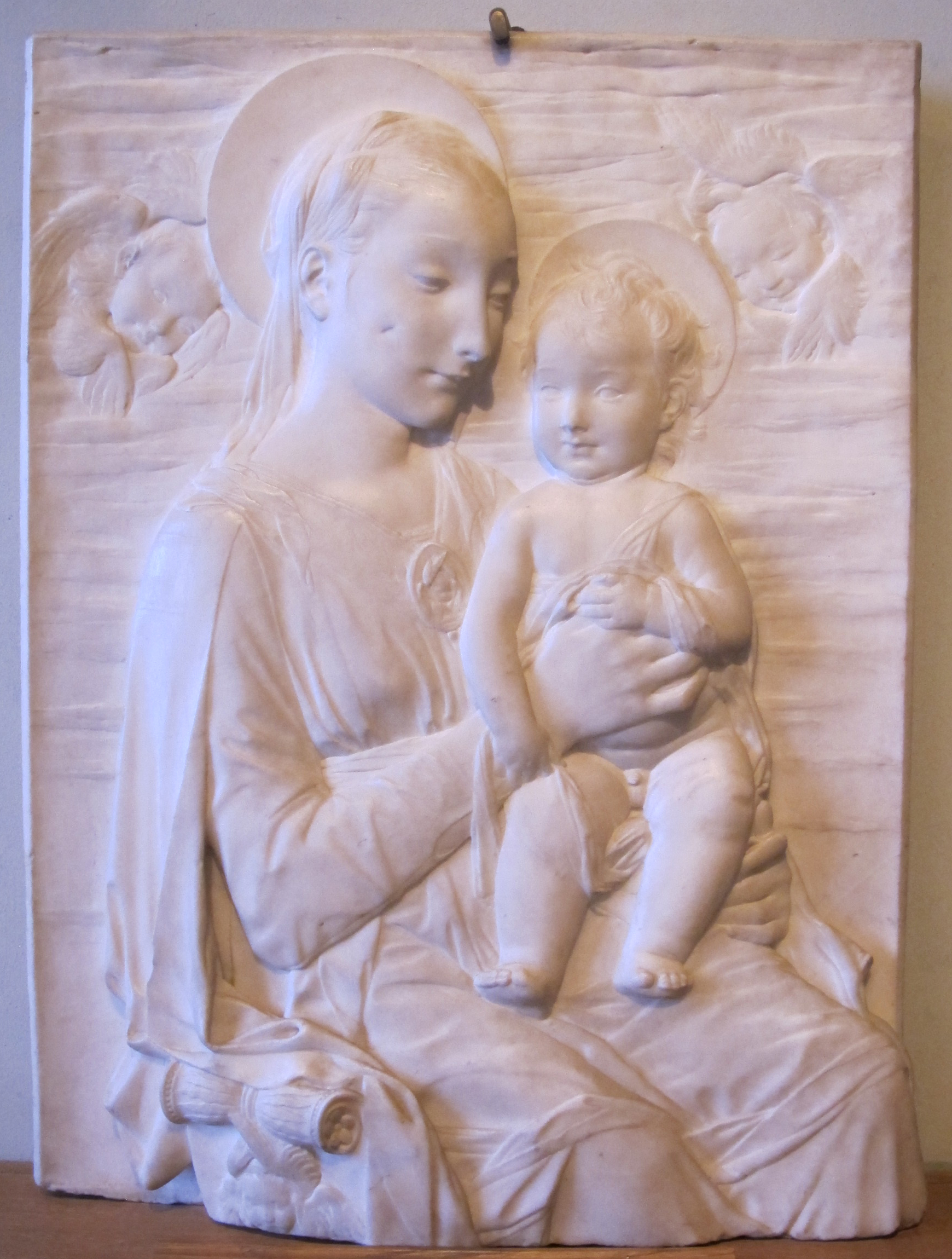
Антоніо Росселліно. Мадонна з немовлям
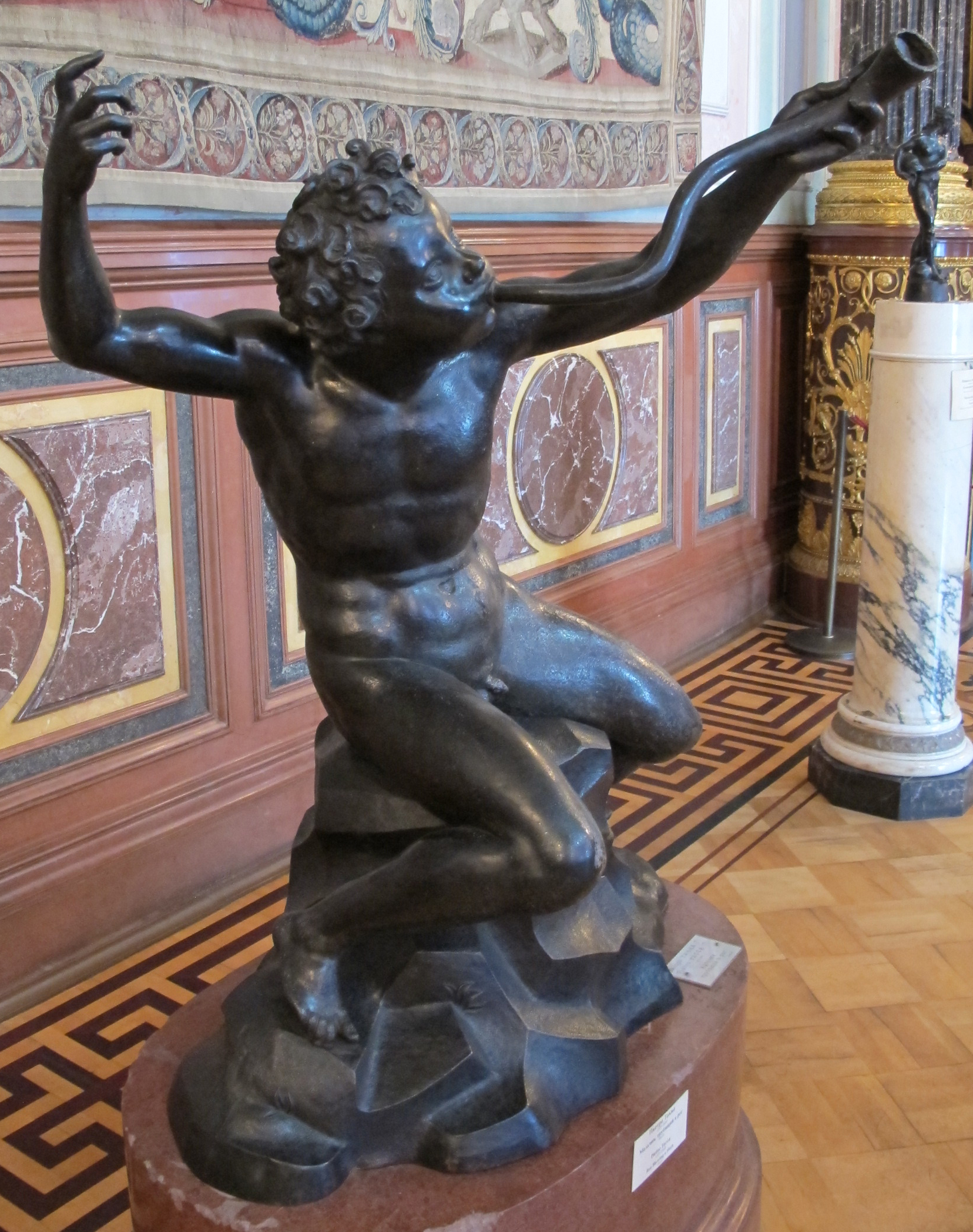
Ск. П'єтро Такка. Хлопчик з рогом, фонтанна скульптура
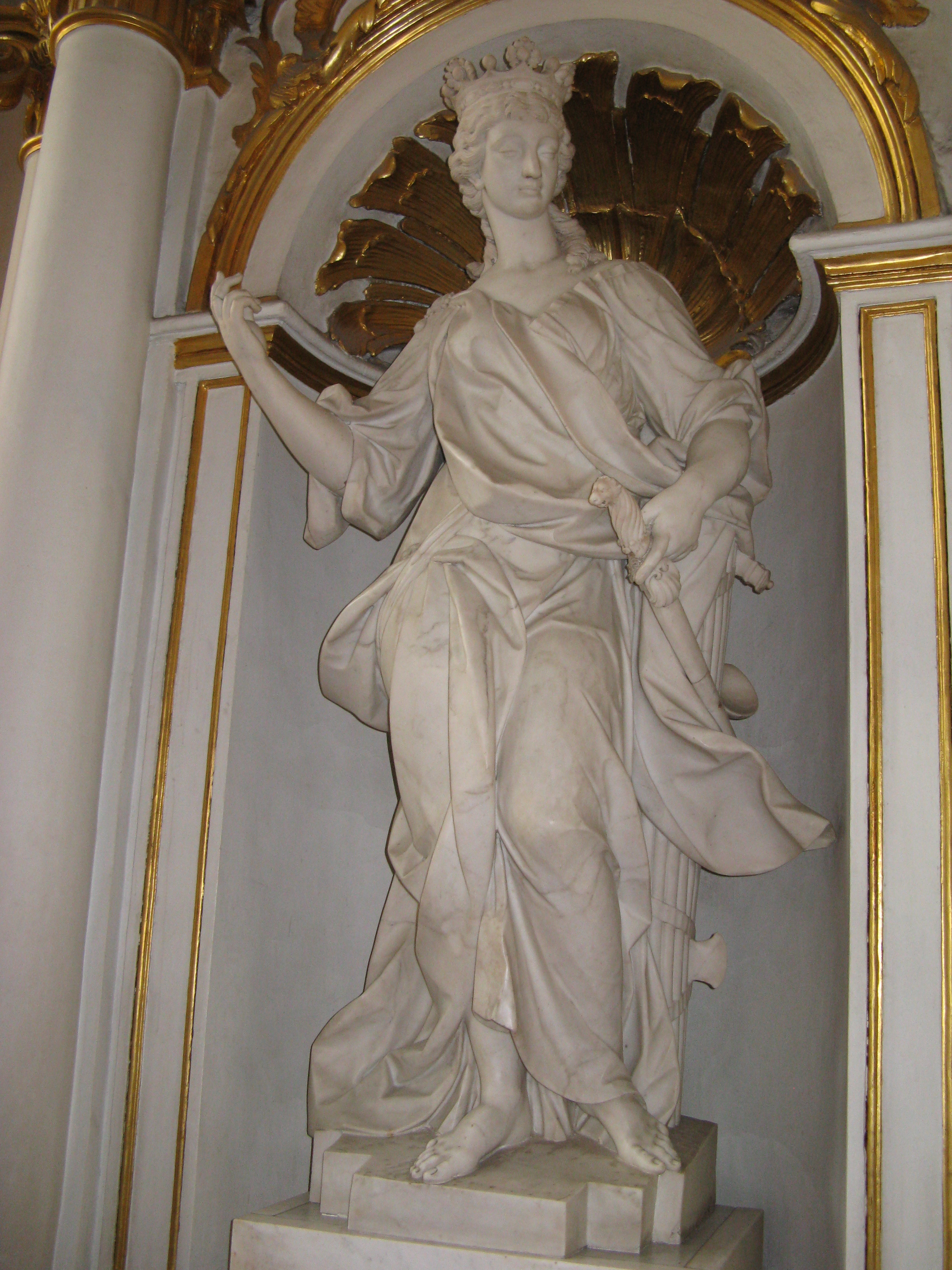
Альвізе Тальяп'єтра. Алегорія Юстиції
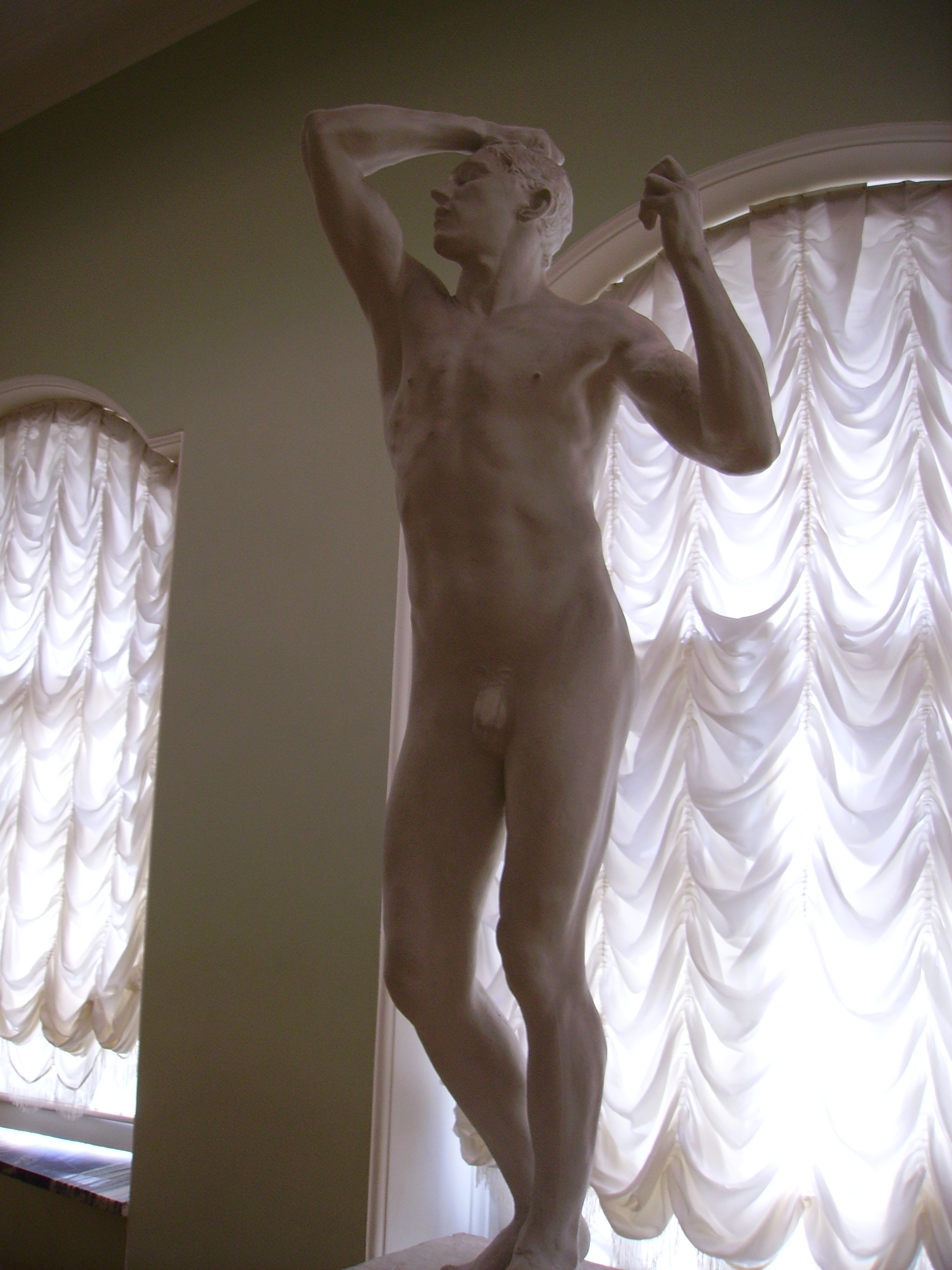
Огюст Роден. Бронзова доба
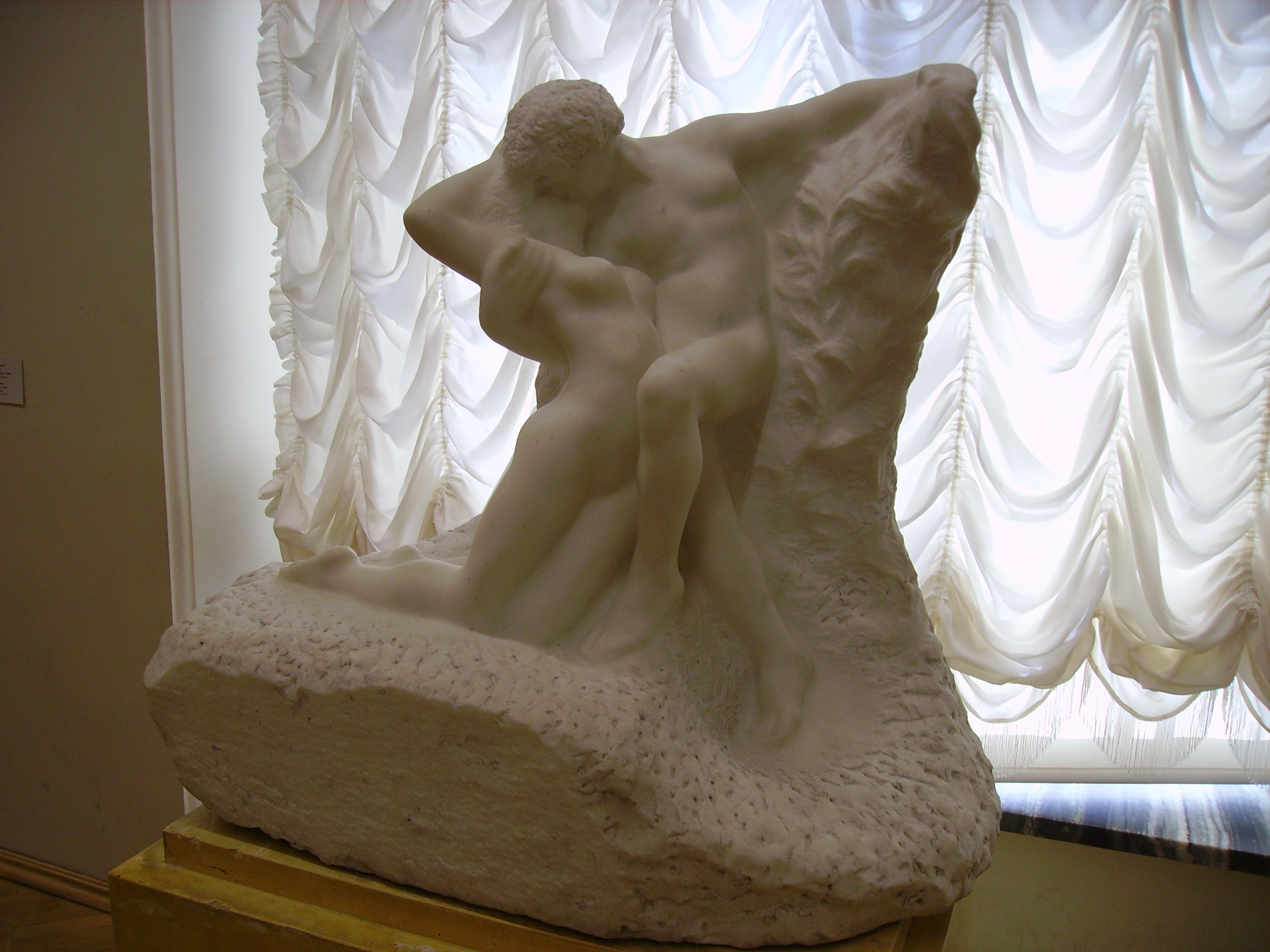
Огюст Роден. Вічна весна
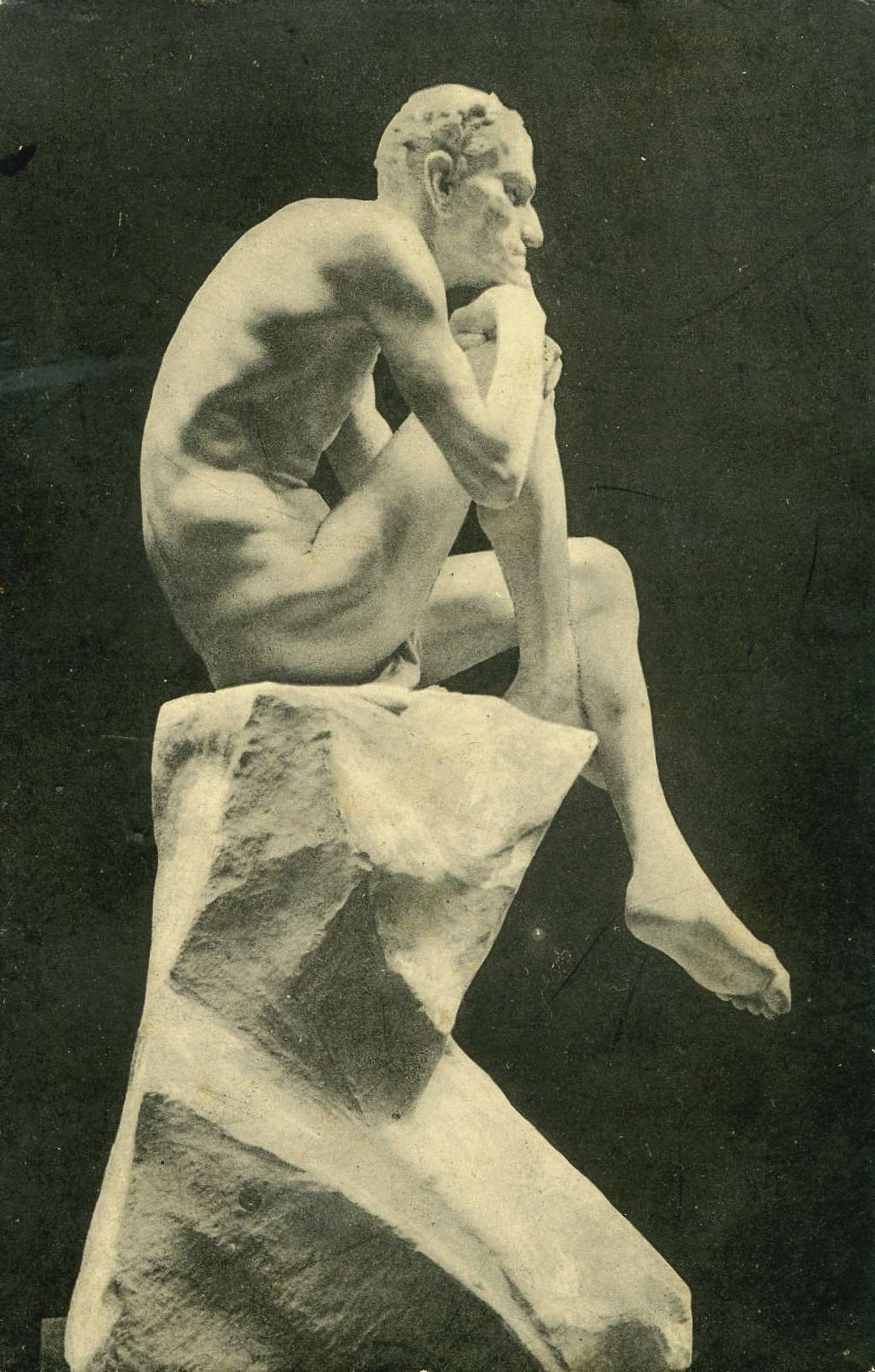
Марко Антокольський. Мефістофель

## Картинна галерея. Загальна характеристика

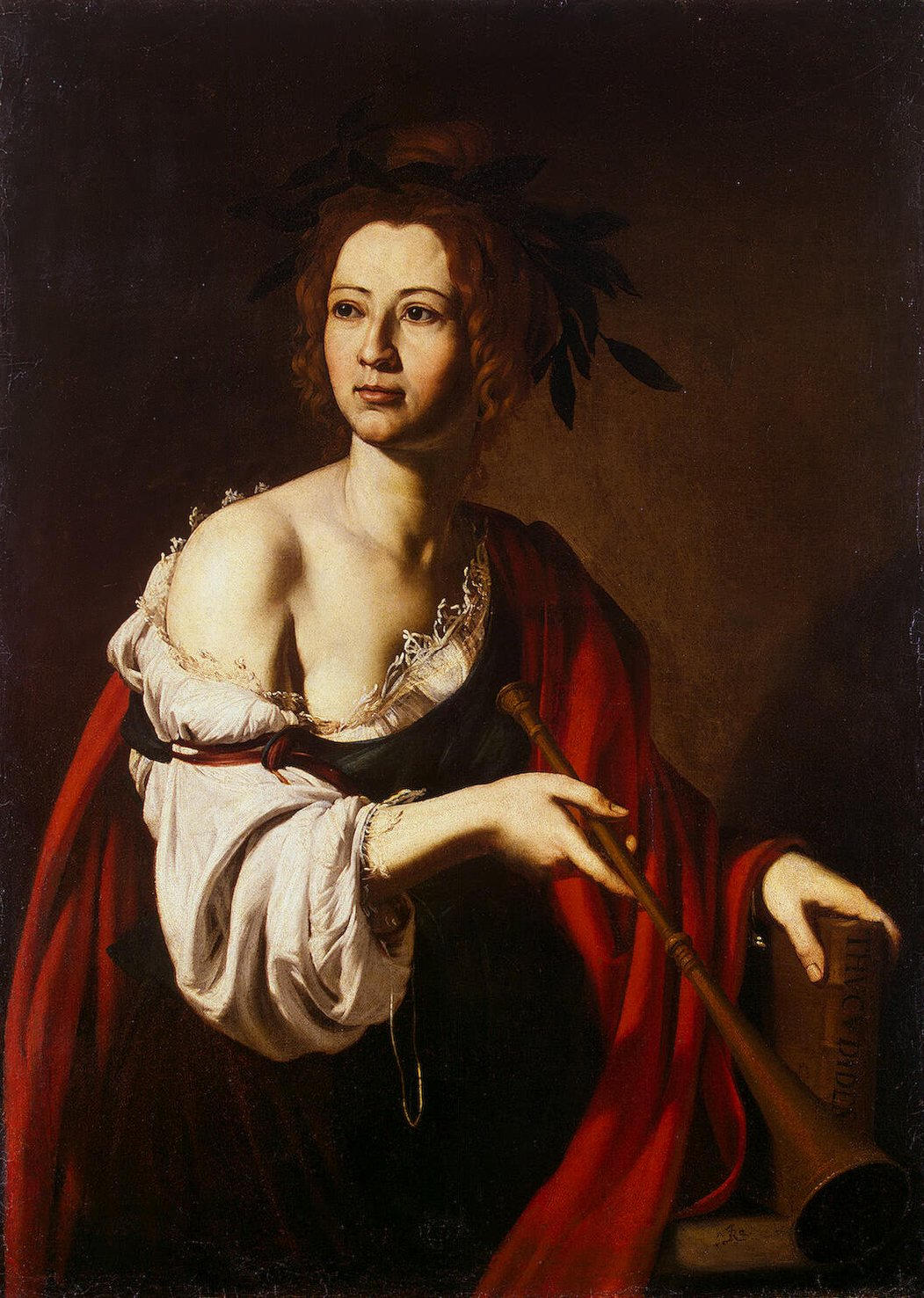
Хосе де Рібера, «Муза історії Кліо».

Імператорський Ермітаж не можна розглядати (подібно до Берлінського музею) як систематичний посібник до вивчення історії живопису (як не є такими посібниками і низка музеїв Нідерландів, Польщі, Чехії, навіть Італії).
Характер колекції відбиває швидше особисті смаки російських імператорів або колекціонерів, збірки яких цілком увійшли до складу Ермітажу. Збірка П'єра Крози (1665—1740) — видатного знавця й збирача творів мистецтв, найвизначніша в Парижі XVIII століття, була придбана 1772 року у його спадкоємців за дорученням Катерини II. Генріх фон Брюль, граф (1700—1764), міністр при дворі Августа III, керував придбанням картин для курфюрста, що пізніше увійшли до складу Дрезденської галереї. Його власна збірка 1769 року ввійшла до складу Ермітажної картинної галереї, але частково. Вальполь Роберт Уолпол (1676—1745), прем'єр-міністр Англії при Георгу I і Георгу II, найбільший англійський колекціонер першої половини XVIII століття. 1778 року російський посол у Лондоні придбав для Імператорського Ермітажу у спадкоємців Р. Уолпола колекцію, що складалася з 198 картин досить високого гатунку. Родині Волполів залишили родинну колекцію портретів.
Імператори Катерина II і Микола I привнесли свою частину для створення головного музею Російської держави. Однак у цьому збиранні вони не керувалися метою показати панораму історії живопису, але лише шукали спосіб оточити себе вишуканими і рідкісними речами, що взагалі було притаманно аристократам, російським чи іноземним. Придбання різних творів мистецтва протягом двох століть все ж охопило значні області художнього минулого. Деякі епохи і країни представлені з нерівнозначною повнотою. Але в Ермітажі є прогалини, на жаль, саме в тих відділах, які особливо цікавлять сучасне суспільство. Неповно представлені італійські «прерафаеліти», малочисельні старі нідерландці XV і англійці XVIII століття, нарешті, навіть в багатому зібранні голландців і фламандців бракує таких майстрів, як Ян Вермер, Гоббема, К. Фабріціус, П. Брейгель старший (картин яких збережено мало взагалі). Але це проблема не тільки ермітажної картинної галереї.

## Деякі інтер'єри і зали

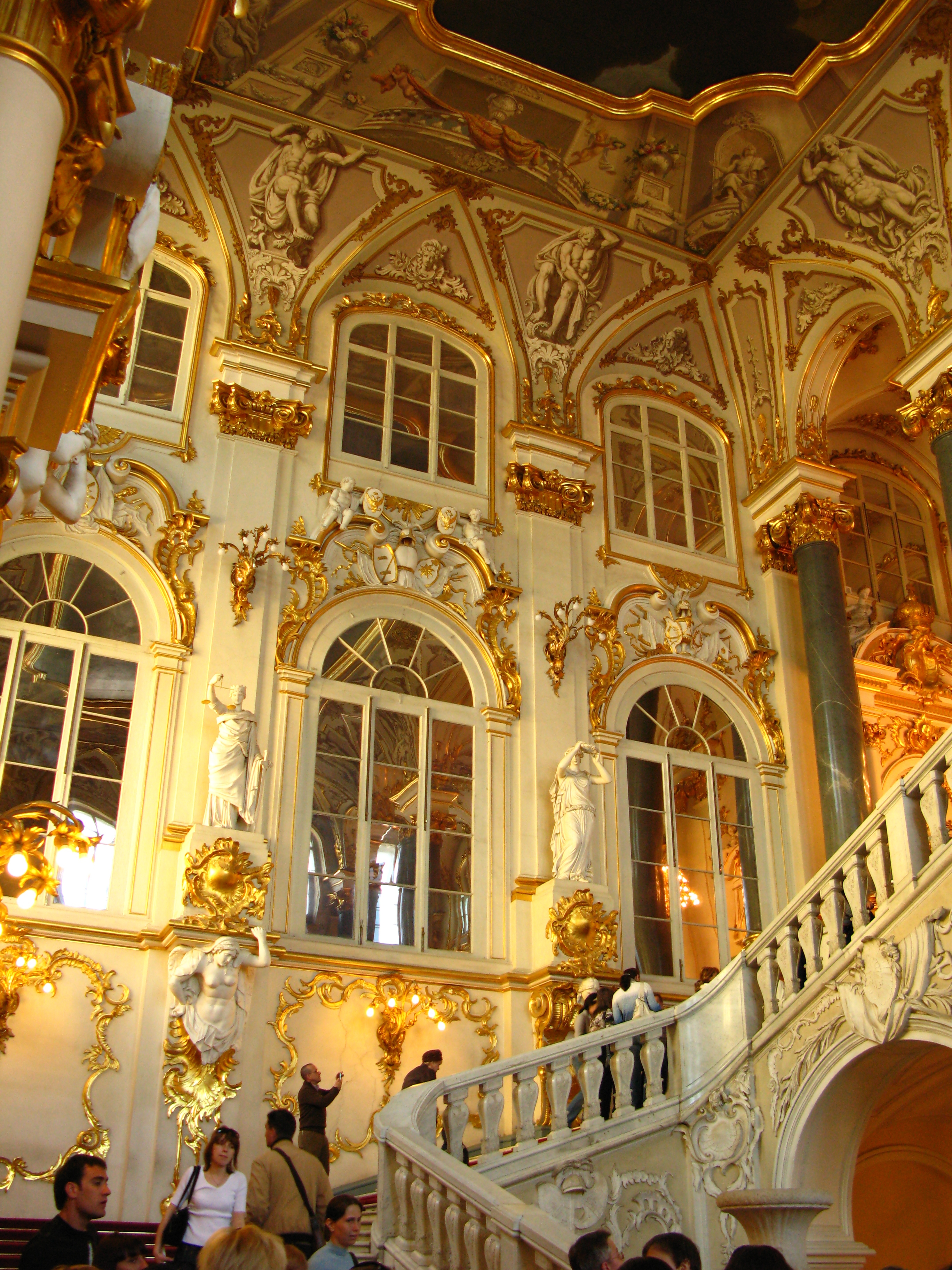
Парадні Йорданські сходинки  (стиль бароко)
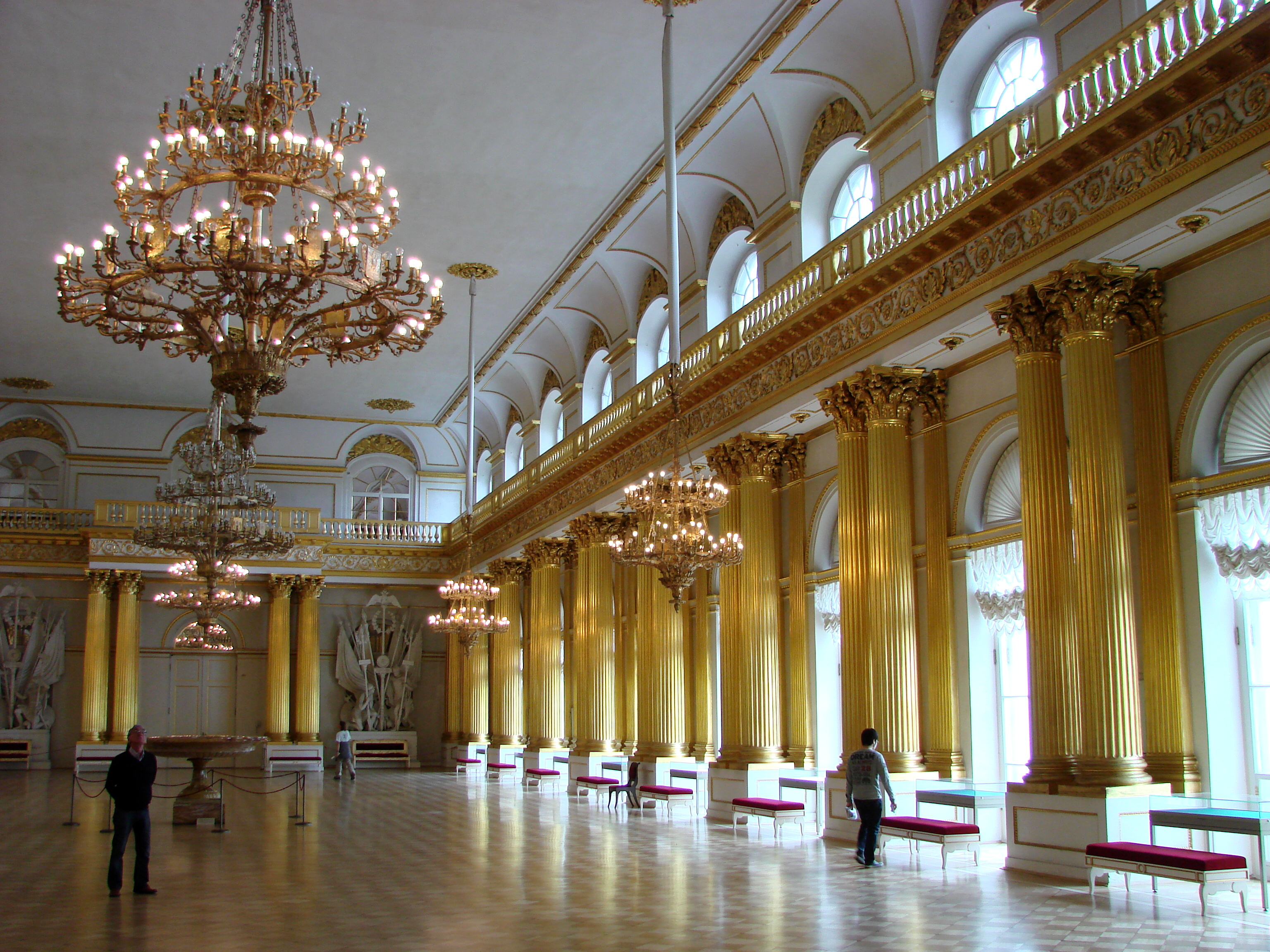
Зала з гербами
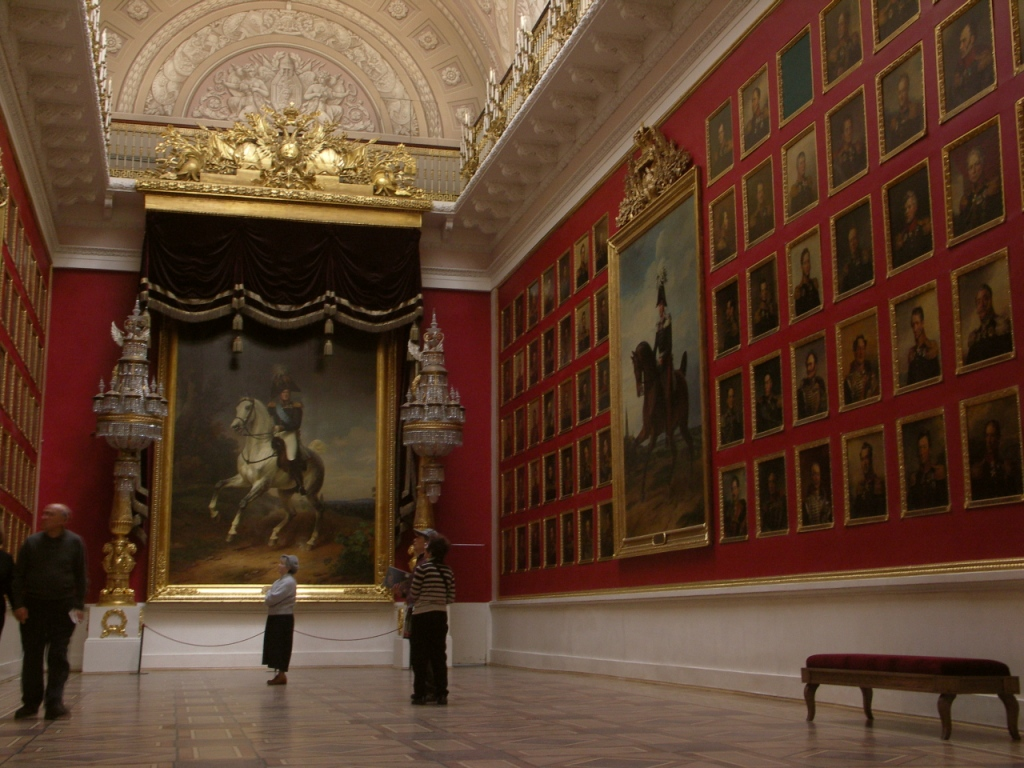
Воєнна галерея (героїв)  війні 1812 року.

## Картини-жарти

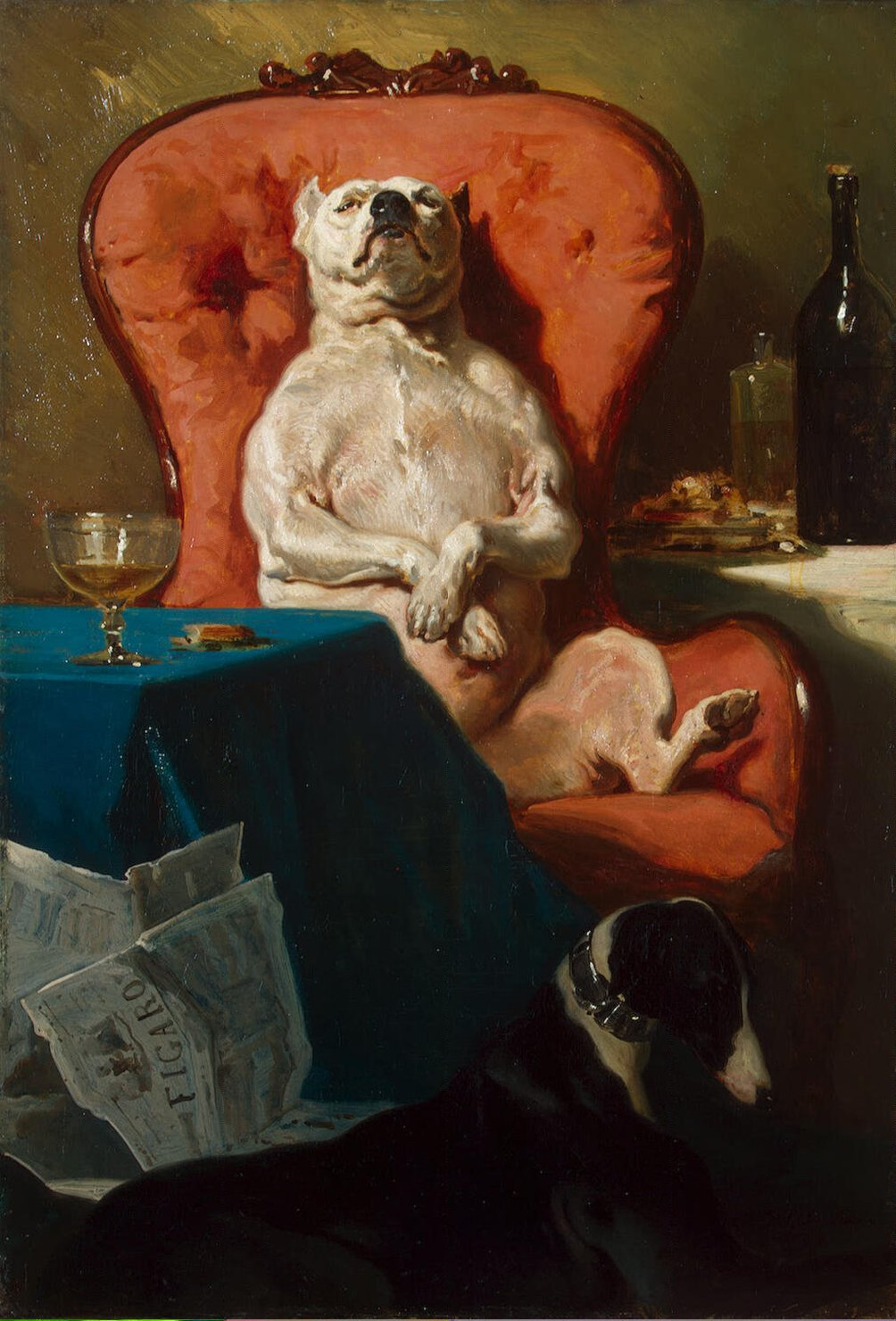
А. Дедре, Мопс у кріслі
Паулюс Поттер. Полювання на мисливця та його покарання звірями

## Витвори мистецтва різних епох

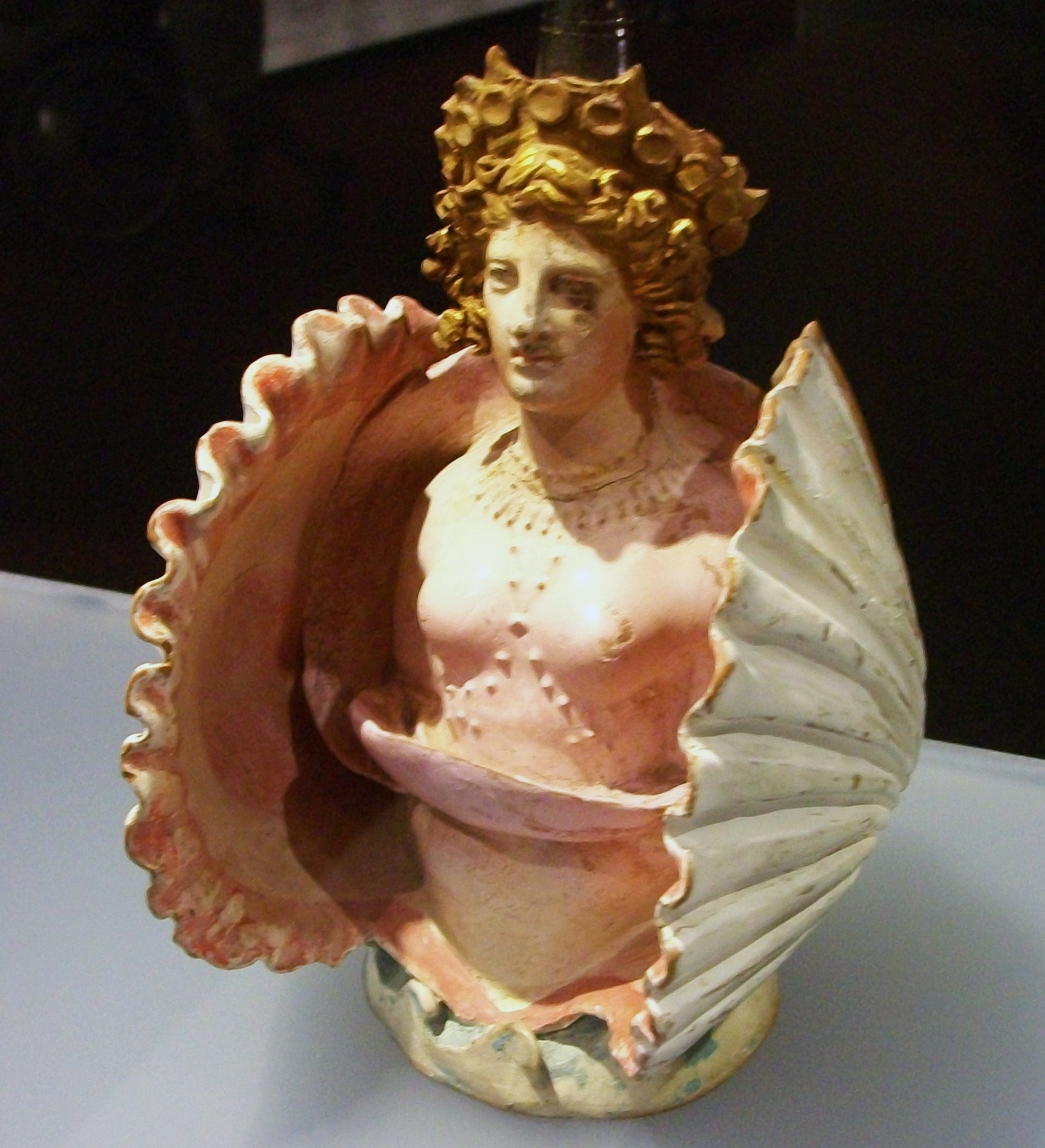
Народження Афродіти. Фігурний флакон з Фанагорії, 4 ст. до н. е.
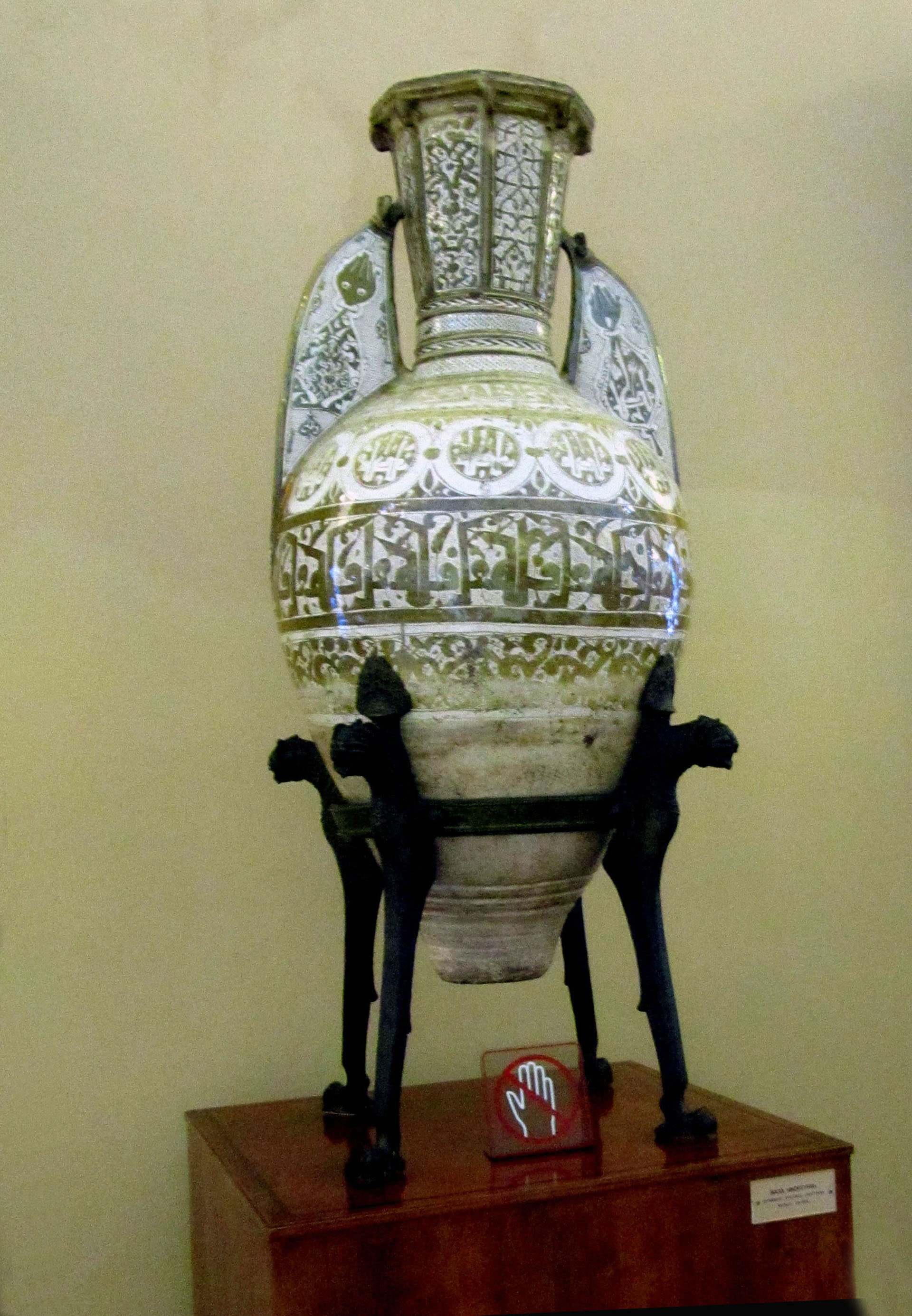
Так звана Ваза Фортуні (Альгамбра), кераміка (крилата ваза), люстр, мусульманська Іспанія, Альгамбра, 14 століття
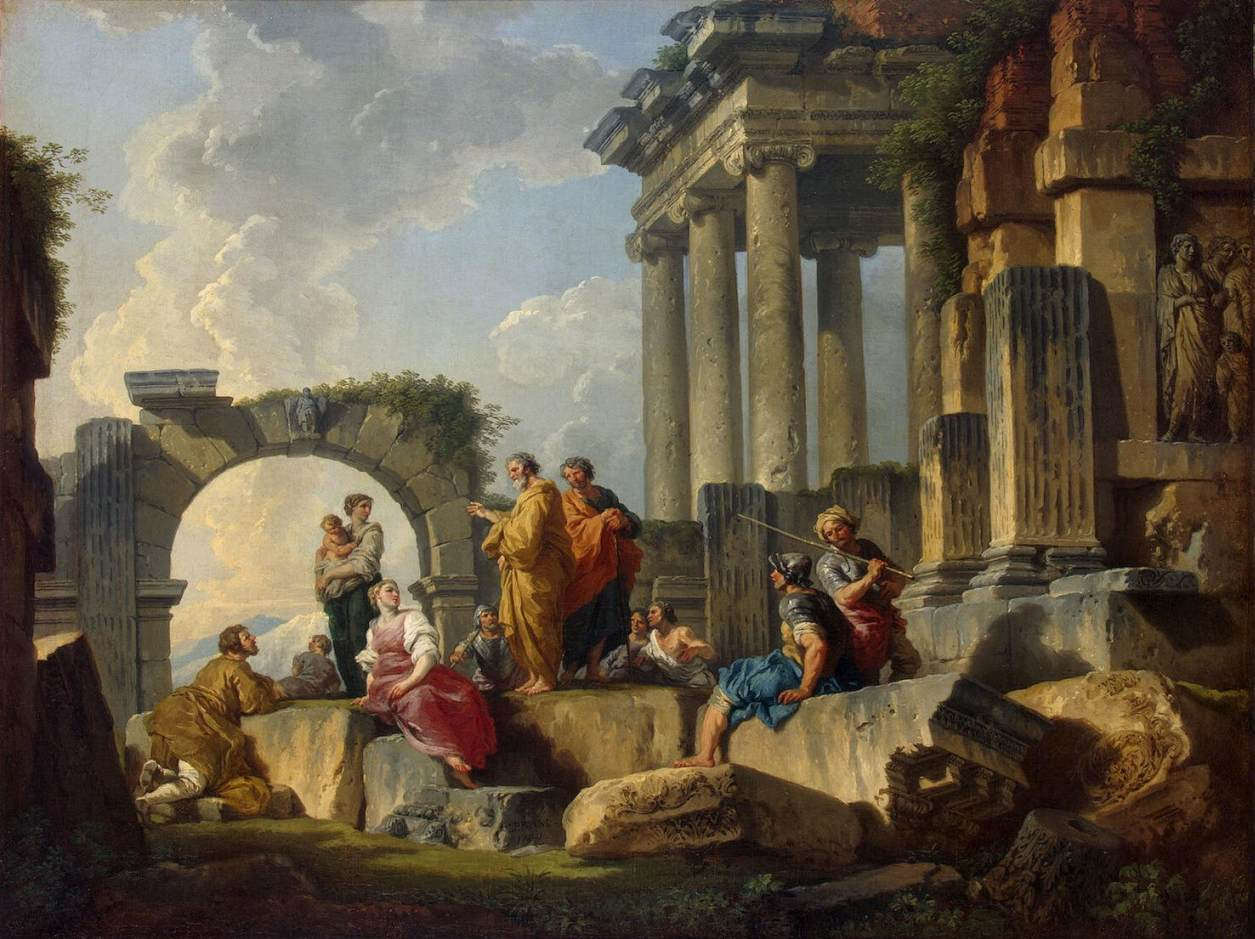
Джованні Паоло Паніні. «Дарньоримські руїни і проповідь апостола Петра»
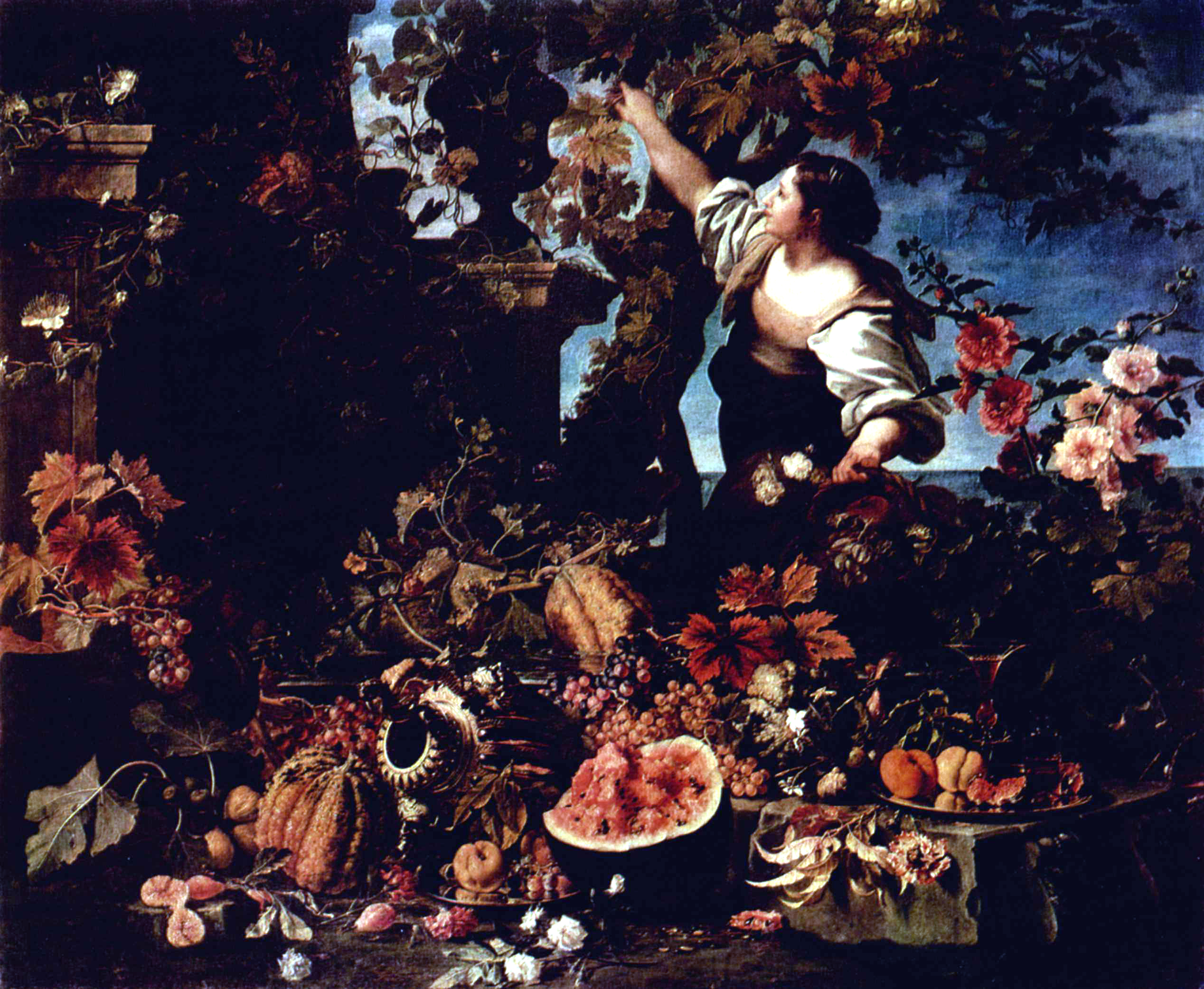
Крістиан Беренц. «Натюрморт з жіночою фігурою»,живопис бароко
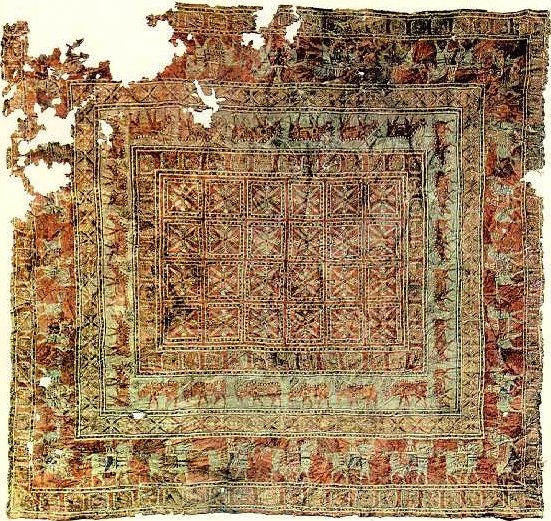
Пазирикський килим, Найстаріший з нині існуючих килимів з Пазирикського кургану
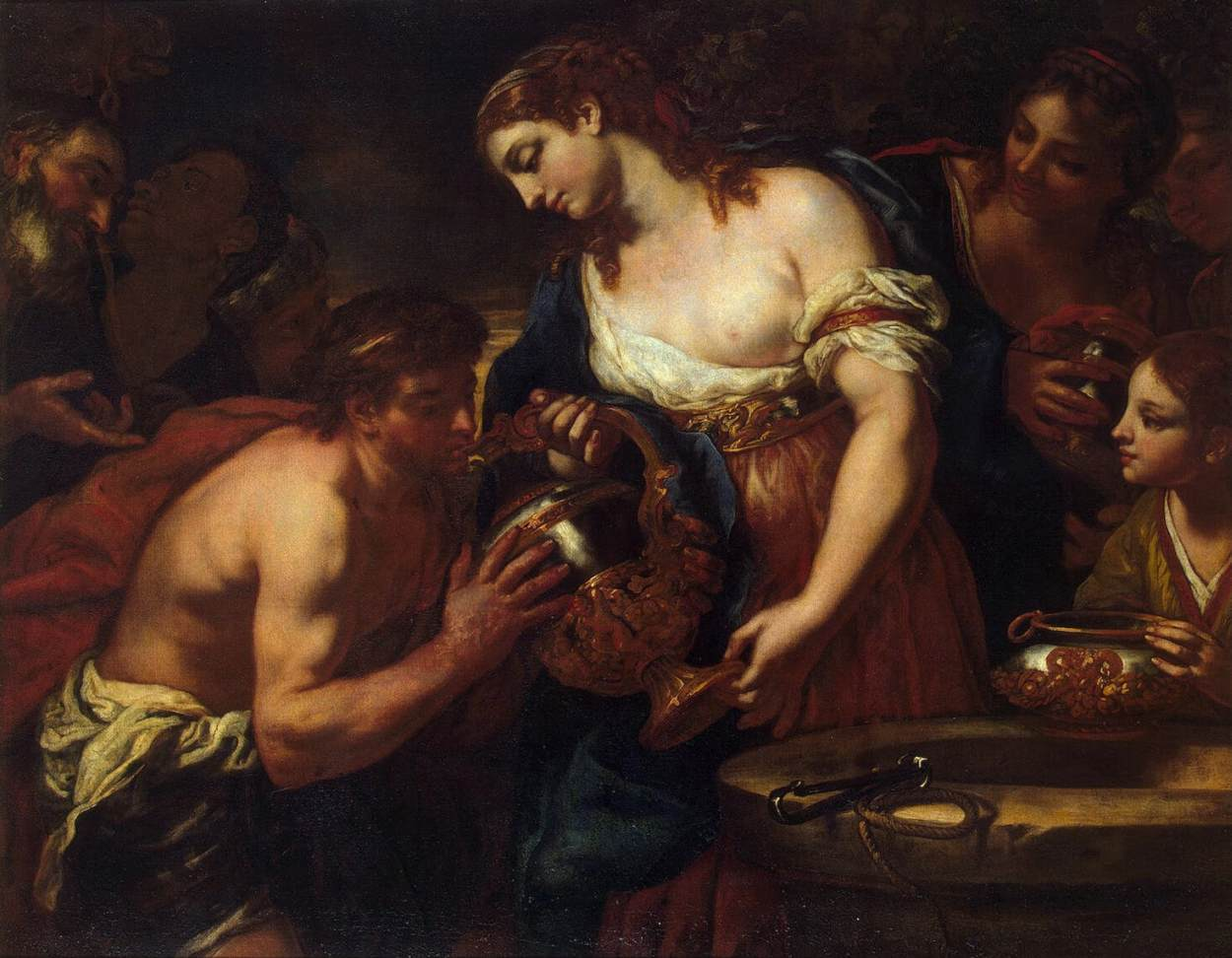
Йоган Карл Лот. «Елеазар і Ревекка», 1670-і
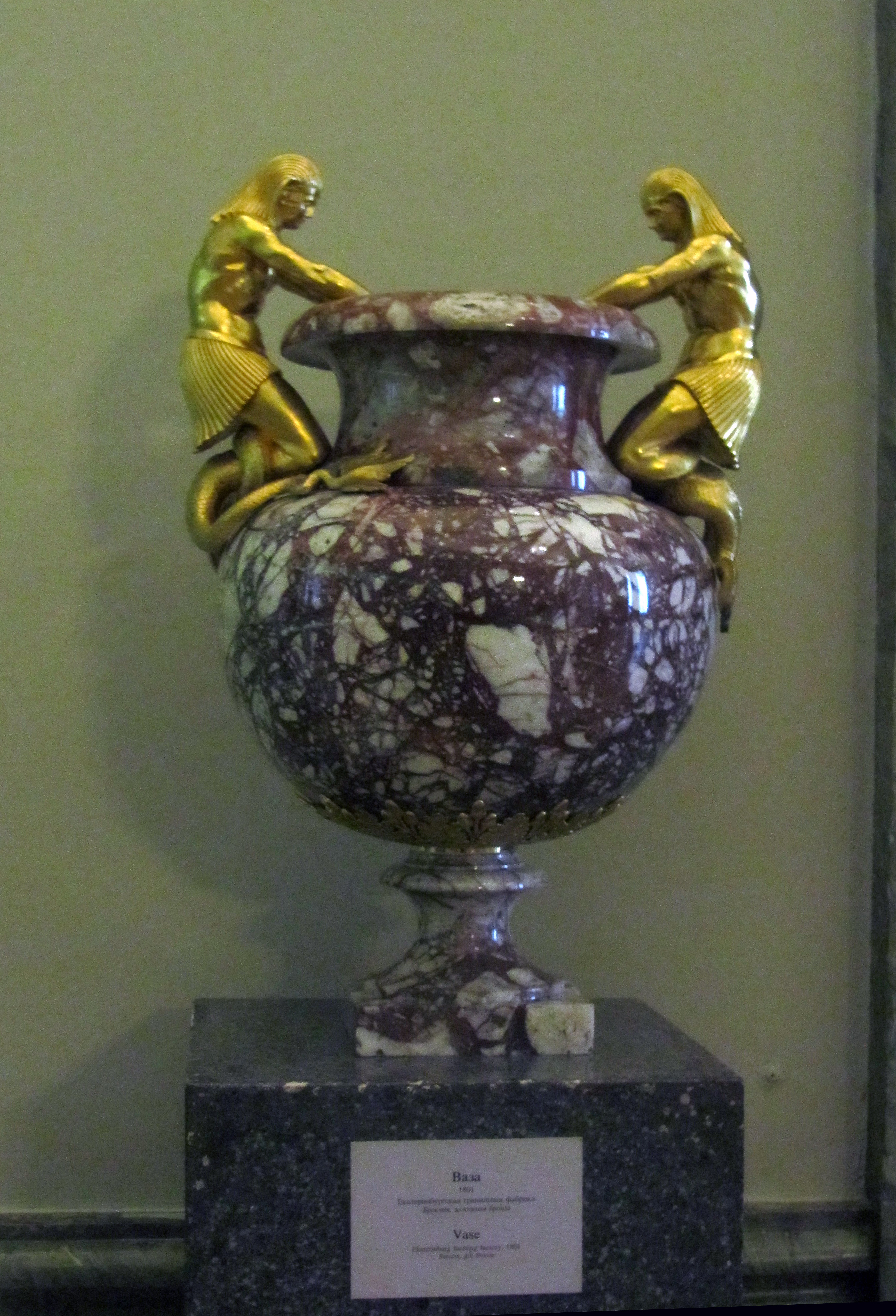
Так звана «Єгипетська ваза»

## Твори мистецтва Стародавньої Греції

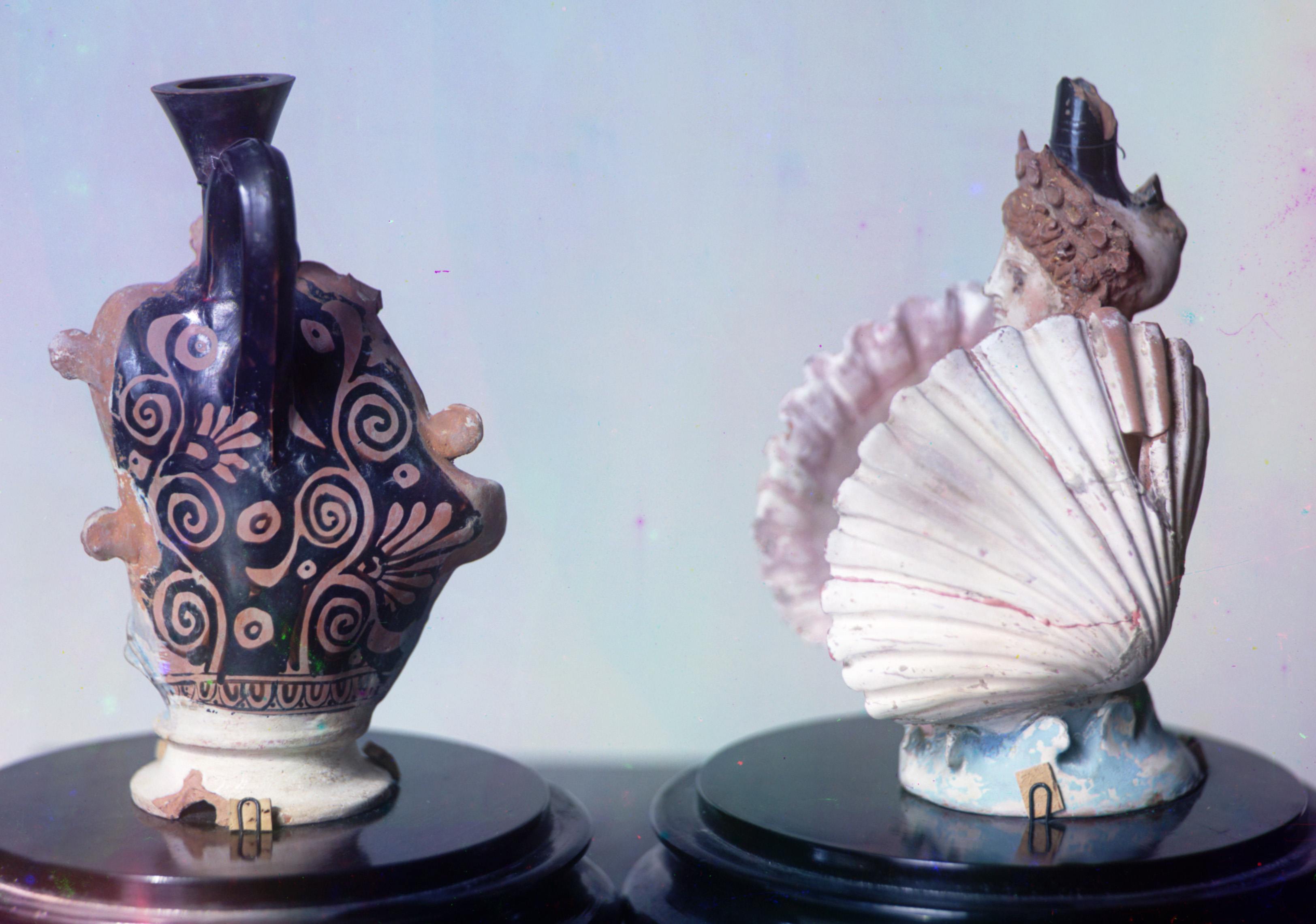
Антична кераміка
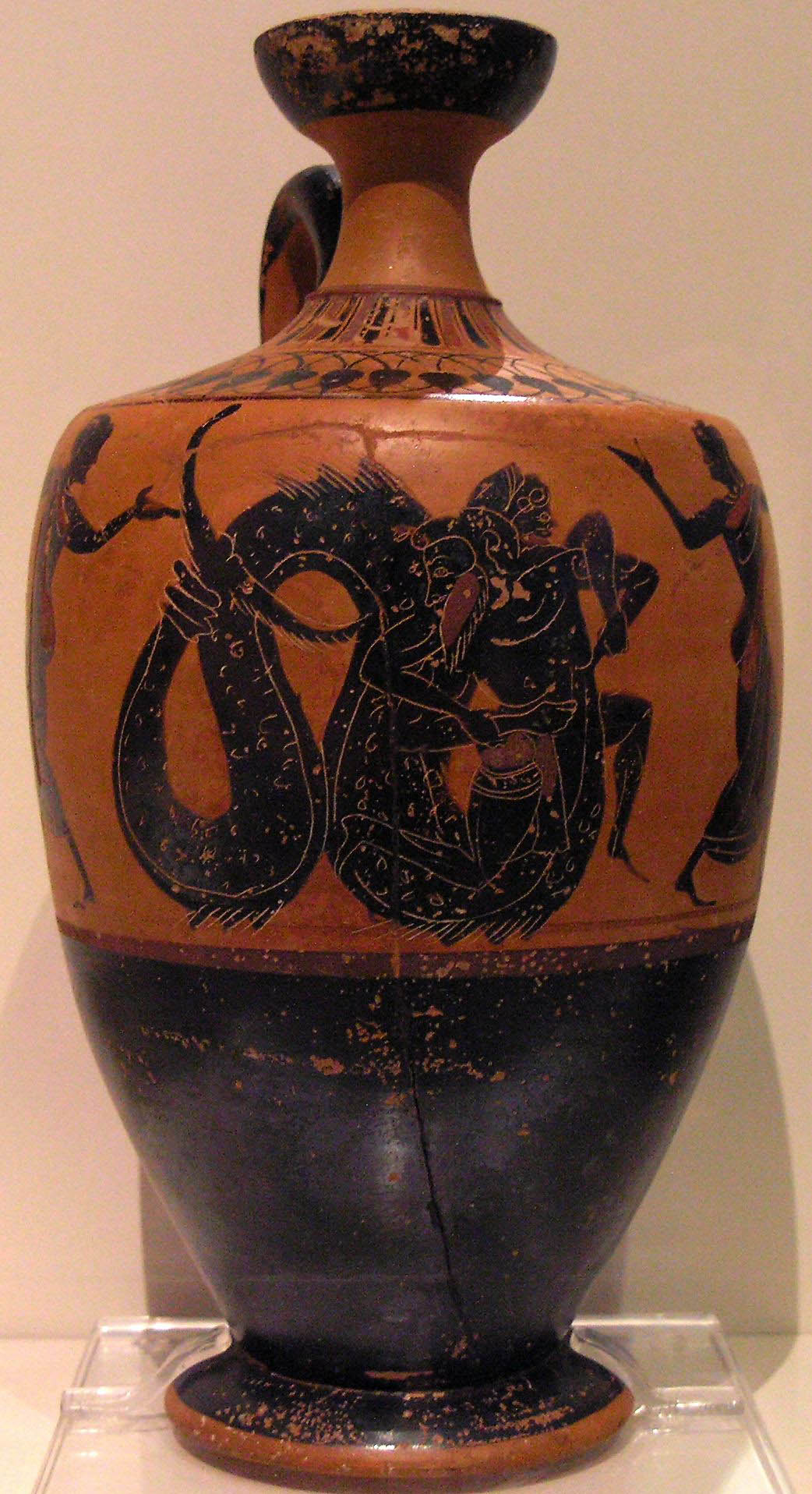
Лекіф з Гераклом і тритоном, чорнофігурний вазопис, дві вази цього майстра
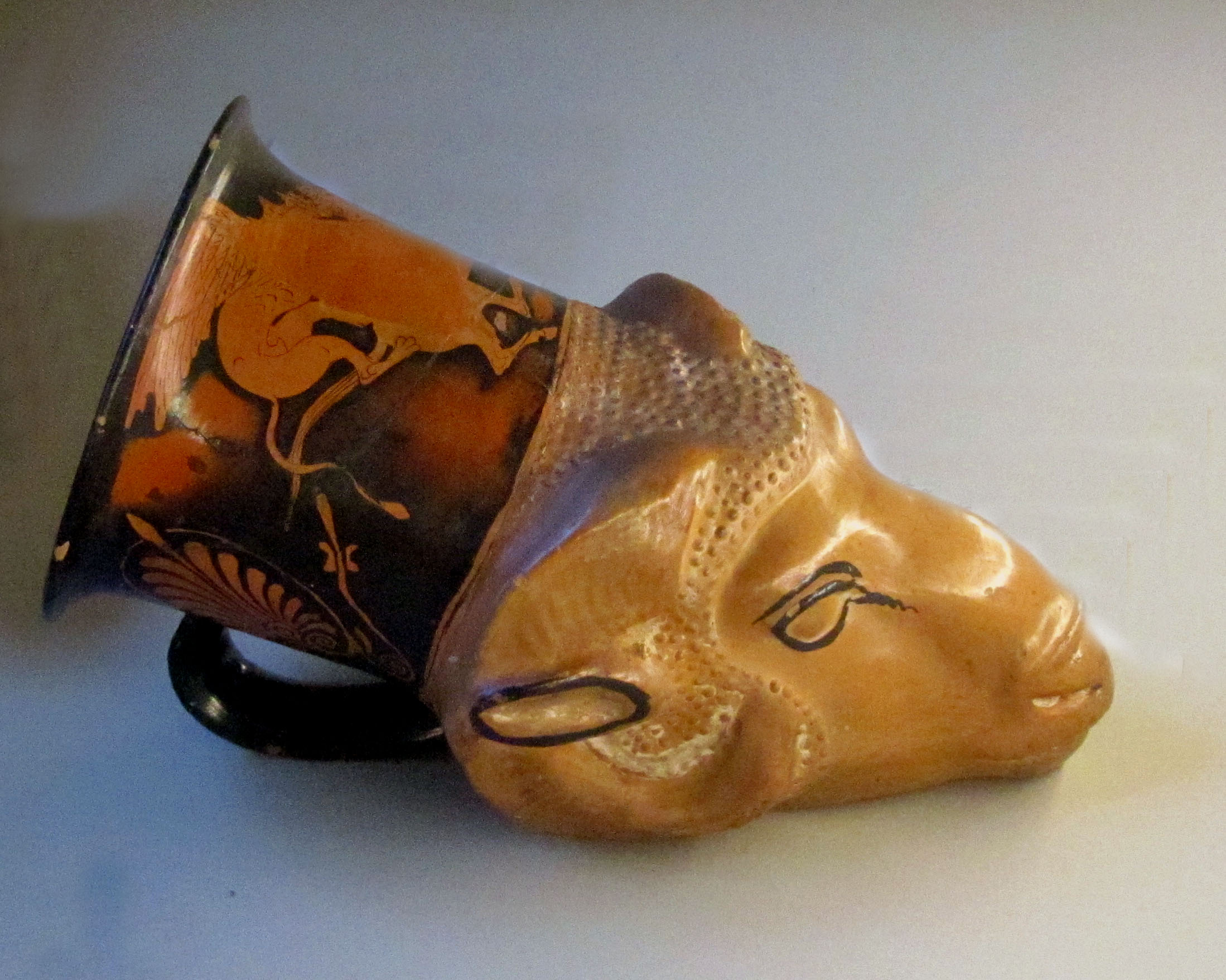
Ритон у формі голови барана, Вазописець Еретрія, бл. 430 до н. е.

## Артефакти Стародавнього Єгипта

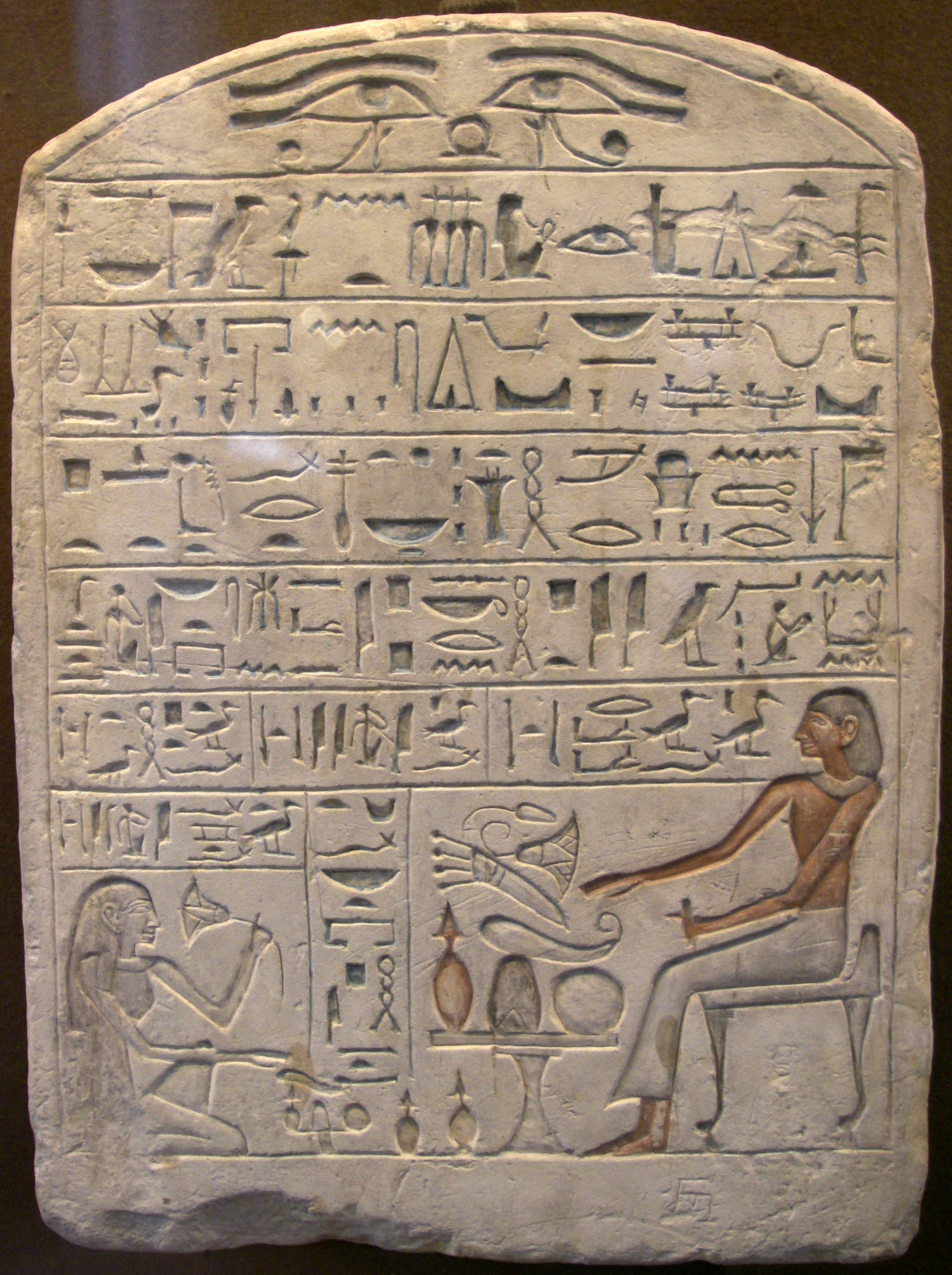
Стела керівника гончарів Пепі
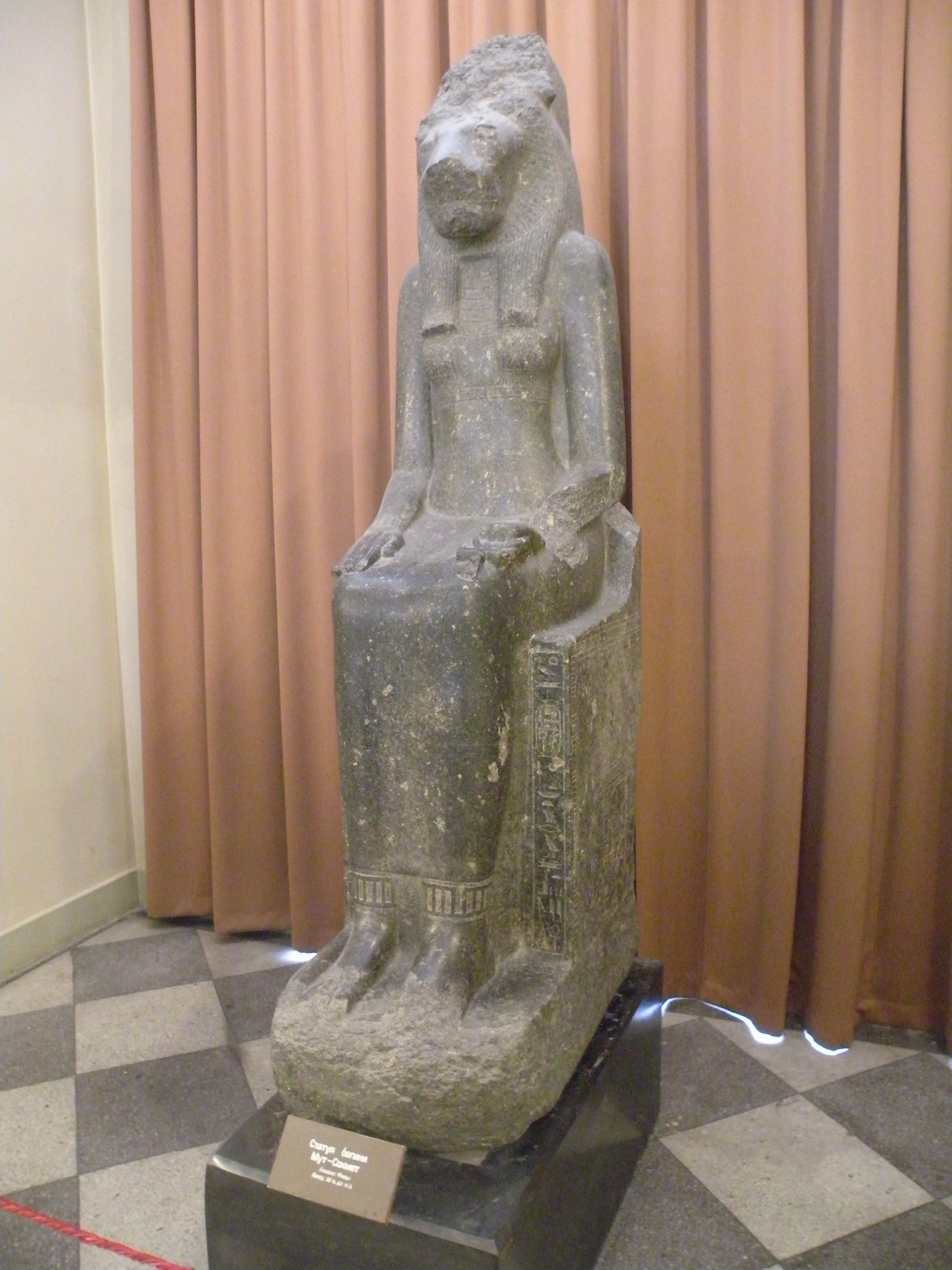
Богиня з головою левиці Сехмет
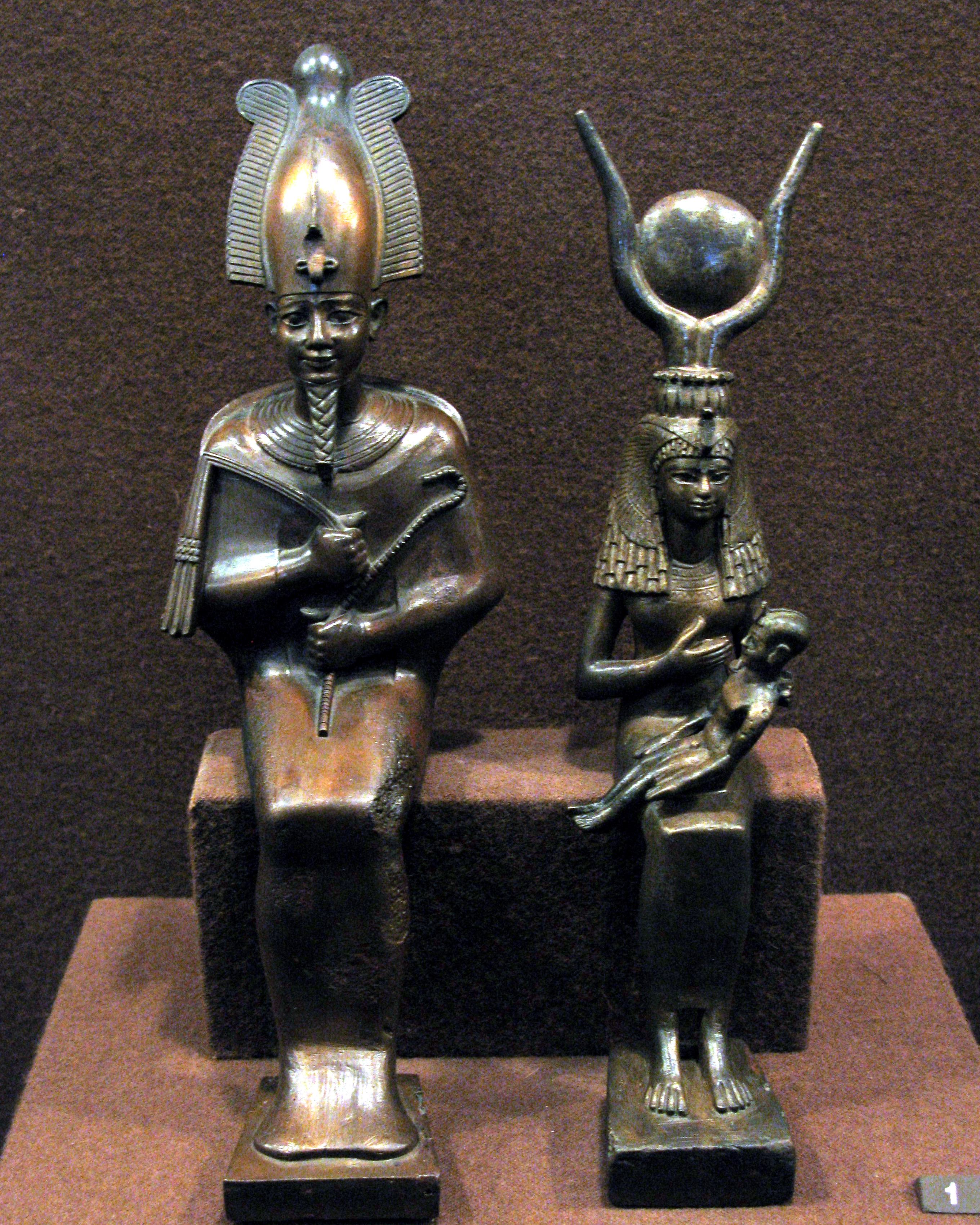
Бог Сет і його син Гор малим, метал
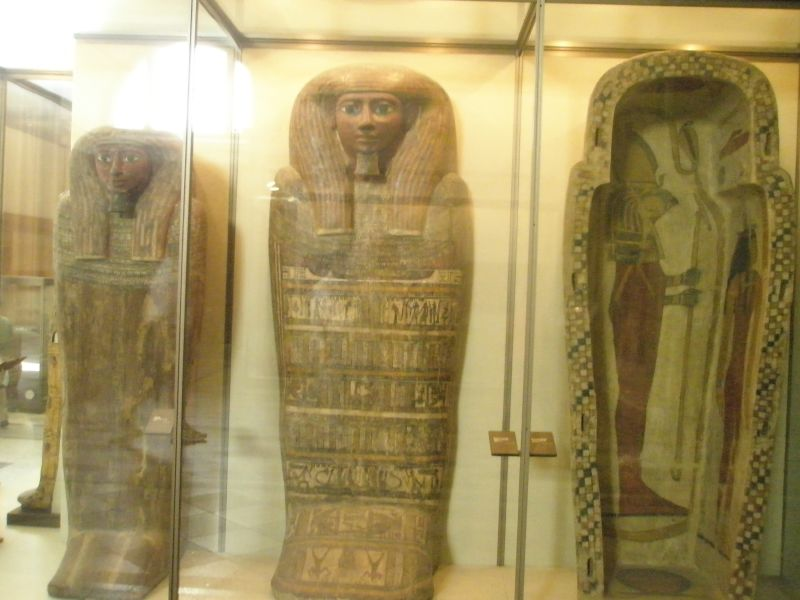
Поховальні саркофаги
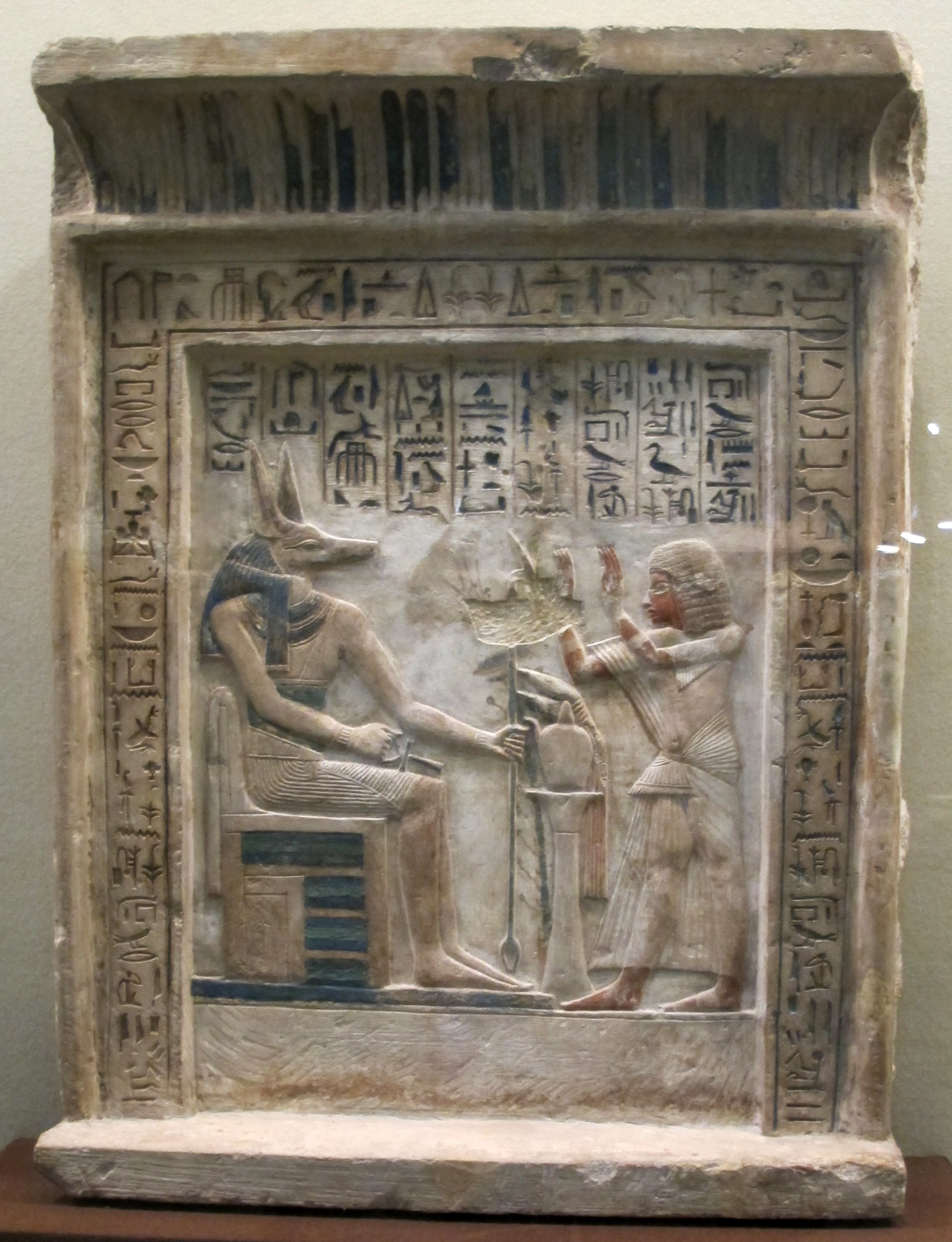
Стела Іпі, 14 століття до н. е.
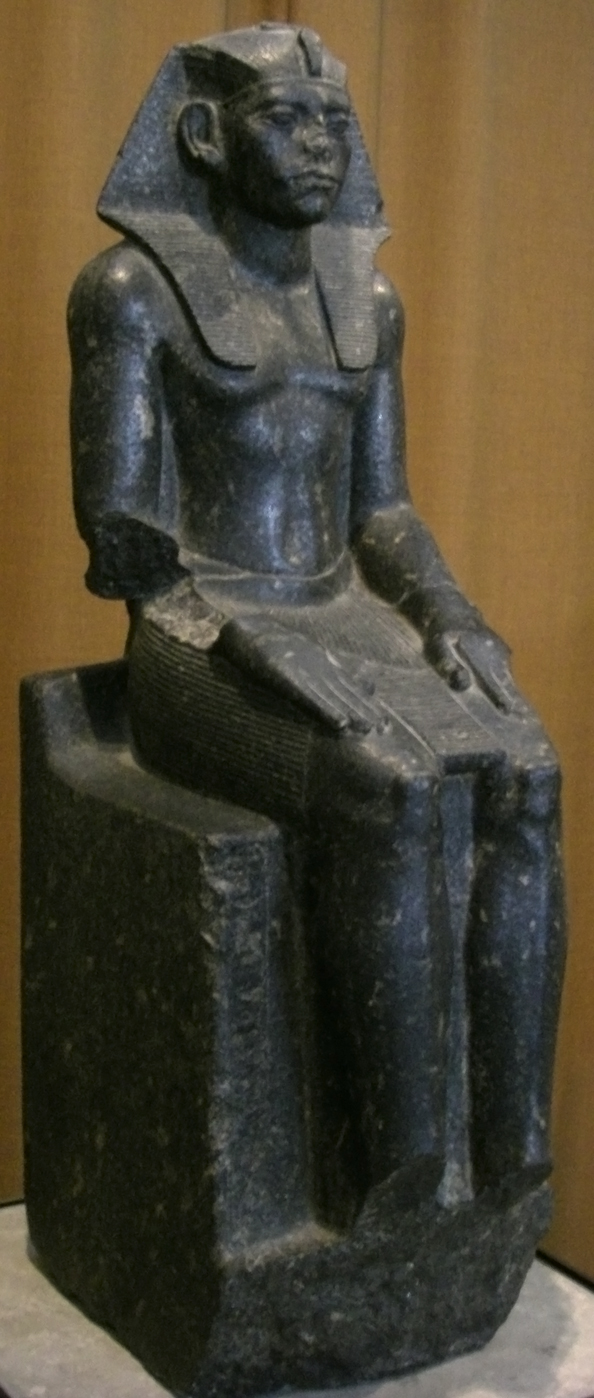
Фараон Аменемхет ІІІ, чорний граніт

## Скульптурний портрет Стародавнього Риму

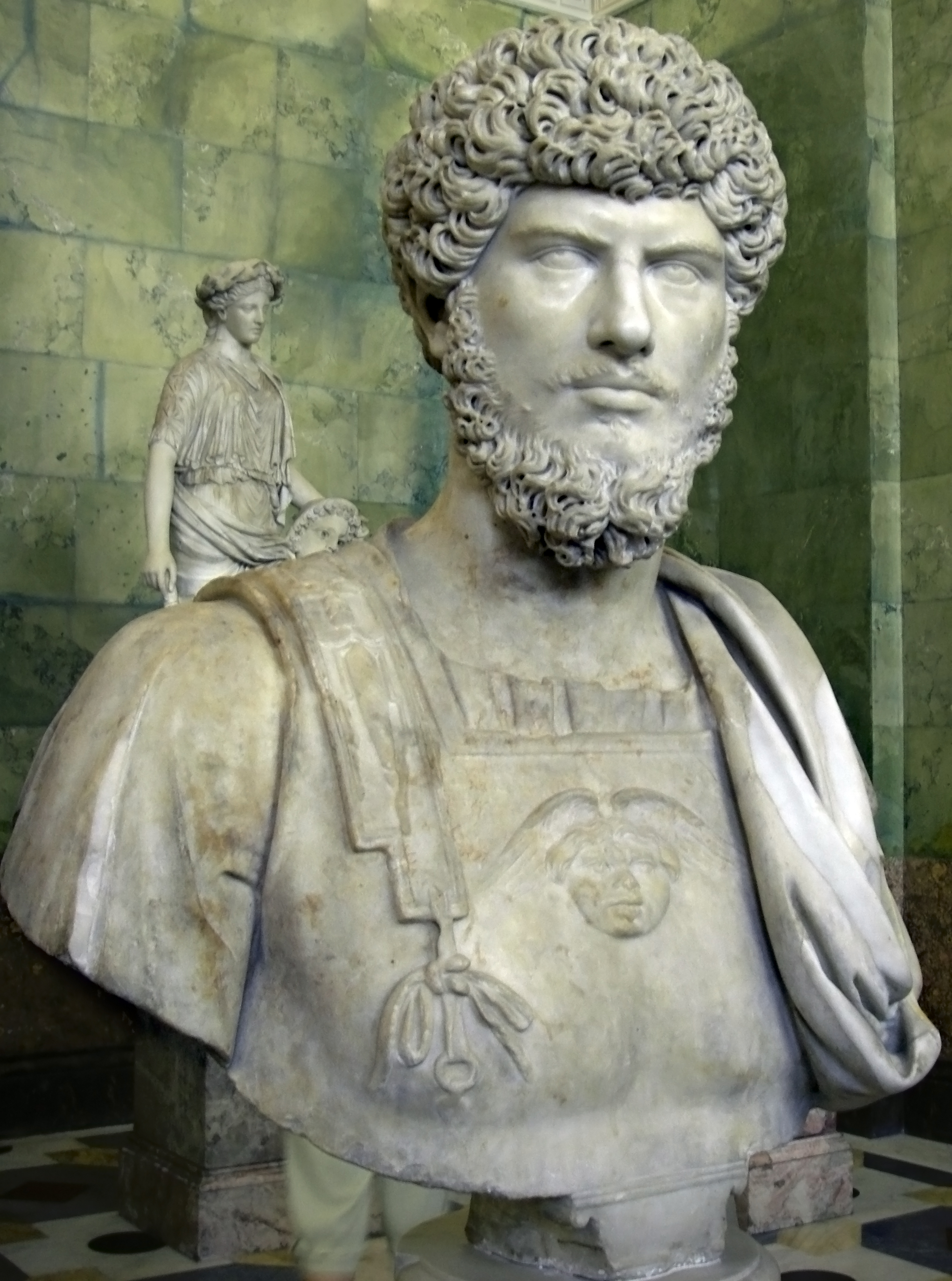
Імператор Луцій Вер
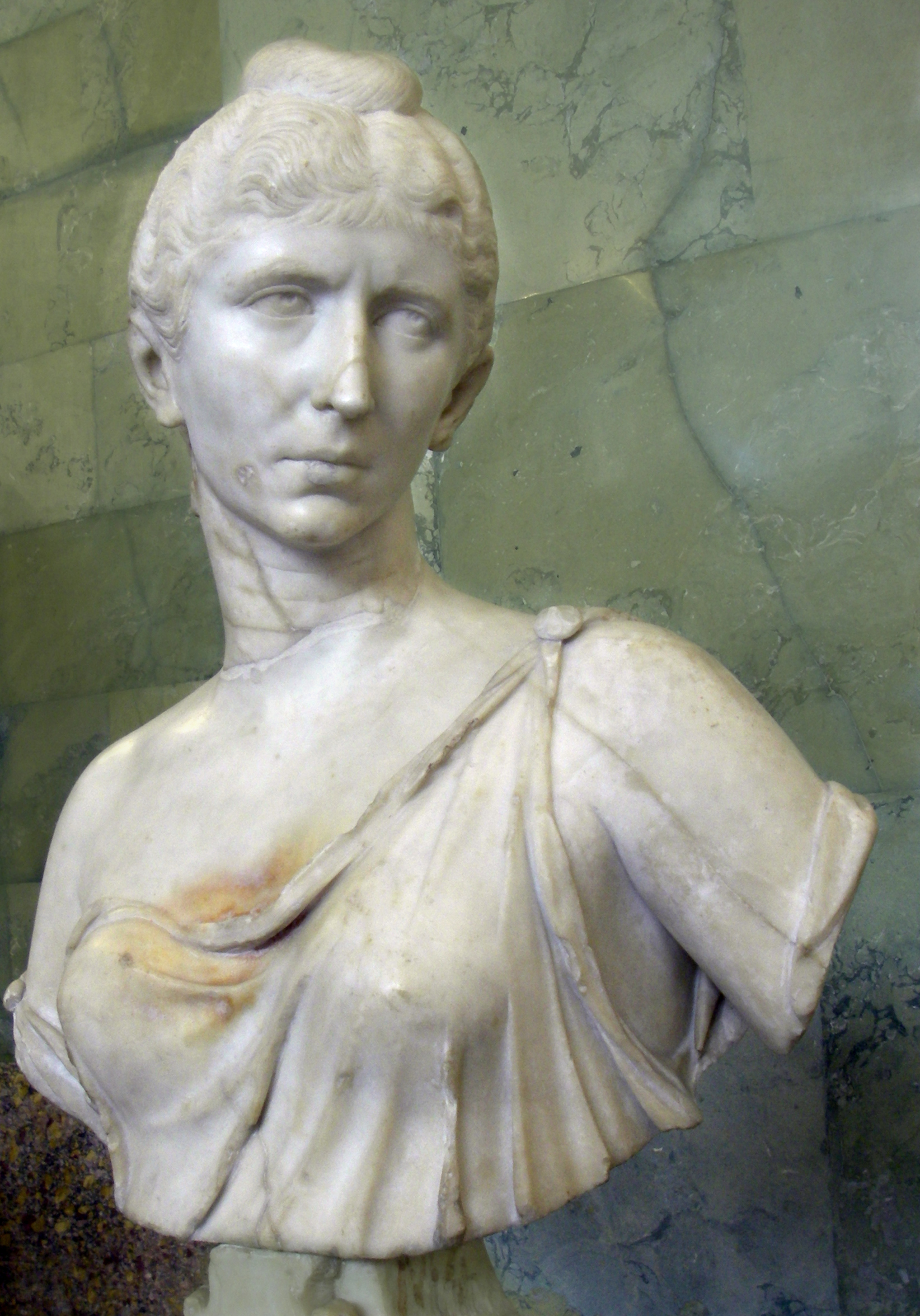
Корнелія Салоніна, дружина імператора Галлієна
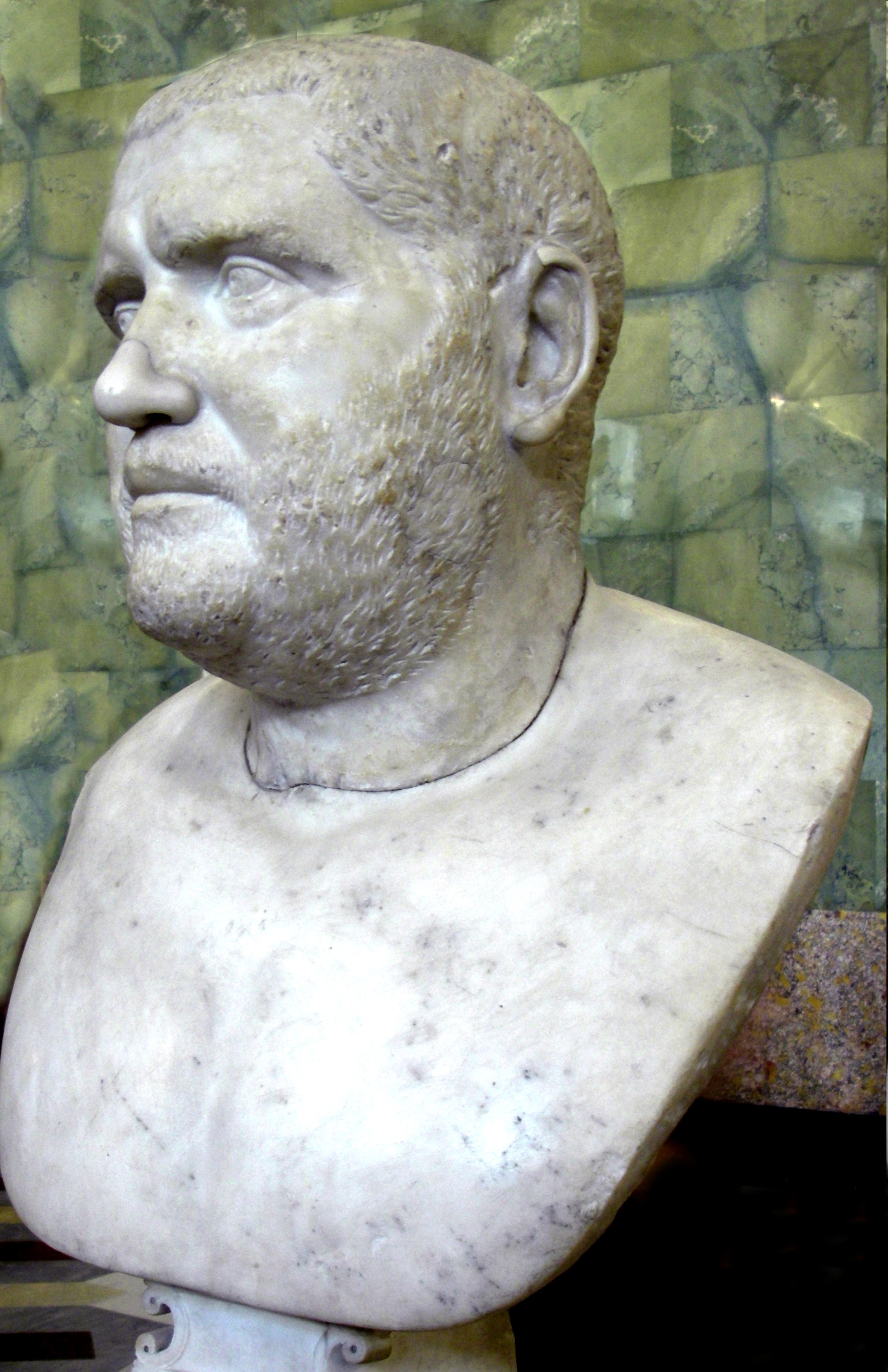
Імператор Бальбін

## Теракоти в Ермітажі
Ця колекція формувалася стихійно. Артефакти, що входять до її складу, належать різним епохам в історії мистецтва.
- Античні старожитності давно були предметами престижу в Західній Європі. Згадаємо колекцію античних артефактів Кампана у Римі, що була придбана у 1862 році для Імператорського Ермітажу. Але сформувалася колекція набагато раніше. В збірці були і теракоти. Давньогрецкі теракоти колись слугували релігійним обрядам. Їх виготовляли в особливих формах і доліплювали вручну. Після випалення в печі вони ставали твердими і досить довготривалими. Поверхню розфарбовували і теракоти ставили в оселях і на могилах, приносили в храми як дари богам.

Серед античних теракот у 19 столітті особливо модними стали теракоти з Танагри, що в Беотії(Мала Азія). Спочатку тут робили теракоти для релігійних обрядів. З часом тематика змінилася. Бо майстри теракот почали працювати під впливом скульптурних образів Праксителя. Тоді і з'явилися фігурки муз в довгих сукнях. З часом музи перетворилися на уособлення привабливих дівчат. Їх доповнили фігури юнаків та дітей. Змінилася і їх роль — відтепер вони слугували окрасою оселі, улюбленими предметами. Їх клали в домовину померлого на згадку про його улюбленців при житті. Танагрські теракоти Ермітажу походять з розкопок некрополя Танагри 1870-х рр.
- Теракоти італійських майстрів. Особливе місце в колекції теракот Ермітажу посіла збірка, що прибула з Венеції, де переважали твори митців 17 століття. Збірку формував венеційський князь церкви — абат Філіппо Фарсетті (1704–1774). Ще в середині 18 століття від виклопотав у папи римського дозвіл на створення копій з гіпсу всіх уславлених на той час античних скульптур в збірках Ватикана. Папа такий дозвіл дав. Але абат діяльно скуповував і теракотові ескізи відомих майстрів римського бароко 17 ст. Ескізи в теракоті тоді розглядалися як допоміжний, студійний матеріал, поціновували саме готові твори. Метою абата була просвітницька і повчальна функції власної колекції, яку він перевіз у Венецію і зробив доступною для венеційських спудеїв. Декілька десятиліть колекцію експонували в старовинному маєтку — палаццо Фарсетті. Серед відвідувачів палацу були і великий князь Павло з дружиною, майбутні російські імператор і імператриця. Колекція сподобалась візітерам з Російської імперії. Вже перебуваючи на престолі, імператор Павло висловив побажання придбати колекцію з палацу Фарсетті. Останній володар не продав, а запропонував її в подарунок. І колекцію перевезли в Санкт-Петербург. В столиці Російської імперії колекція теж виконувала просвітницькі і навчальні функції для учнів Петербурзької Академії мистецтв — аж до початку 20 ст. Після більшовицького перевороту частка найкоштовніших творів була вилучена з академії і перевезена в Державний Ермітаж. Серед них ескізи до майбутніх скульптур, погруддя, самостійні твори -
- Лоренцо Берніні (автопортрет)
- Алессандро Альгарді (медальєр Гаспаро Моло)
- Стефано Мадерно (Геракл вбиває кентавра Хірона)
- Паоло Нальдіні (погруддя Аннібалє Каррачі)
- Доменіко Гвіді
- П'єтро Браччі
- Камілло Русконі
- П'єра Легро
- Константино Корті та інших.

Серед теракот Ермітажу — копії скульптур Мікеланджело в каплиці Медічі у Флоренції, декілька творів 18-го і 19-го століть (ск. Константіно Корті «Грішний янгол»).

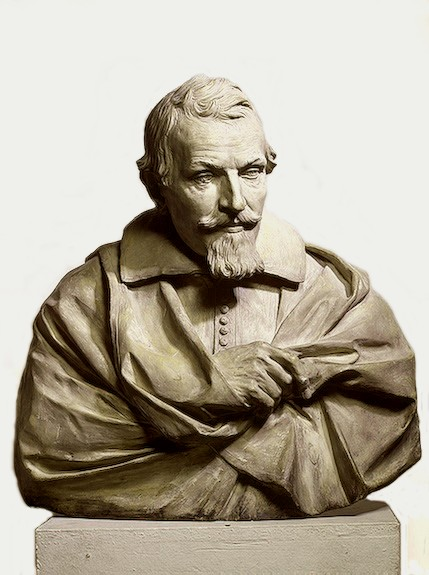
Алессандро Альгарді. Погруддя ювеліра і медальєра Гаспаро Моло, теракота, 1635
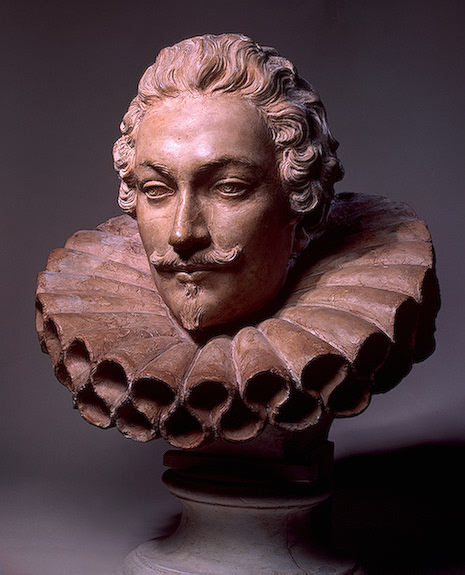
Алессандро Альґарді, погруддя Камілло Памфілі, 1647, теракота
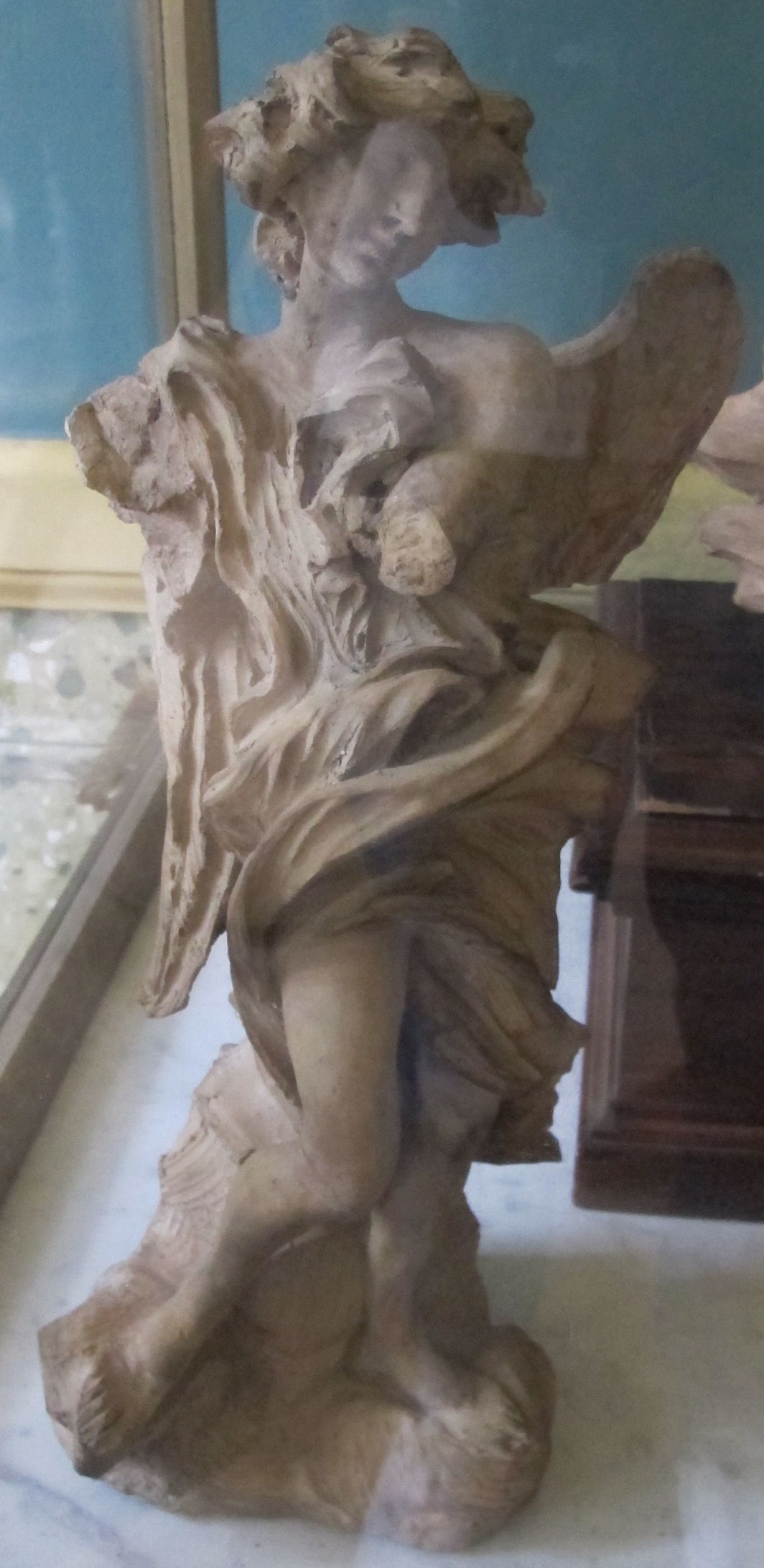
Янгол, штудія.
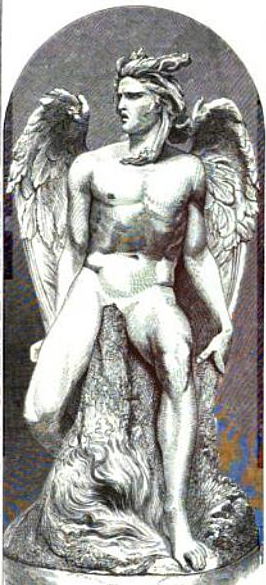
Константино Корті, «Грішний янгол»
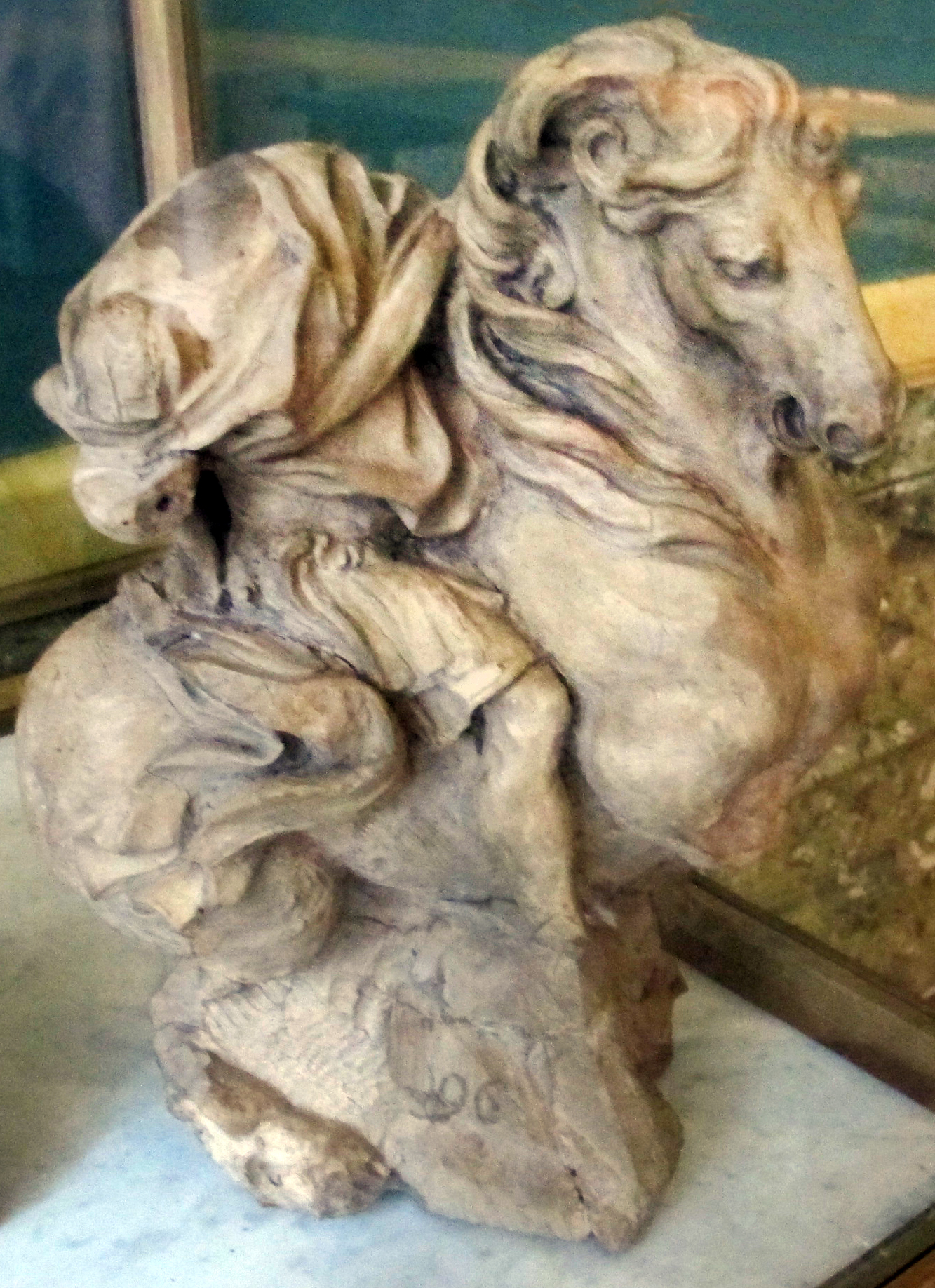
Лоренцо Берніні. Константин Великий верхи, штудія коня

## Картини майстрів Італії
Мистецтво Італії пройшло тисячолітній шлях розвитку і зберегло чимало технічних чи художніх навичок. Особливо значним був внесок митців італійських земель в мистецтво середньовіччя та відродження, маньєризму і бароко. Високого художнього рівню досягли архітектура, мозаїка, фреска, згодом скульптура, живопис темперою та олійними фарбами, малюнок, декоративно-ужиткове мистецтво (меблі, фаянс, бронза, венеційські мереживо та скло тощо). Якщо архітектура та тісно пов'язані з нею фреска, мозаїка та скульптура залишились переважно в Італії, живопис мав мобільний характер і перетинав кордони з давніх-давен. За межами Італії уяву про значні мистецькі досягнення італійців репрезентував саме живопис, а картини — рано переходять в розряд престижу і постійного продажу.
Італійський розділ живопису і скульптури Ермітажу почав формуватися на початку 18 ст., коли в резиденції царя Петра І прибули перші твори мистецтва майстрів Риму (Д. Картарі), Феррари (Гарофало), Неаполя (Лука Джордано) та Венеції (низка творів венеційських скульпторів). На службі у Петра І в новій російській столиці роками працювали запрошені італійці, серед яких архітектори Доменіко Трезіні, Ніколо Мікетті, садівник і скульптор Карло Бартоломео Растреллі, художник Бартоломео Тарсія. Традиція запрошення італійських митців зберігатиметься десятиліттями. Перші партії картин, придбані імператрицями Єлизаветою Петрівною та Катериною II, обов'язково мали твори італійських художників. Вже тоді в приватні збірки прийшли картини, що стануть згодом престижним надбаням збірок Імператорського Ермітажу. Серед них — Паоло Веронезе, Алессандро Маньяско, Фра Бартоломео, Беккафумі, Тиціан, Джорджоне, Паріс Бордоне, Джованні Бенедетто Кастільйоне, П'єтро да Кортона, Себастьяно дель Пьомбо. Навіть поодинокі придбання могли надзвичайно збагатити італійський розділ (всі найкращі твори Тиціана пізнього періоду (придбання 1850 р., Мадонна Літта, придбана 1865 р.).

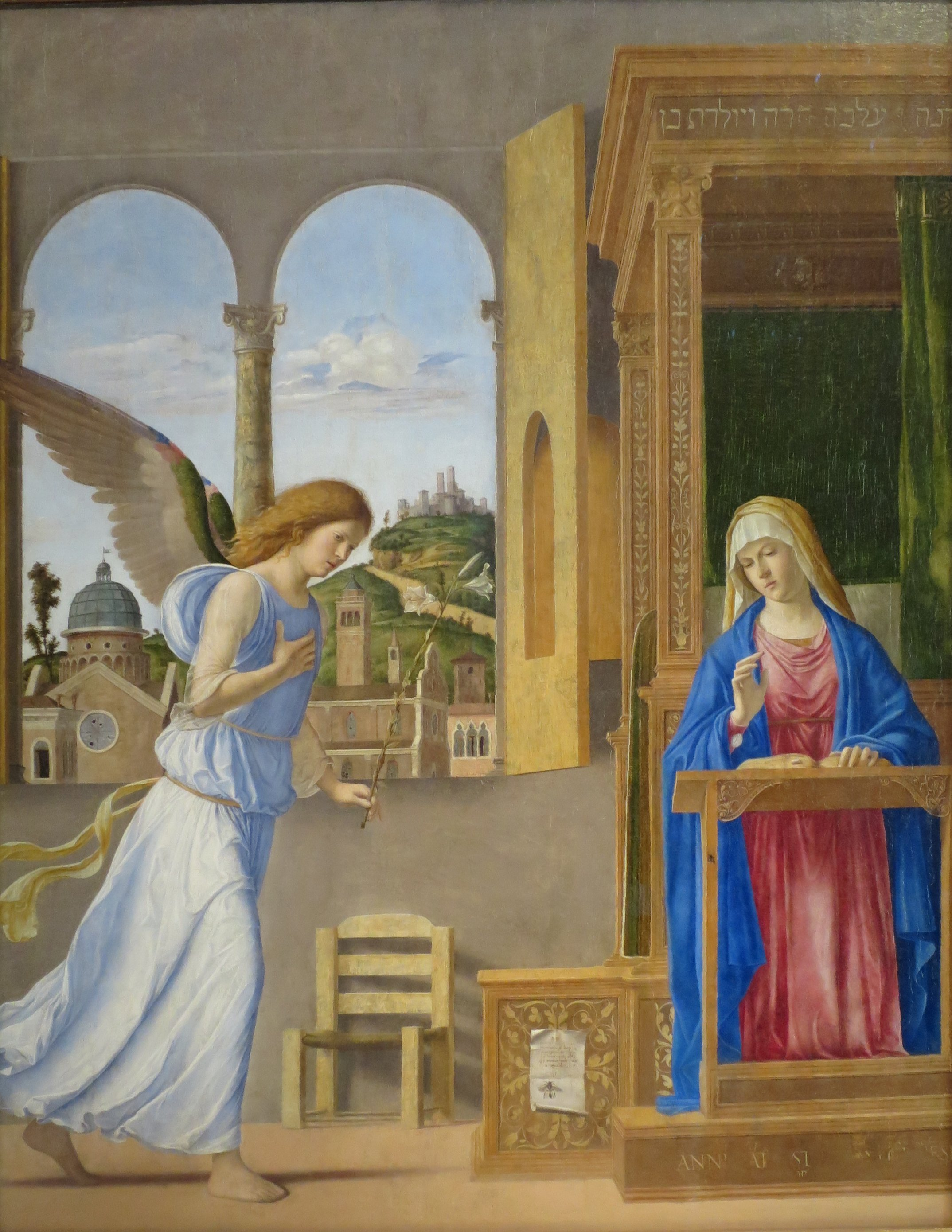
Чіма да Конельяно. «Благовіщення»
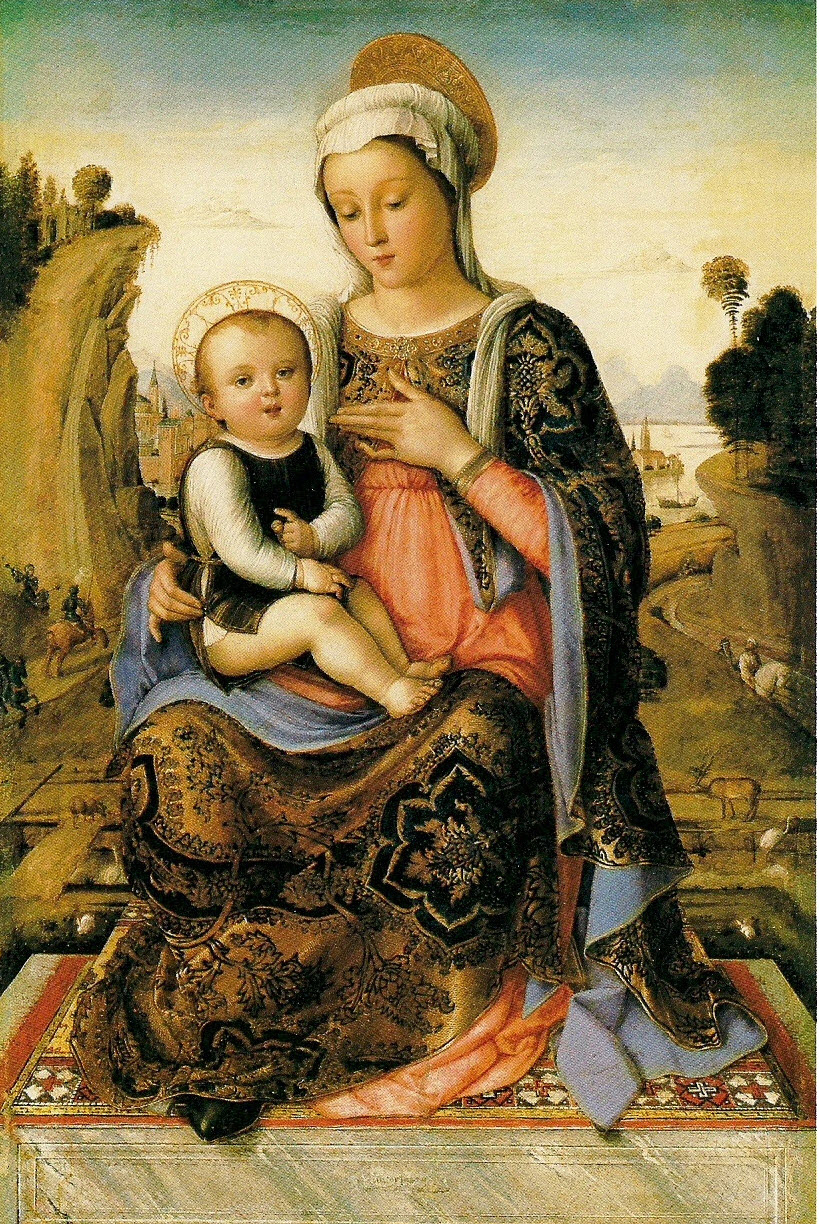
Лаццаро Бастьяні. «Мадонна з немовлям»
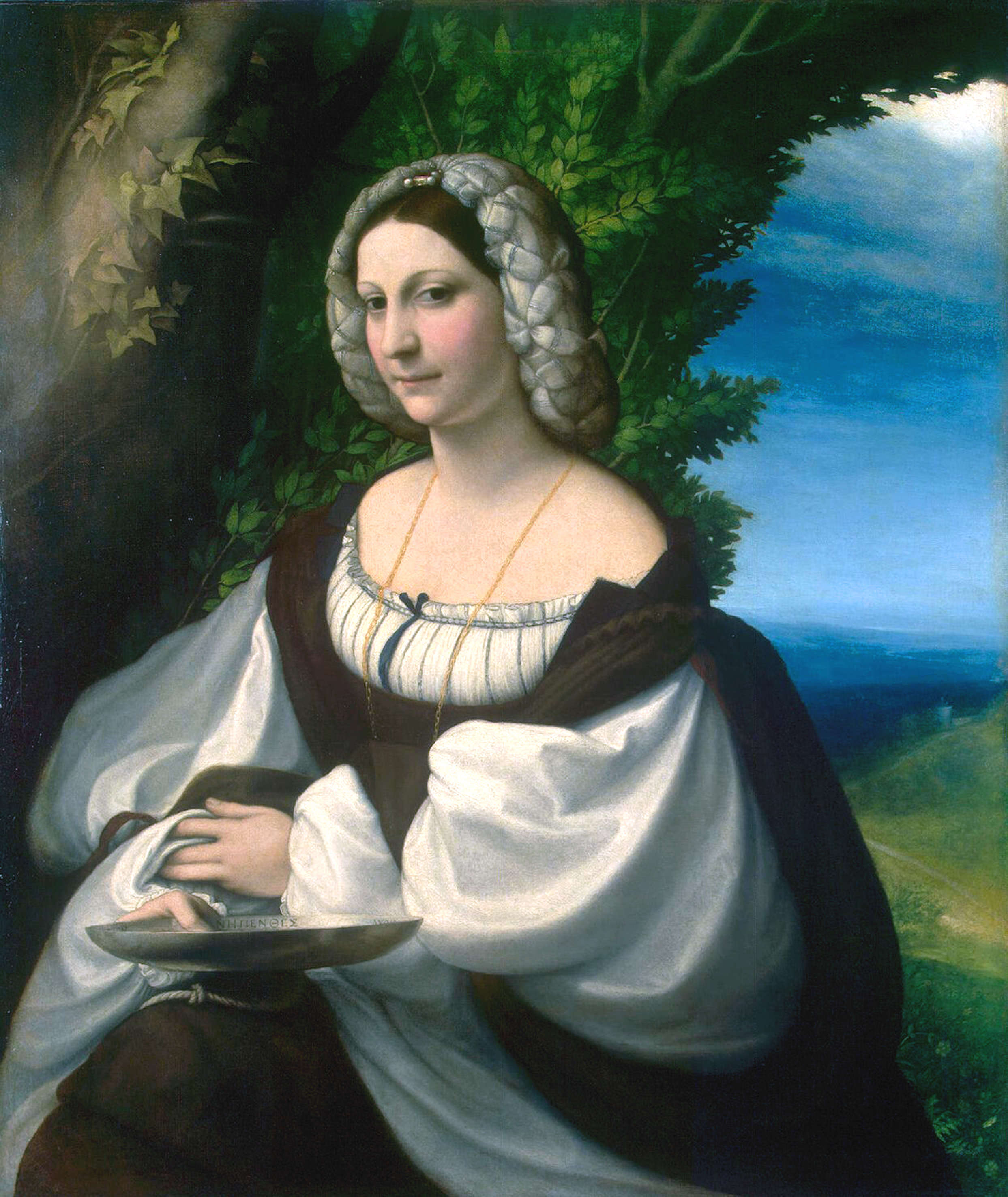
Жіночий портрет (картина Корреджо), 1518
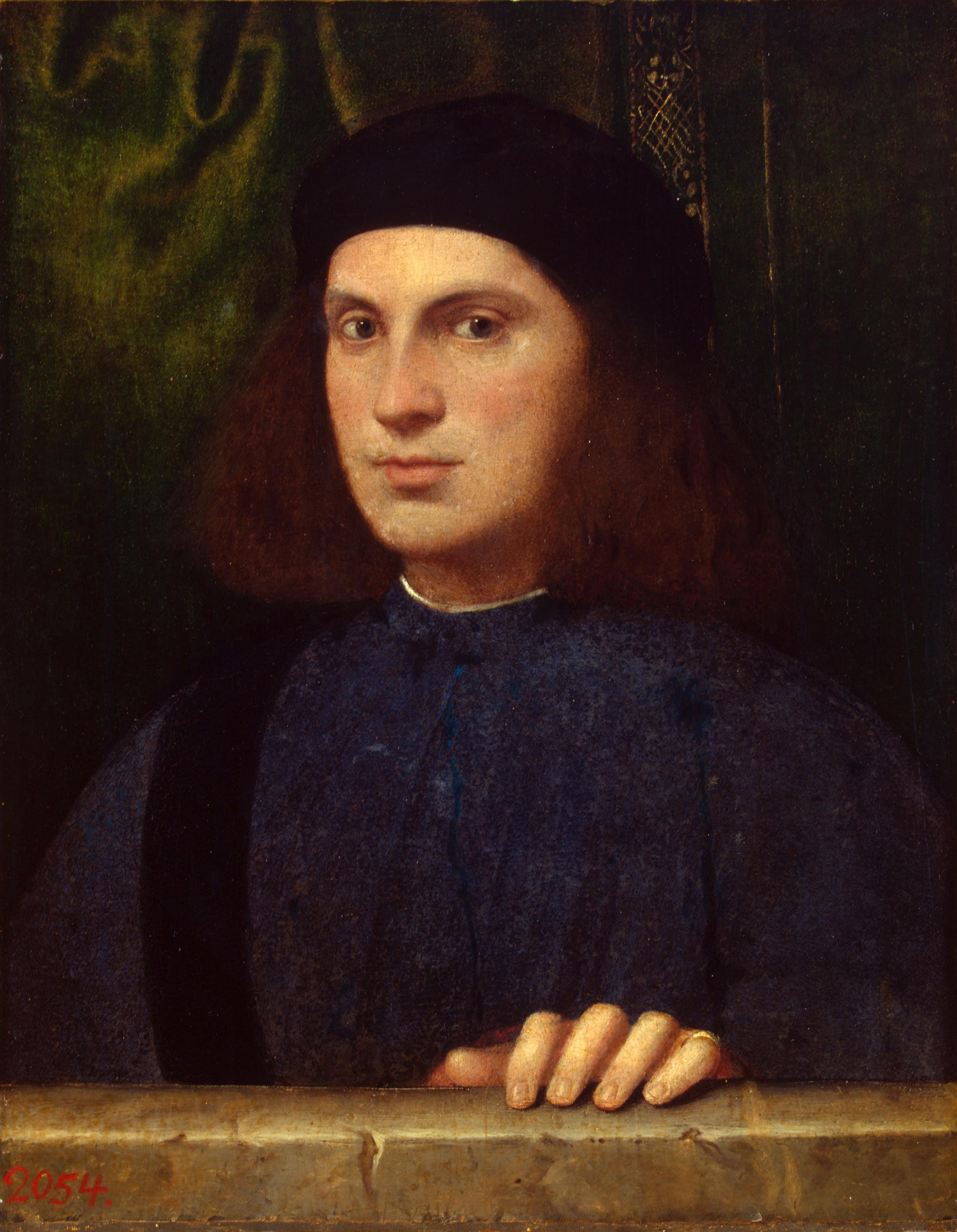
Боніфачо де Пітаті, «Портрет молодика», 1510-і
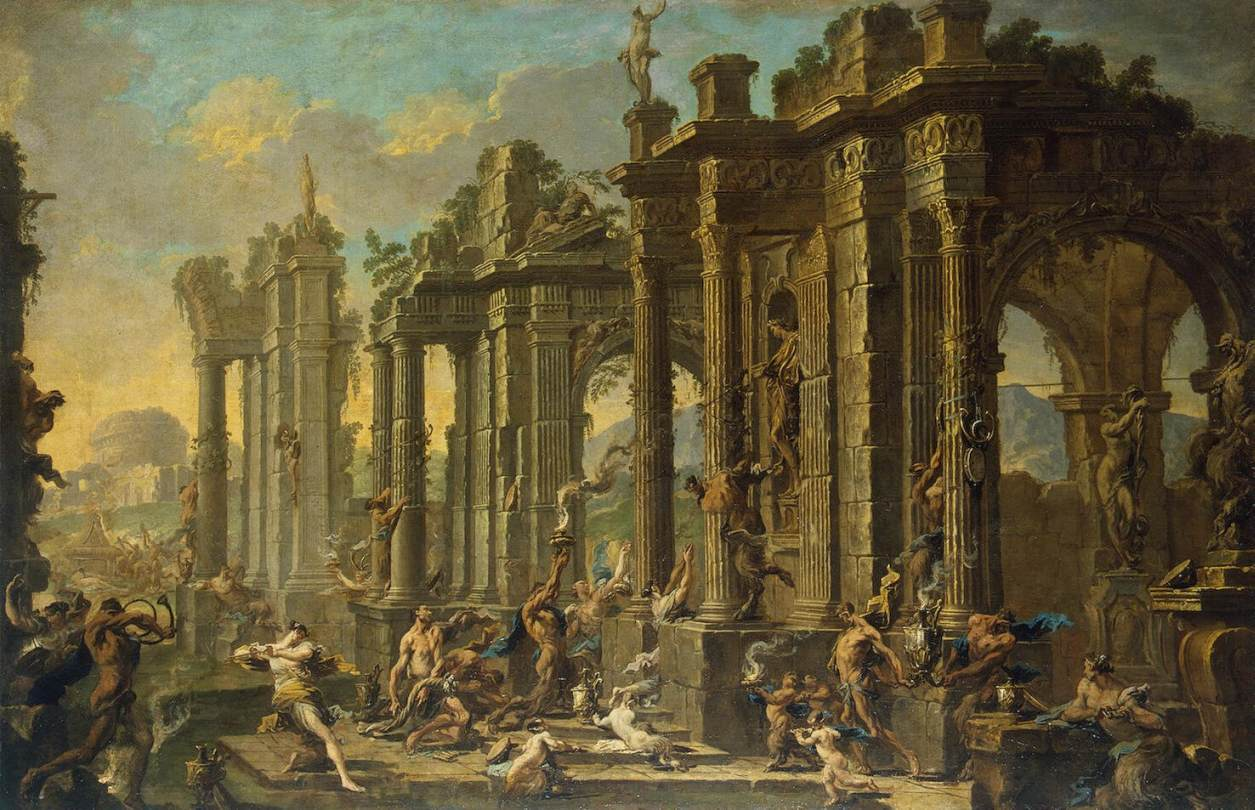
Худ. Алессандро Маньяско, Вакханалія
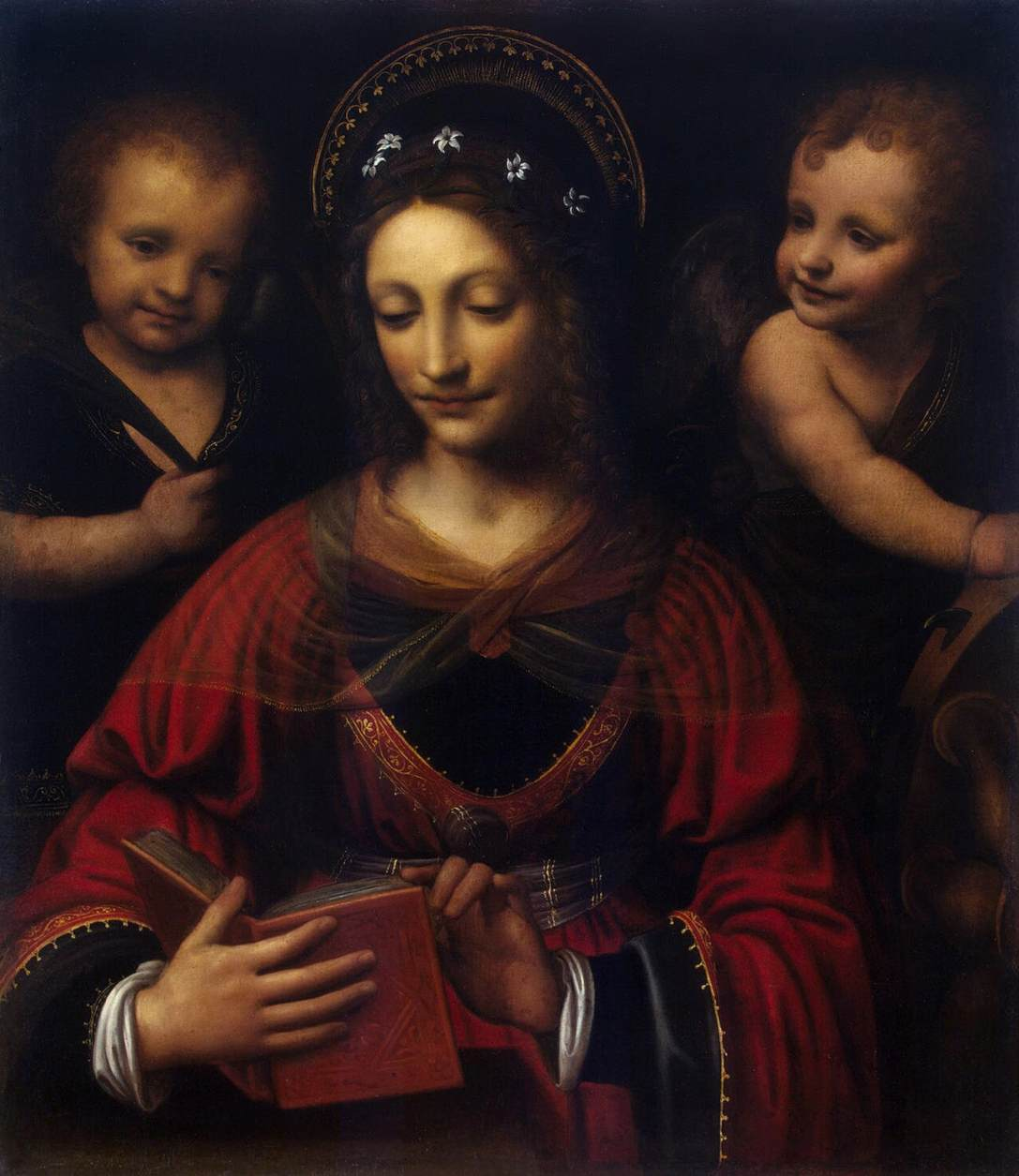
Бернардино Луїні. (Леонардески). «Св. Катерина Александрійська і два янголи»
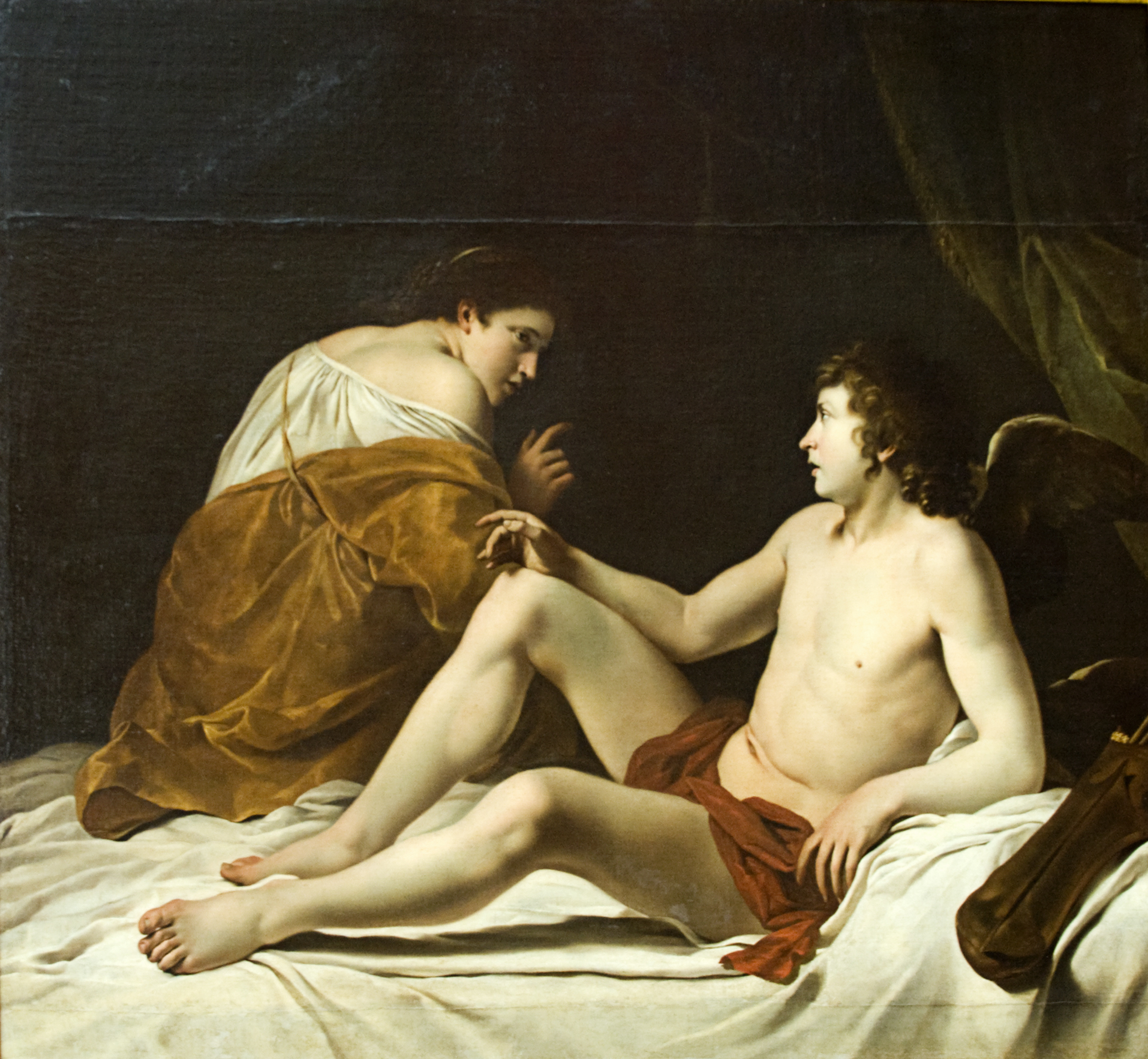
Ораціо Джентілескі. «Амур і Психея»
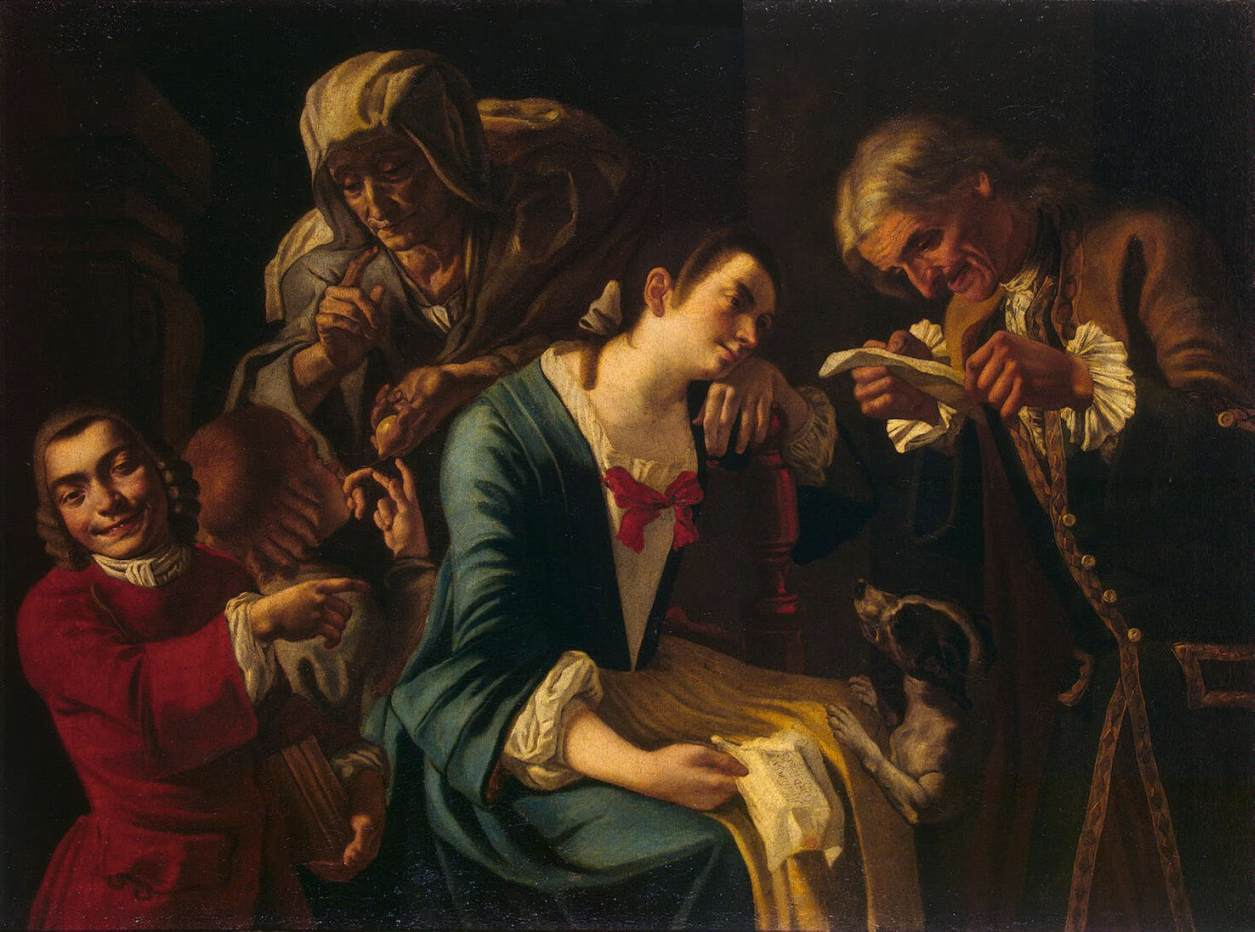
Гаспаре Траверсі «Читають листа»

## Венеційська школа

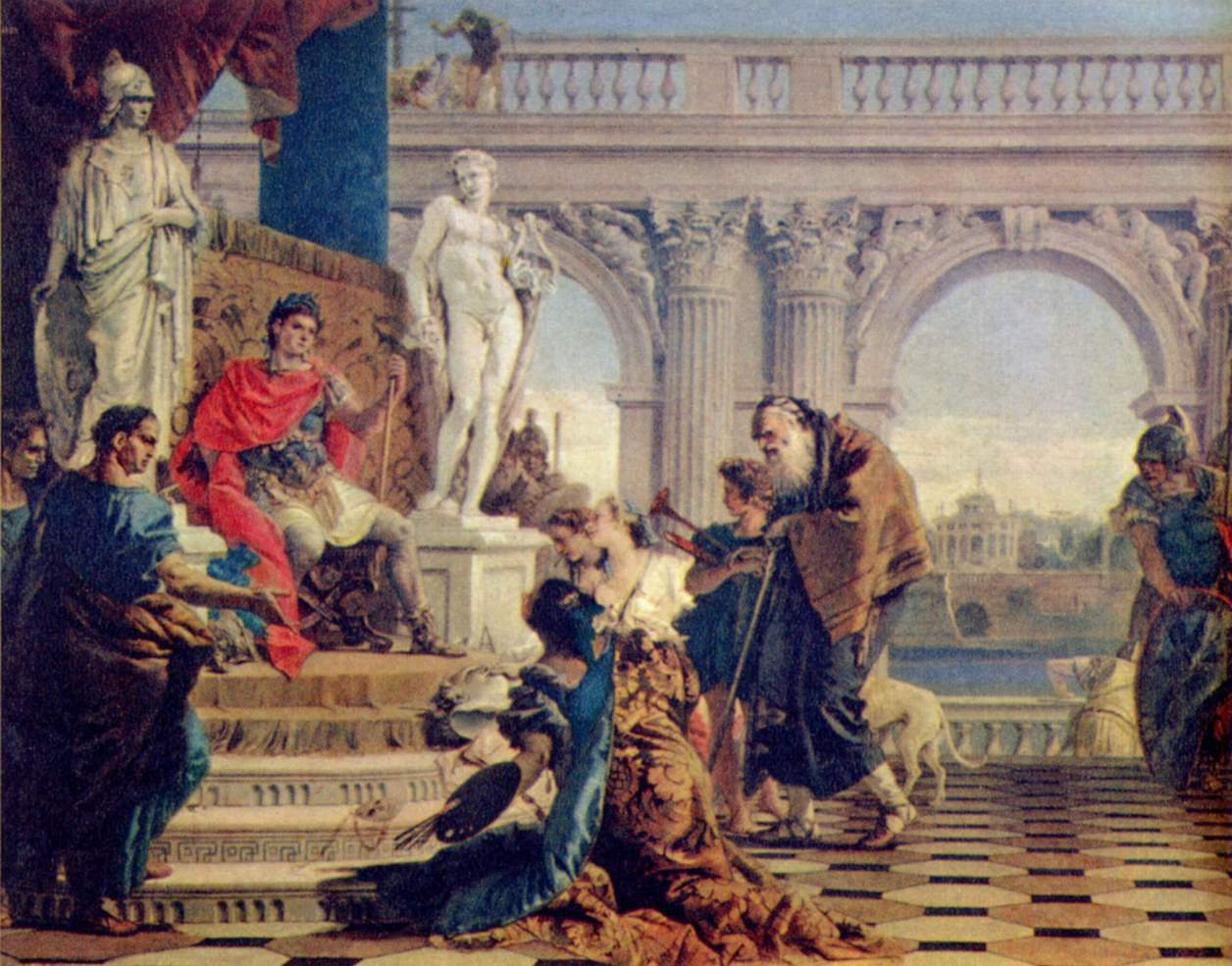
Джованні Баттіста Тьєполо, Меценат представляє імператору Августу красні мистецтва
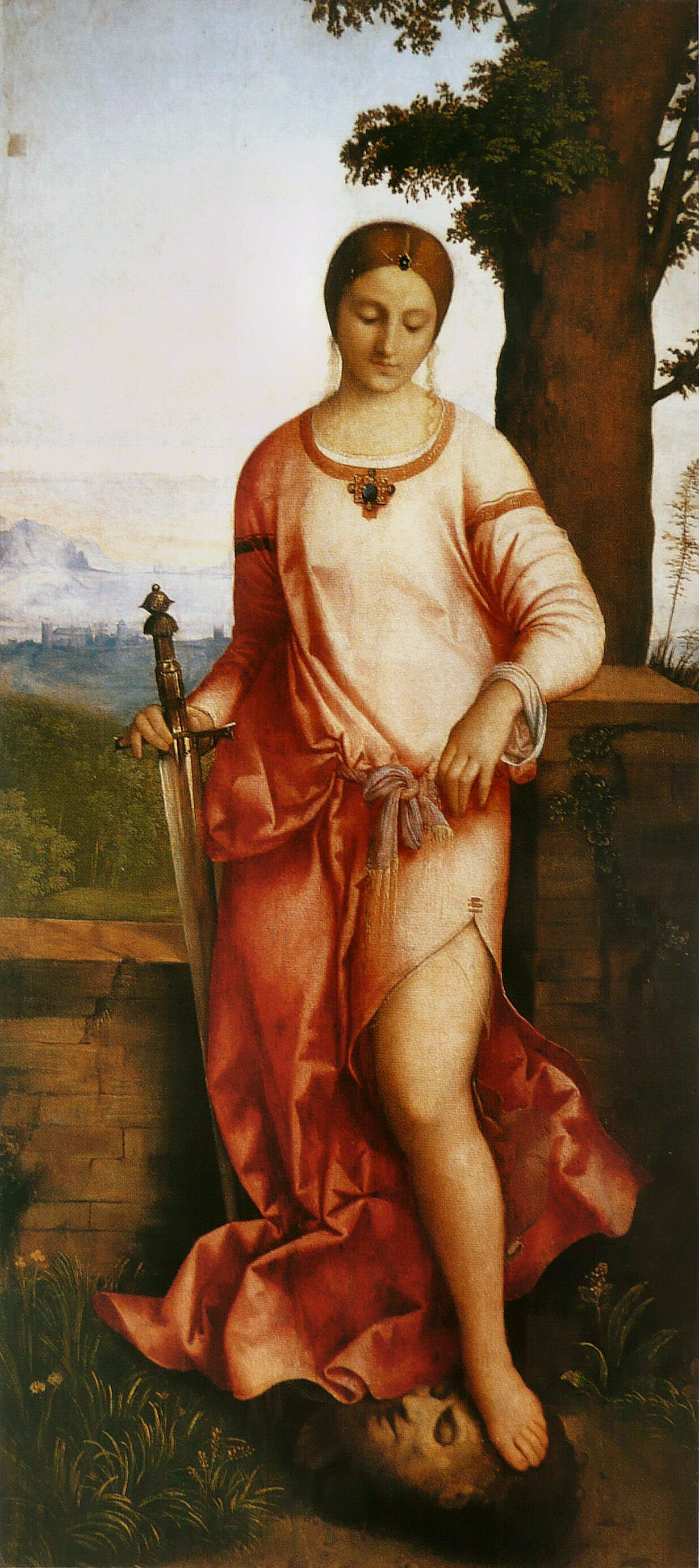
Юдита (Джорджоне)
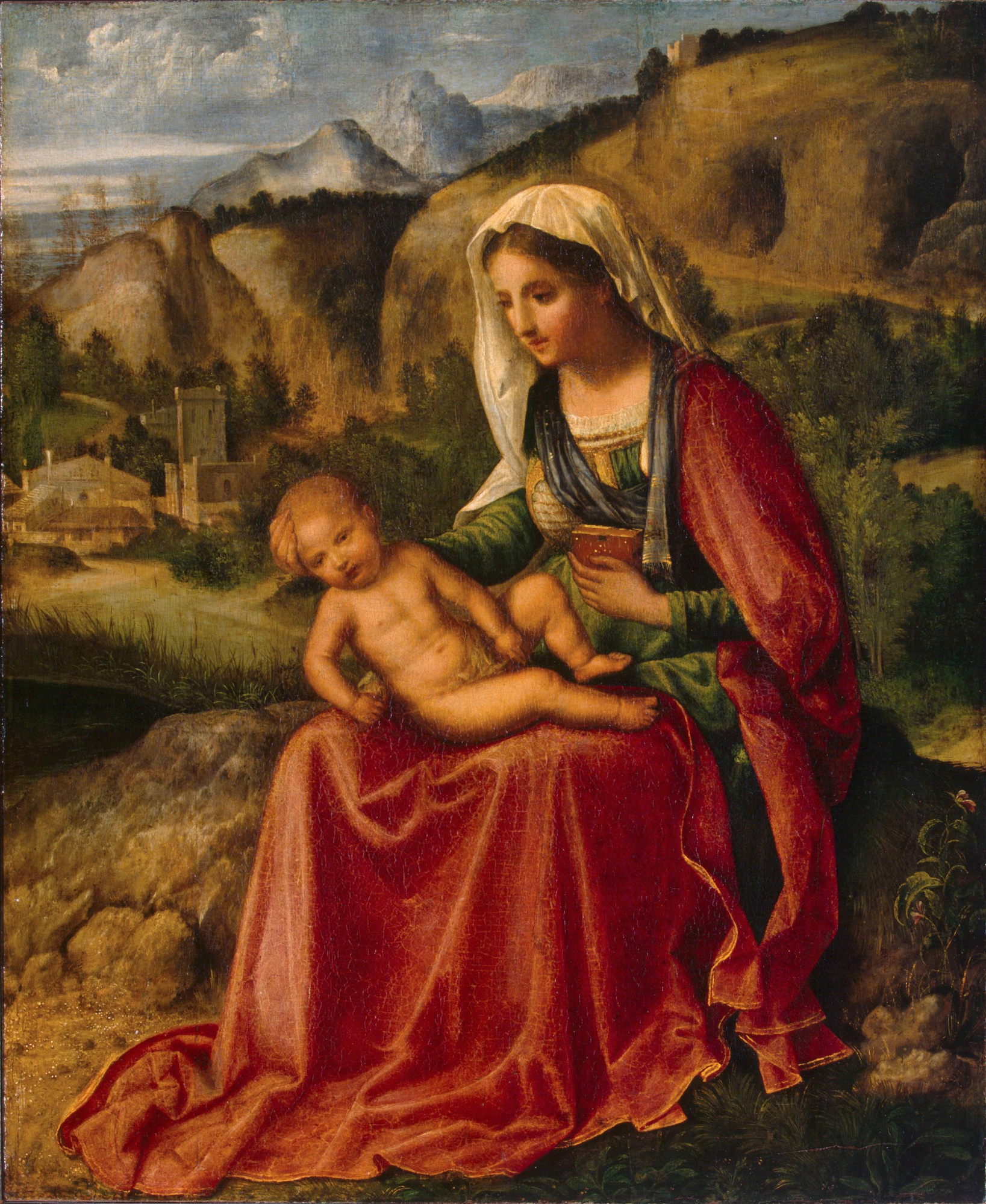
Джорджоне. Мадонна з немовлям
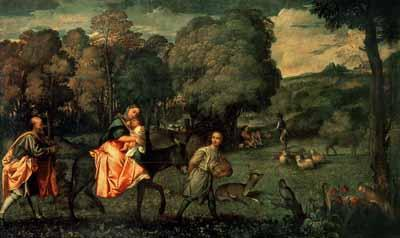
Тиціан. «Втеча Св. родини в Єгипет»
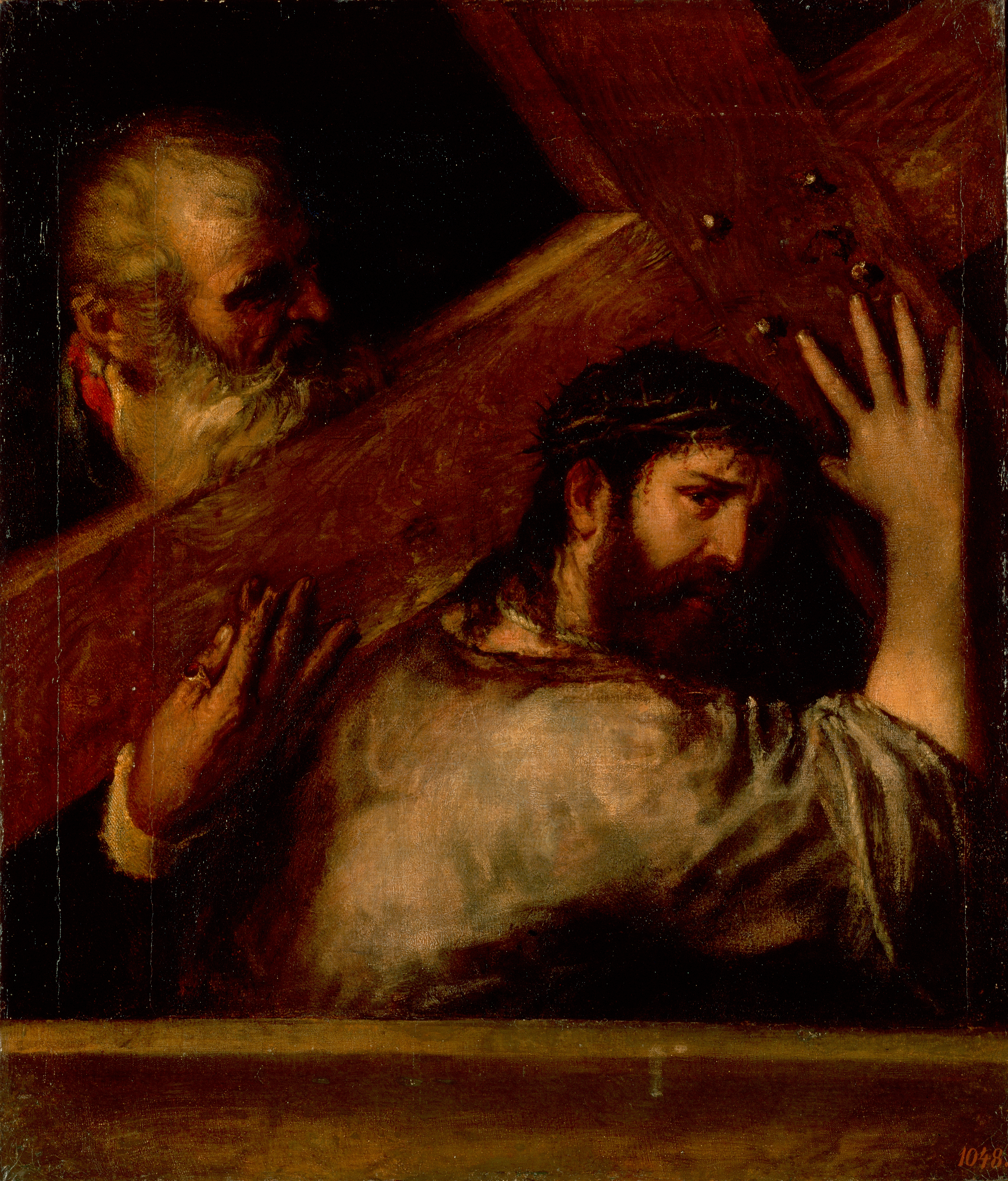
Тиціан. «Шлях на Голгофу»
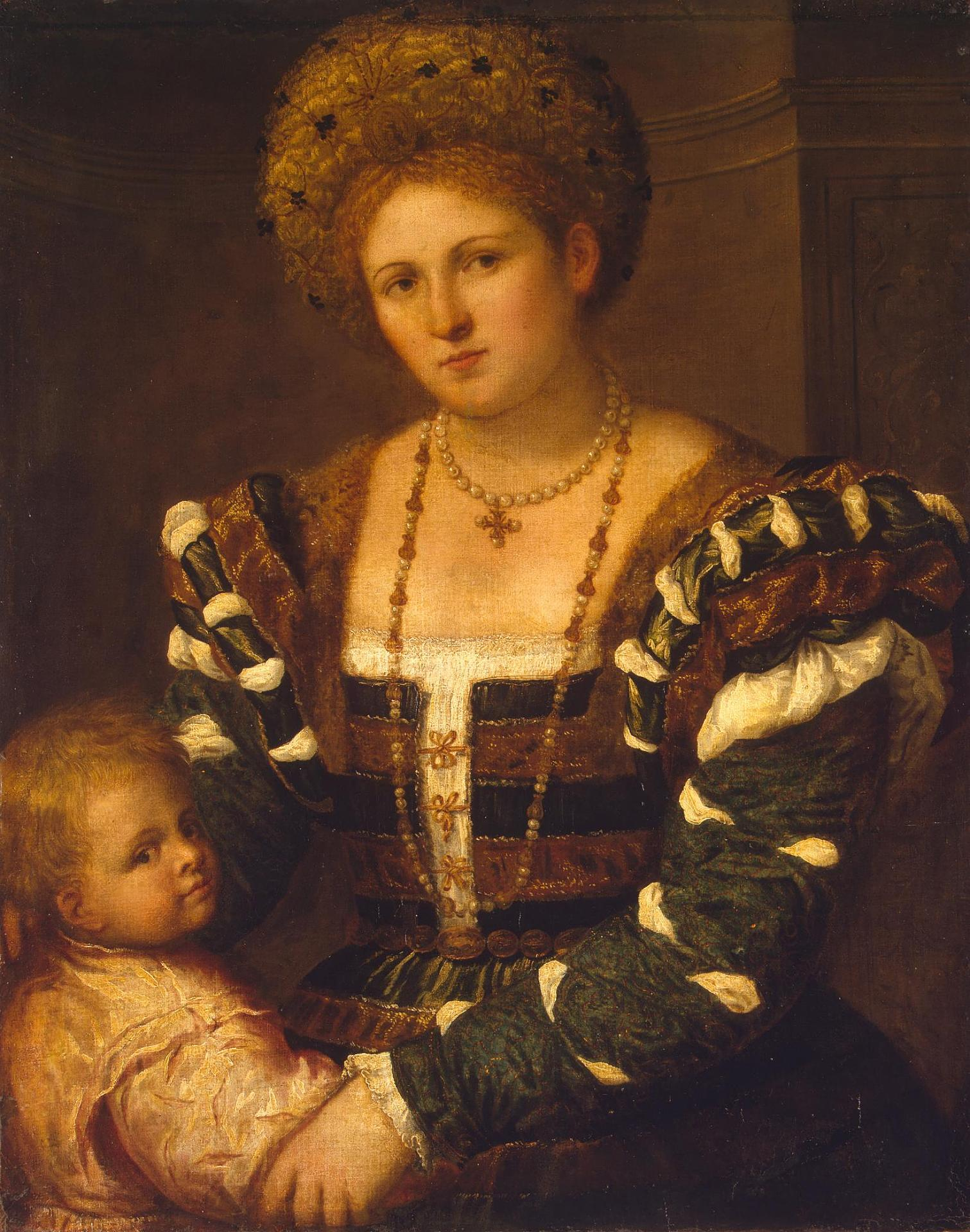
Паріс Бордоне. Невідома пані з сином
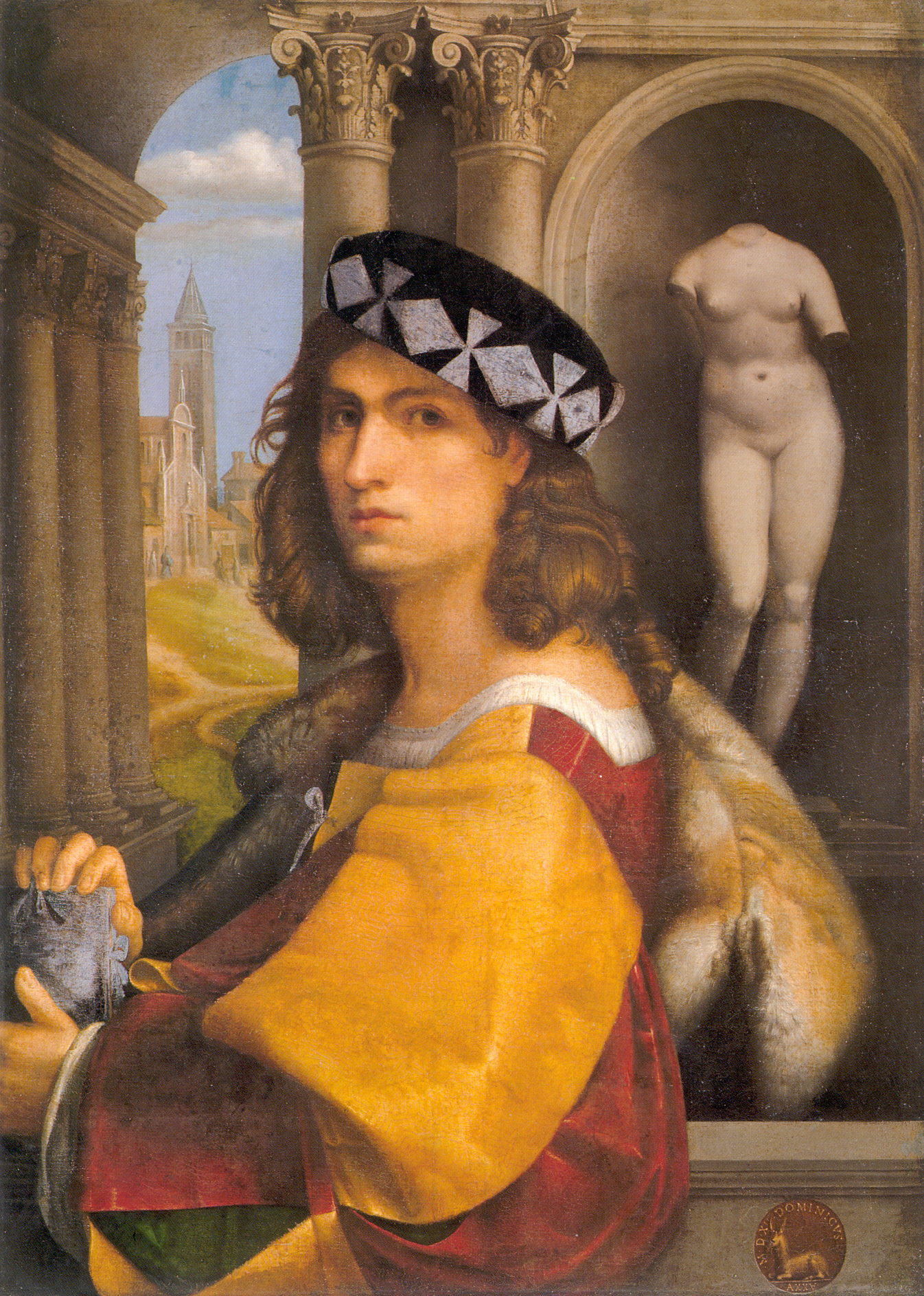
Доменіко Капріоло. Автопортрет (Капріола)
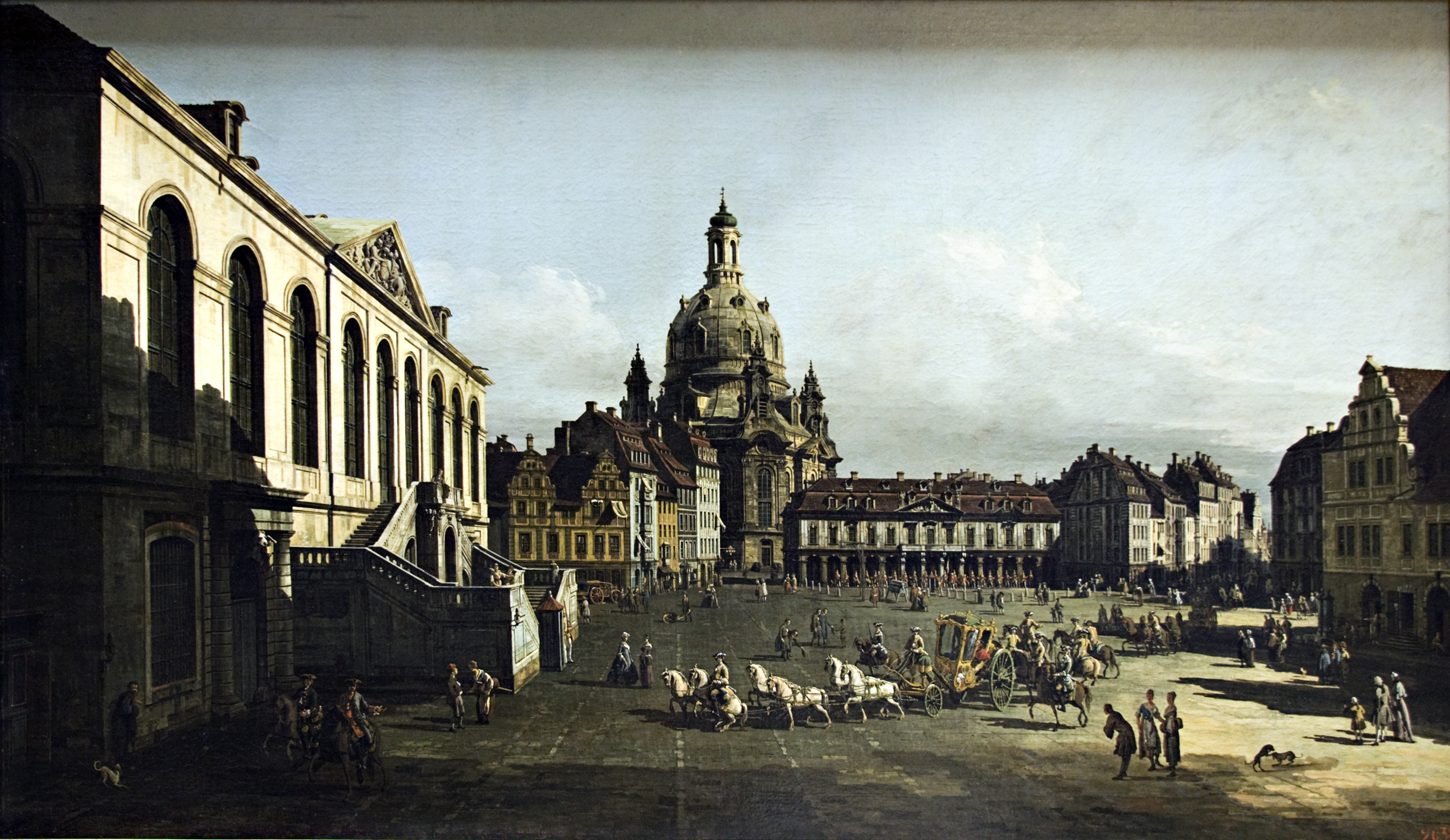
Бернардо Белотто. «Дрезден, площа Новий Ринок»

## Західноєвропейські майстри маньєризму

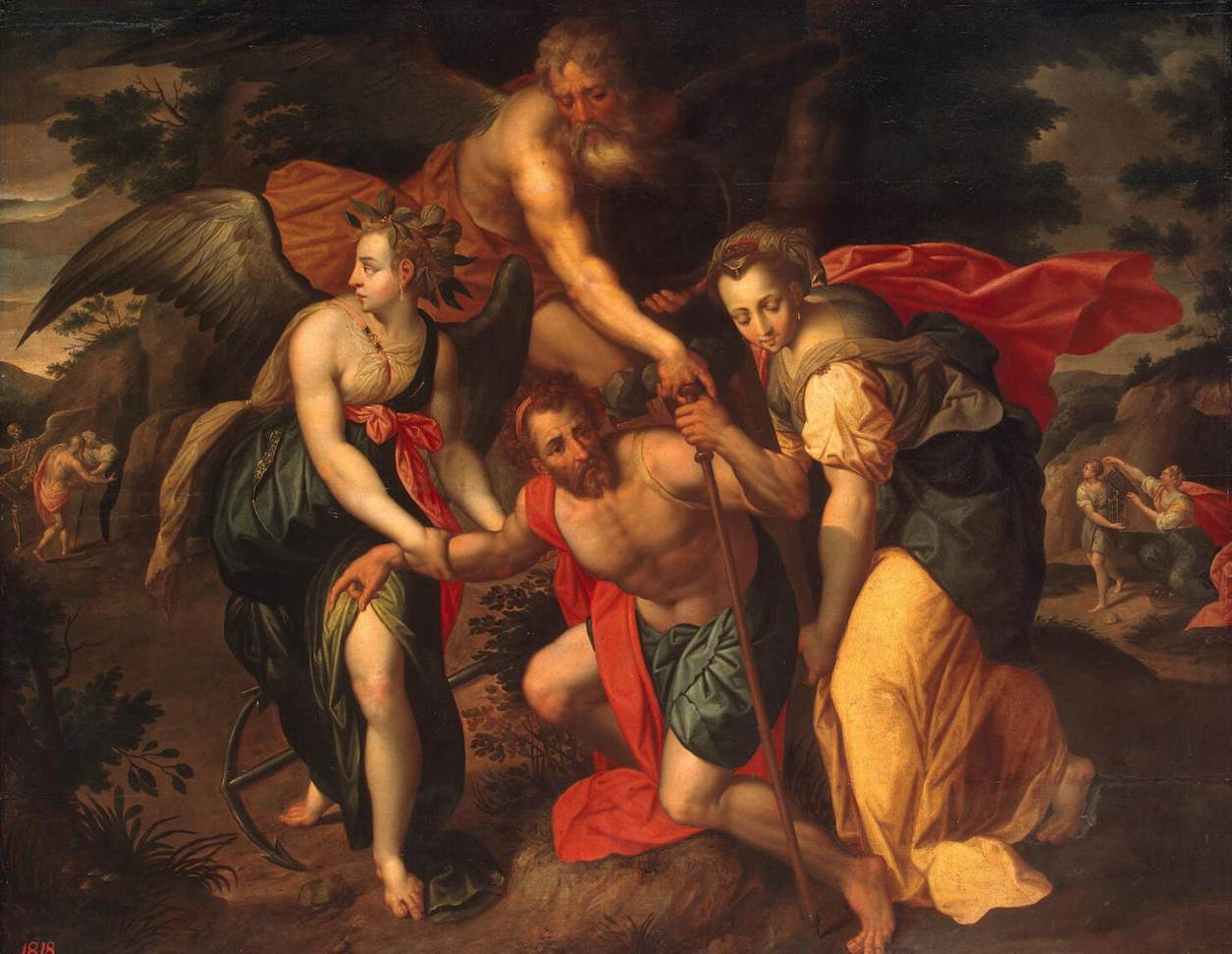
Якоб де Бакер, Фландрія. «Три пори життя чоловіка», кінець 16 ст., деревина, олійні фарби, 100 x 123 cм
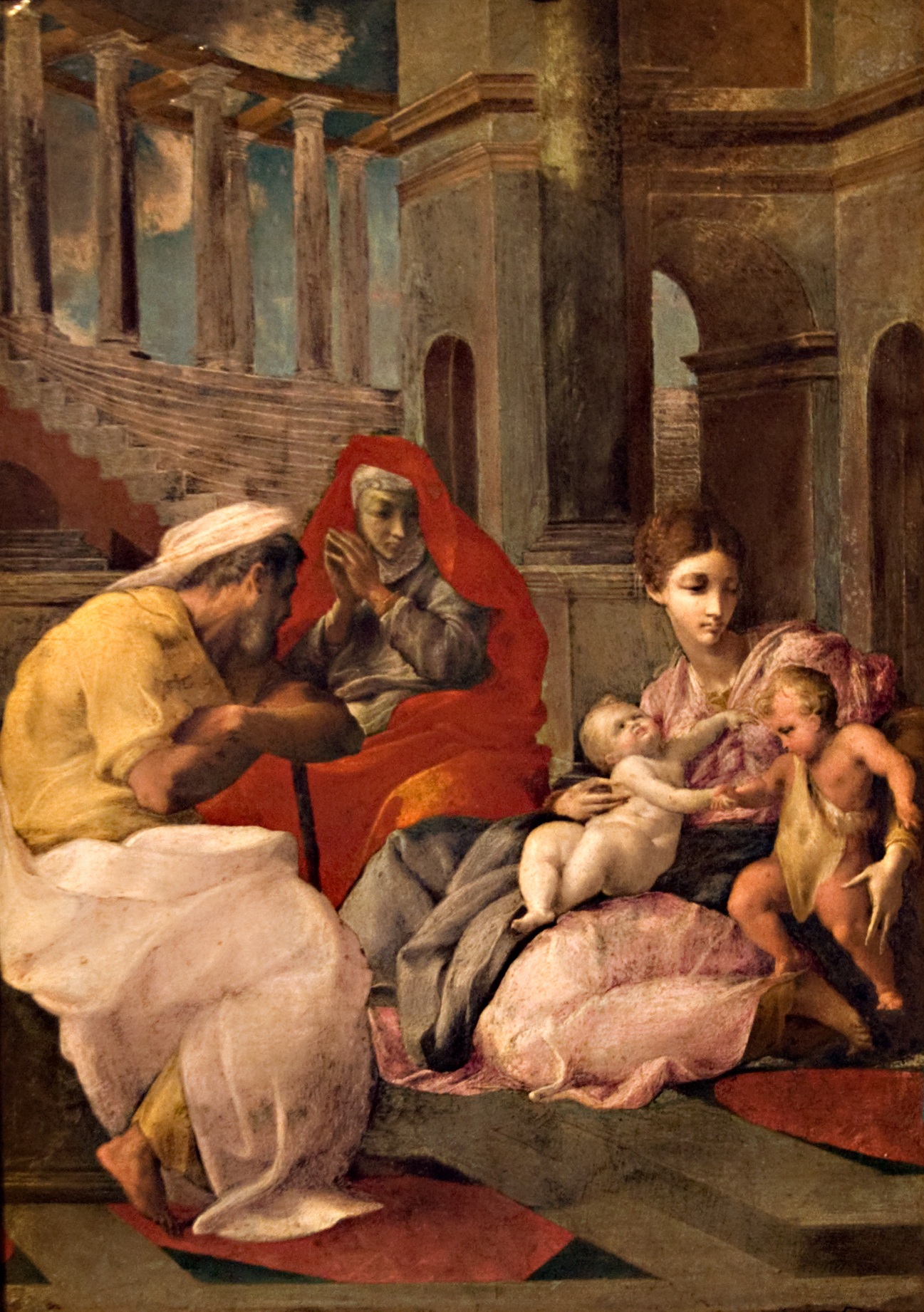
Франческо Пріматіччо, Італія. «Св. родина зі Св. Єлизаветою на тлі театру»
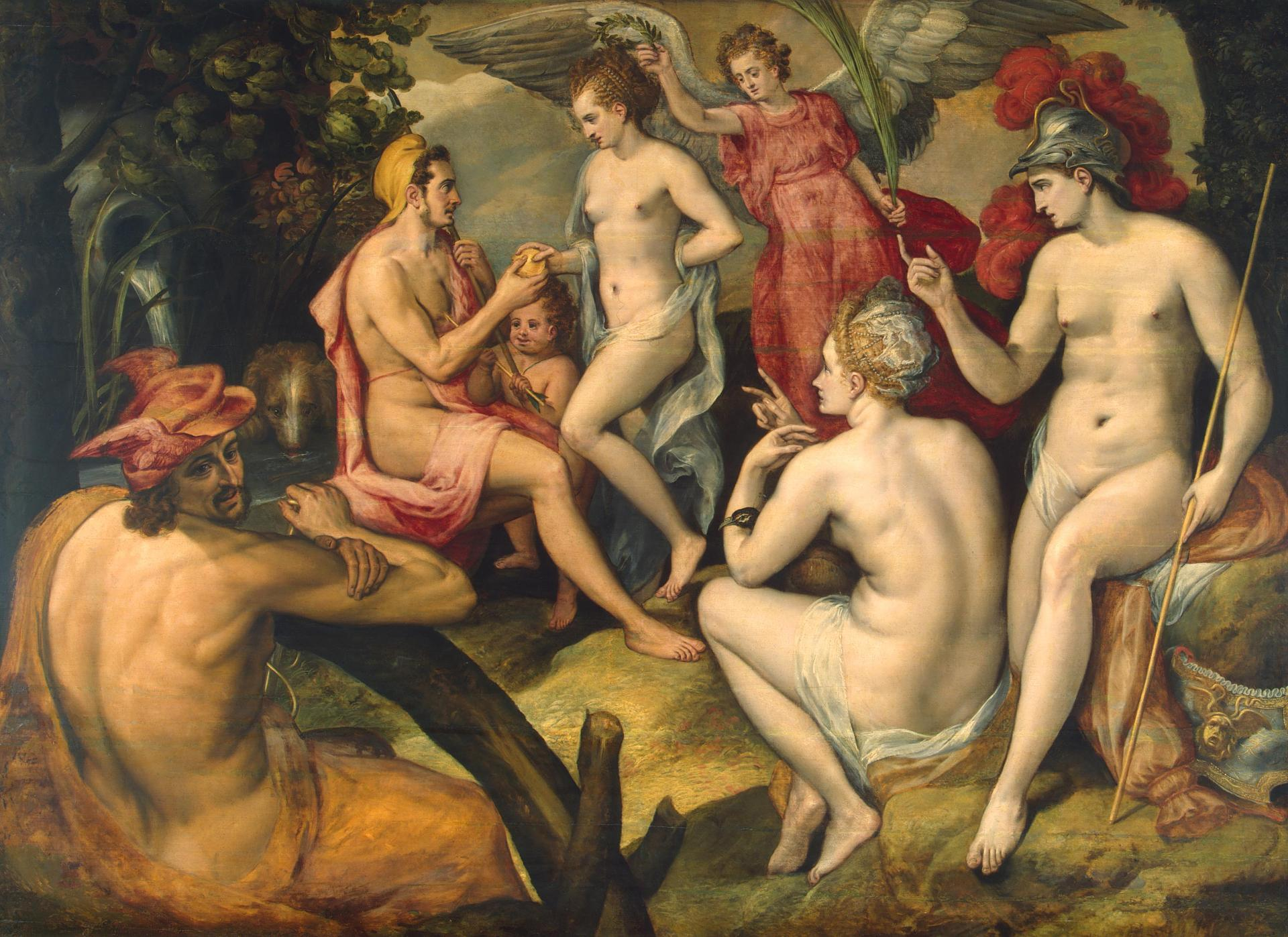
Франс Флоріс, Нідерланди. «Суд Париса», середина 16 ст., деревина, олійні фарби
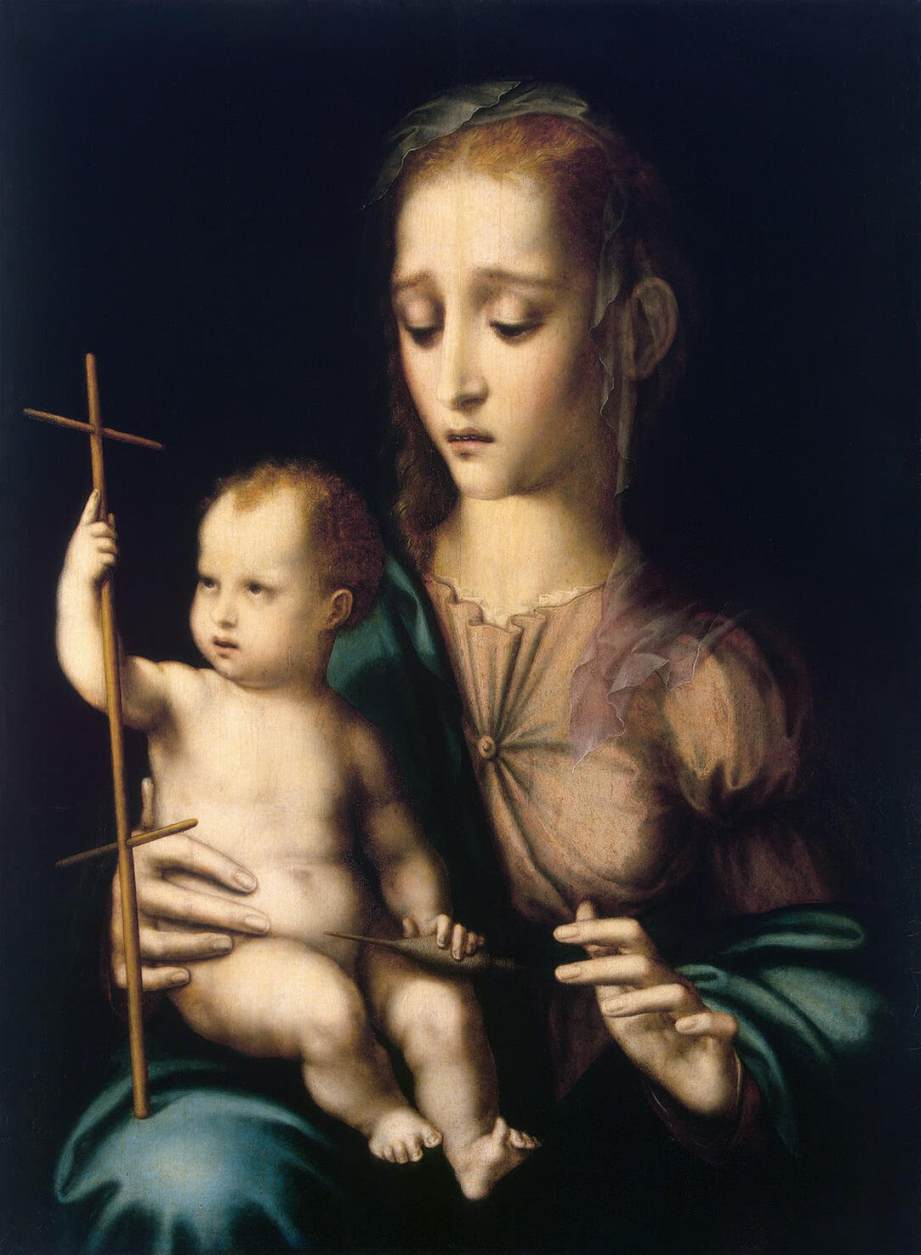
Луїс де Моралес, Іспанія. «Мадонна з веретеном», 1570-і, деревина, олійні фарби
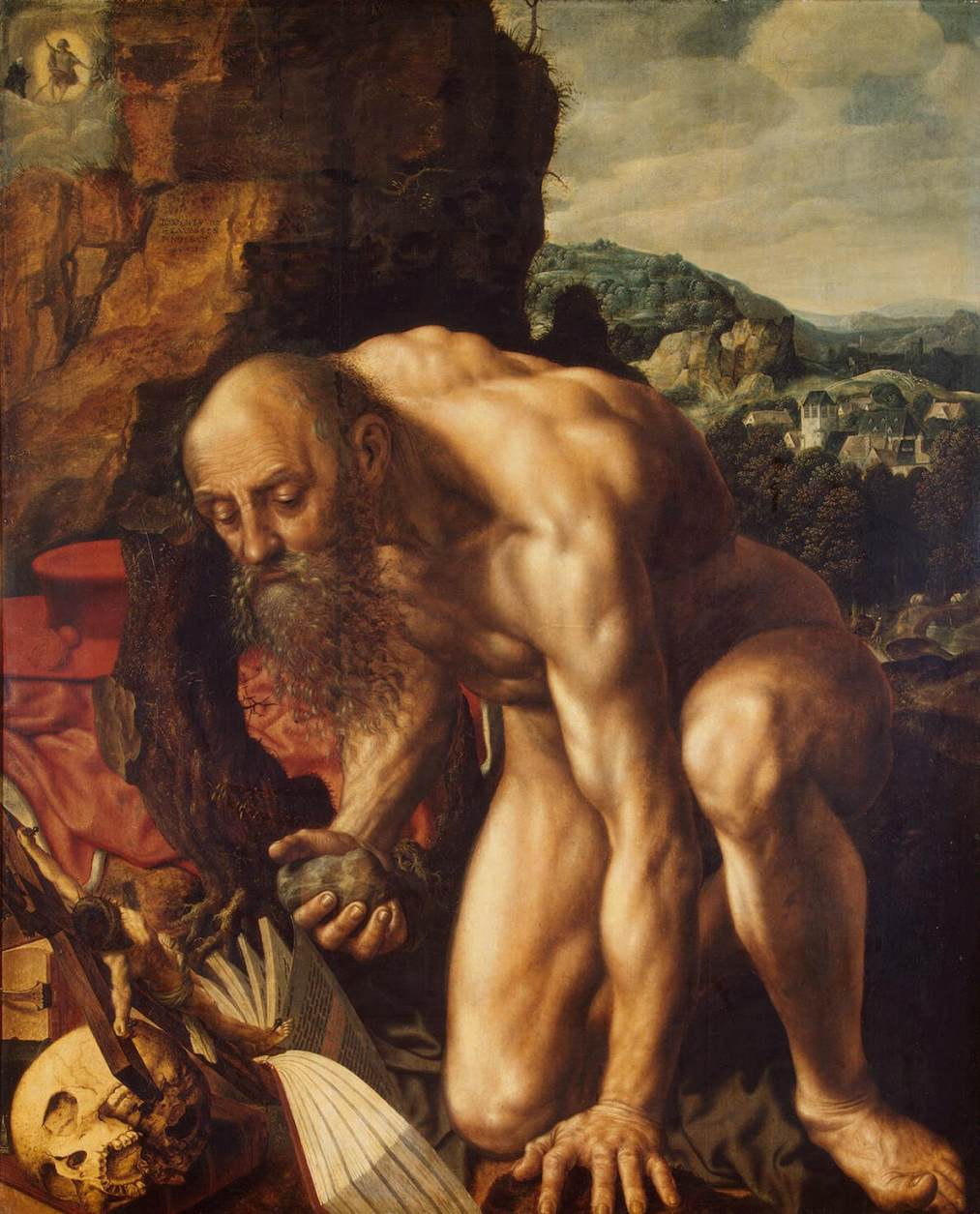
Ян ван Хемессен, Фландрія. «Св. Єронім в пустелі», деревина, олійні фарби
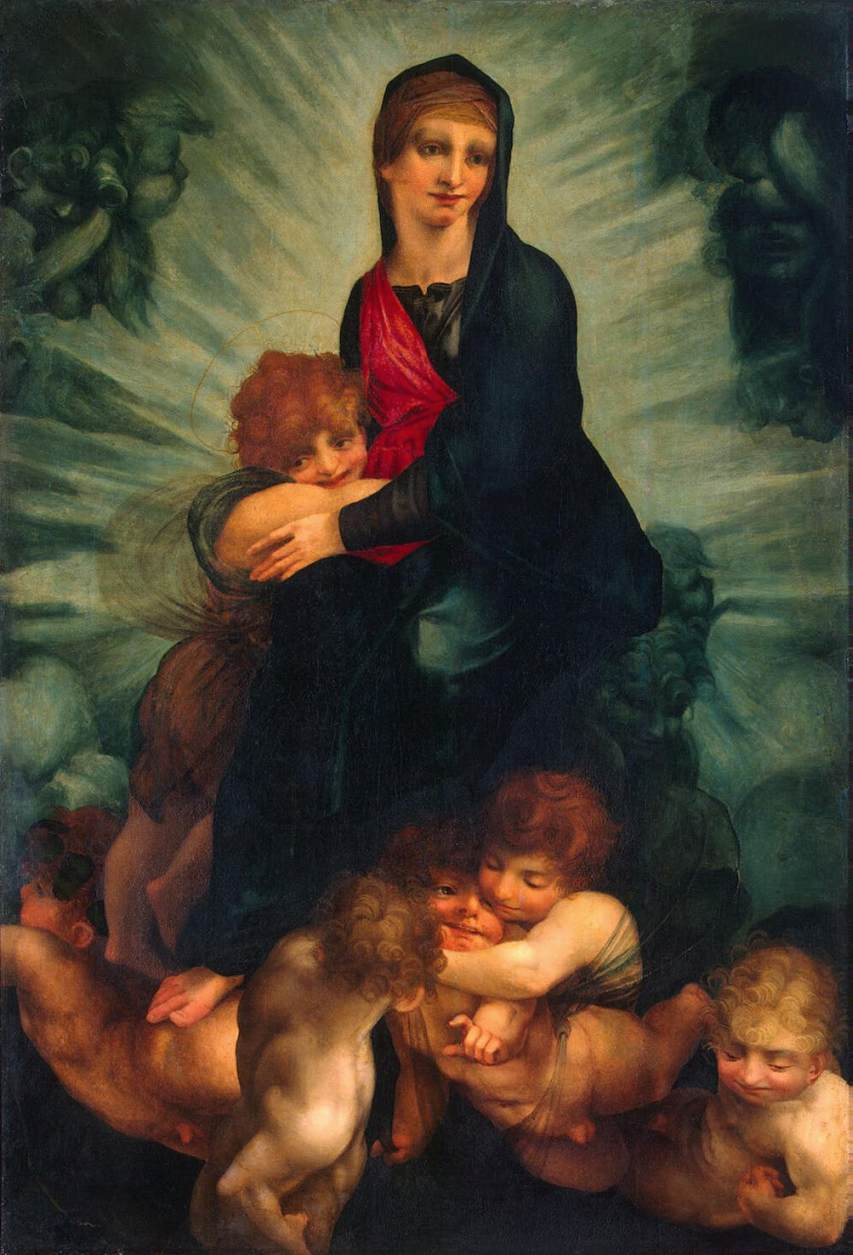
Россо Фйорентіно, Італія. «Мадонна з немовлям і путті», бл. 1522, полотно, олійні фарби
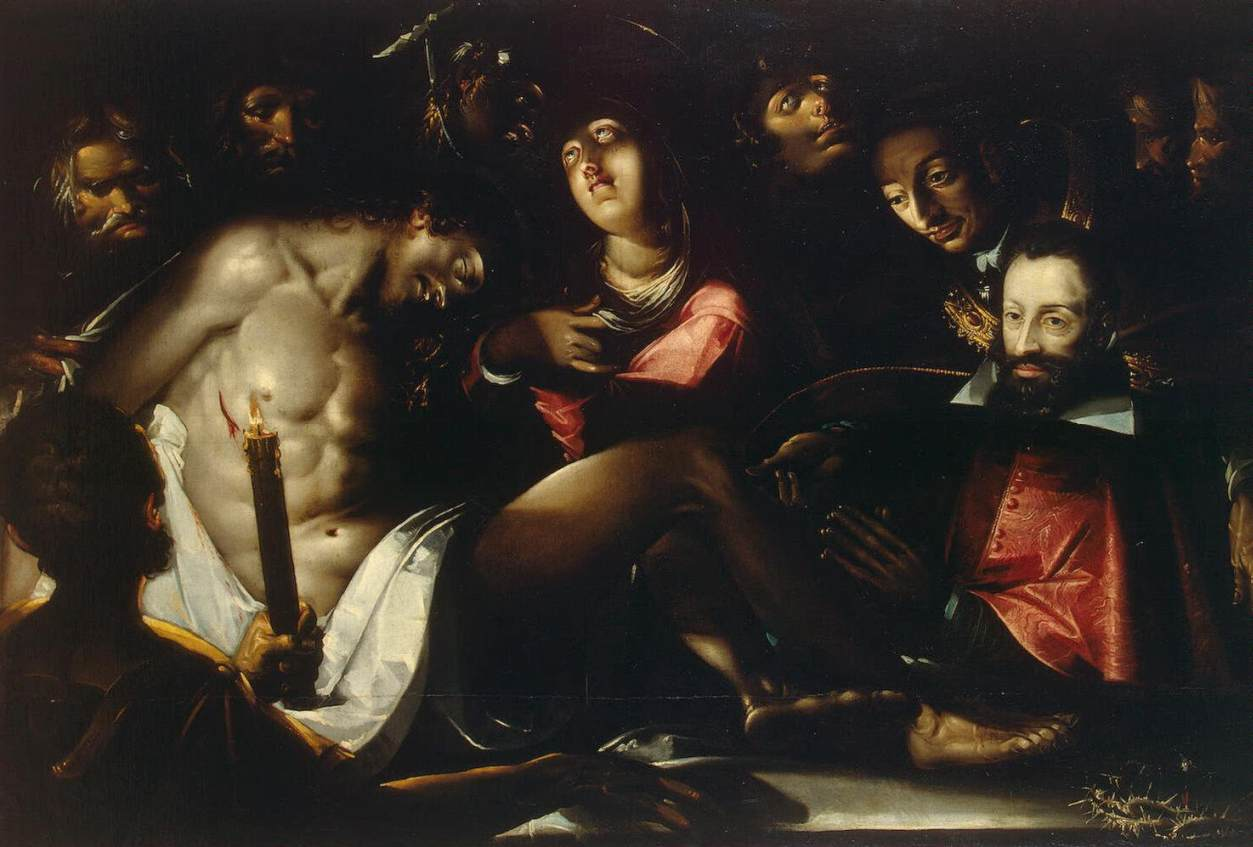
Жак Белланж. Оплакування Христа з донатором і св. Карло Борромео, бл. 1617

## Караваджо і його послідовники

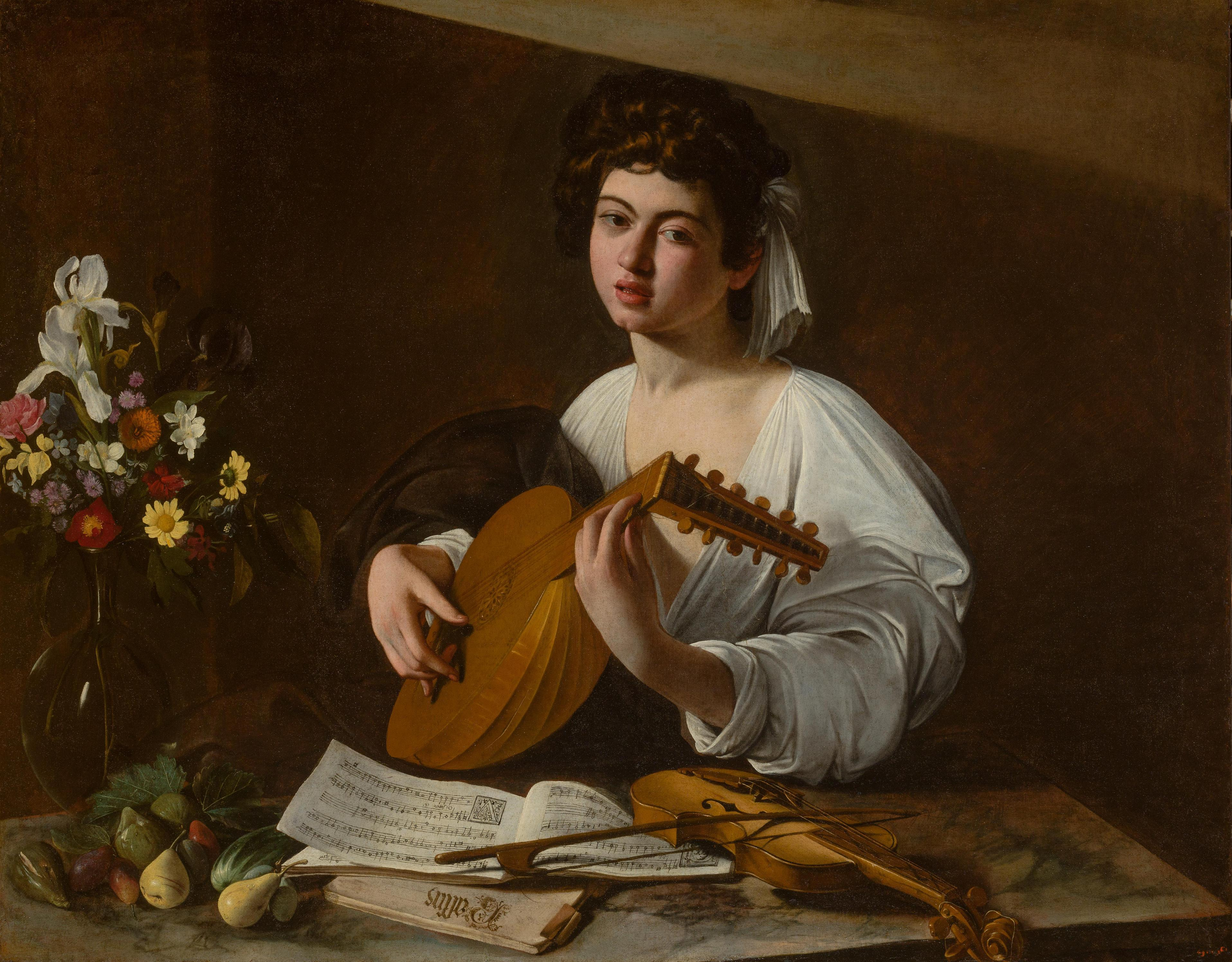
Караваджо. Юнак з лютнею (Маріо Мінніті)
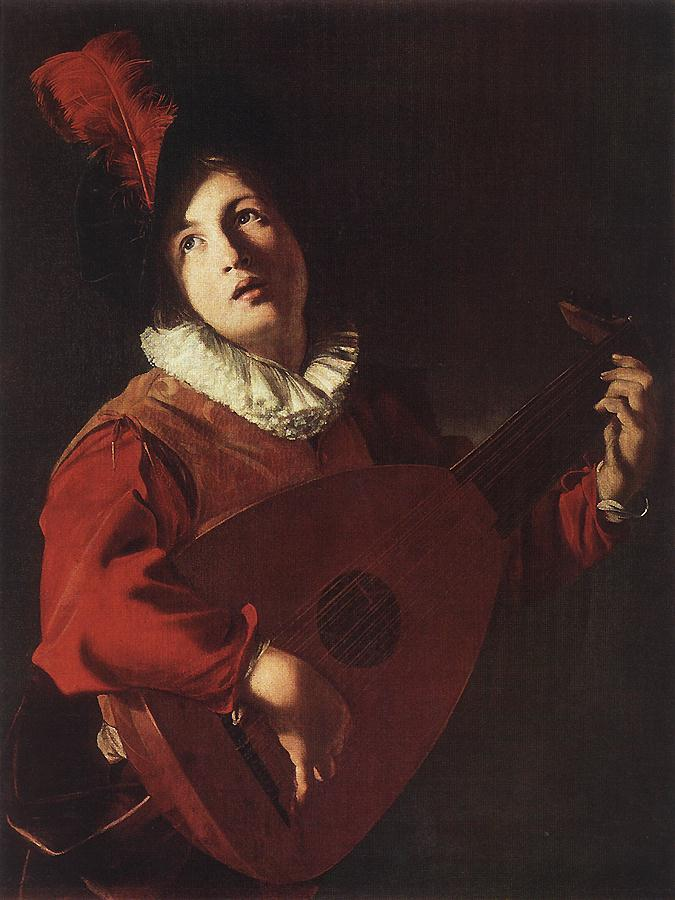
Лютнист (Ніколя Турньє)
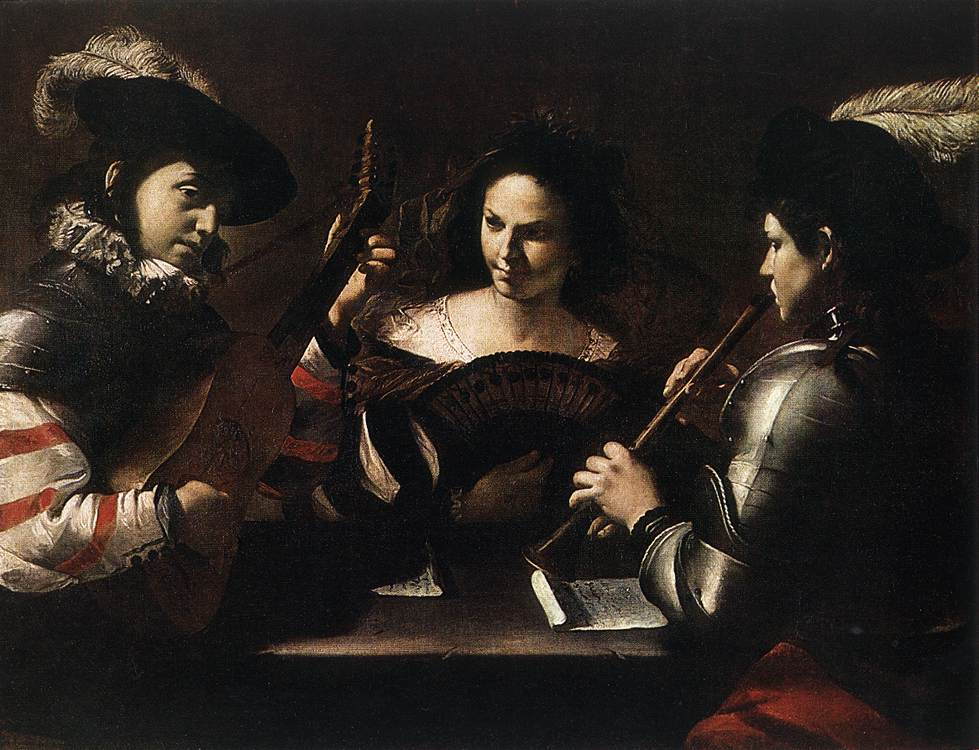
Концерт (Преті)
Доменіко Фетті, портрет актора Франческо Андреіні (варіанти в Венеції і Петербурзі)

## Майстри фламандського бароко

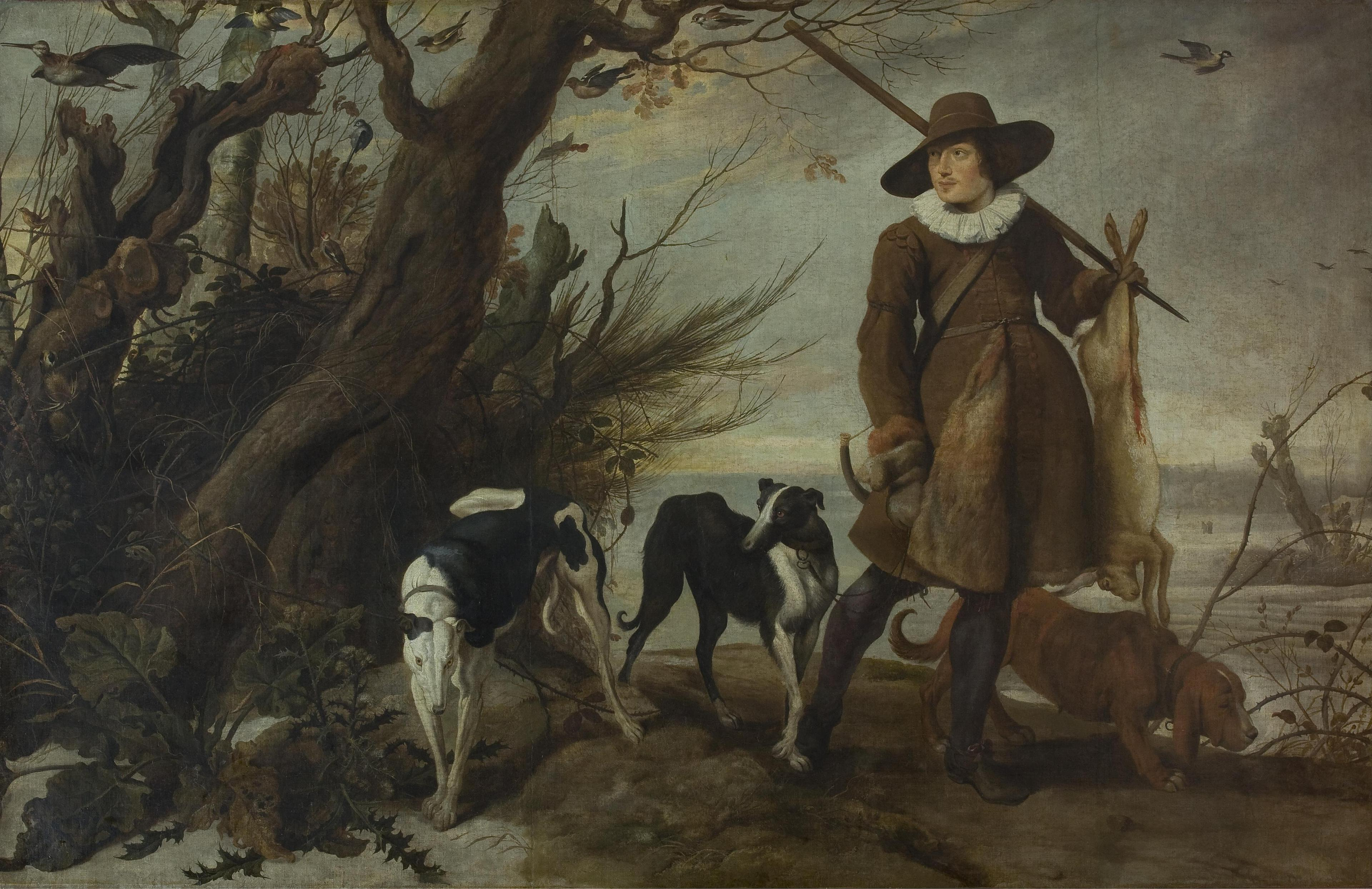
Ян Вільденс. «Мисливець з собаками у зимовому пейзажі», 1623, варіант у Дрезденській картинній галереї
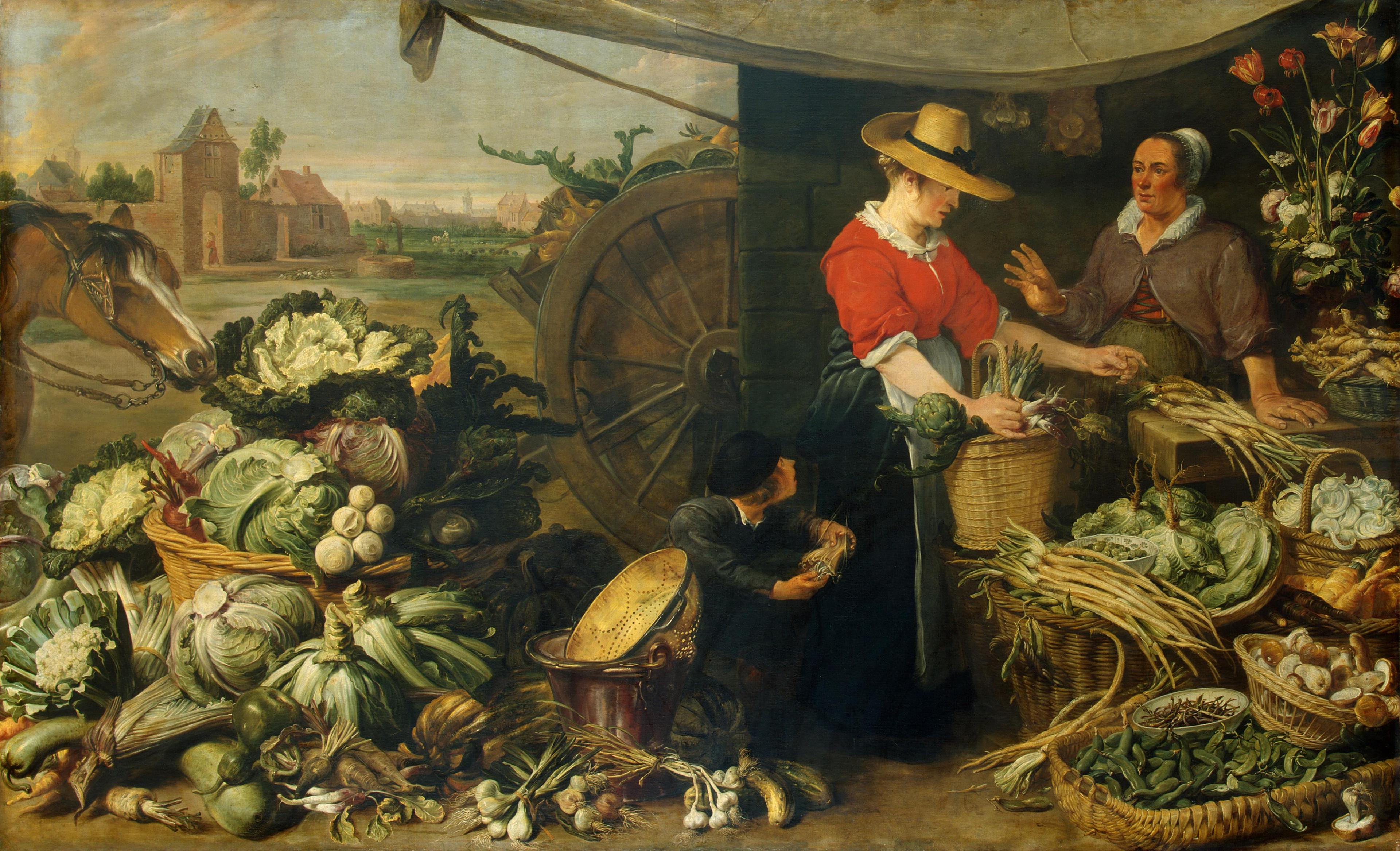
Франс Снейдерс. «Овочева крамничка, до 1621
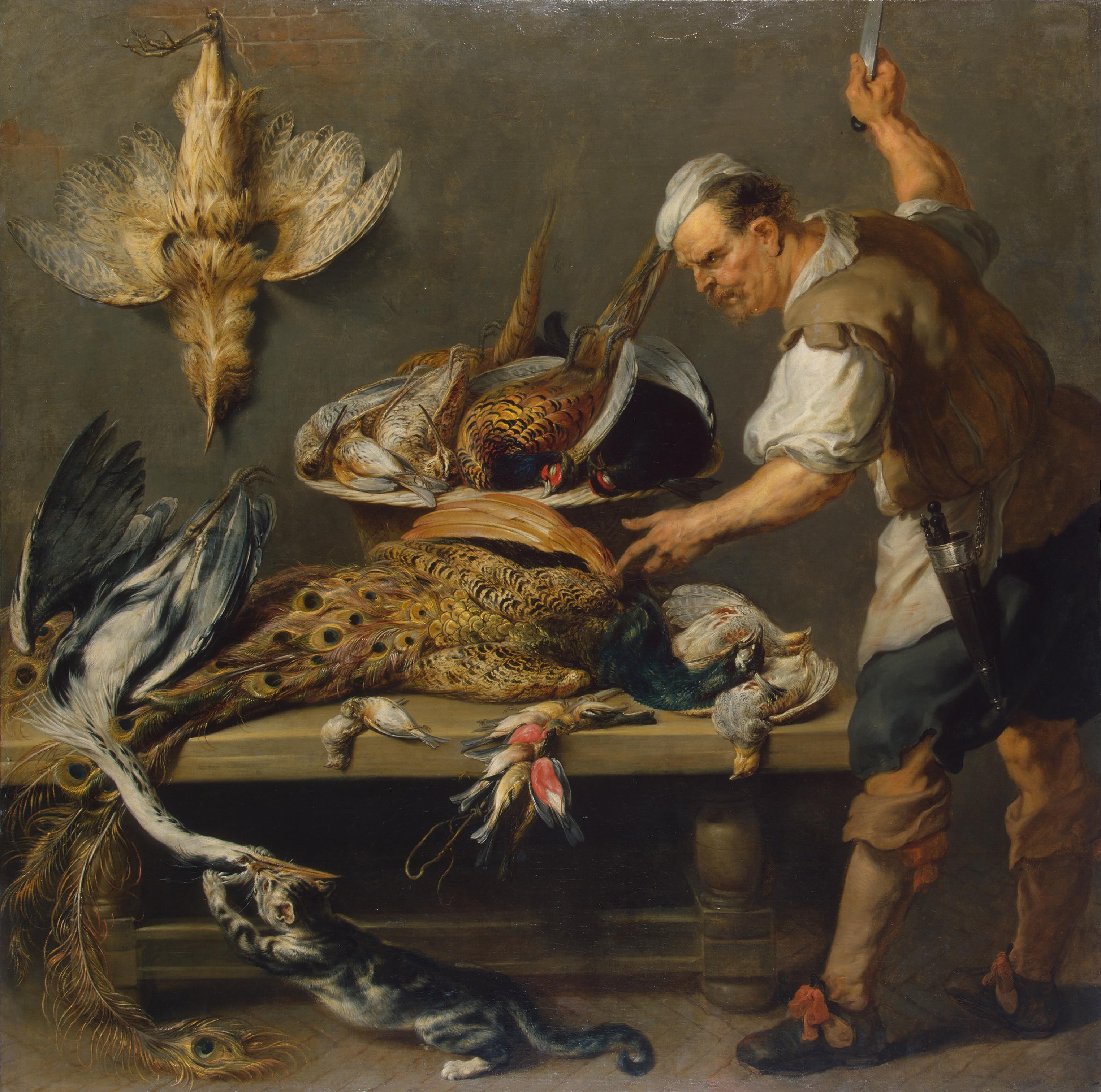
Франс Снейдерс. «Кухар біля кухонного столу», до 1637
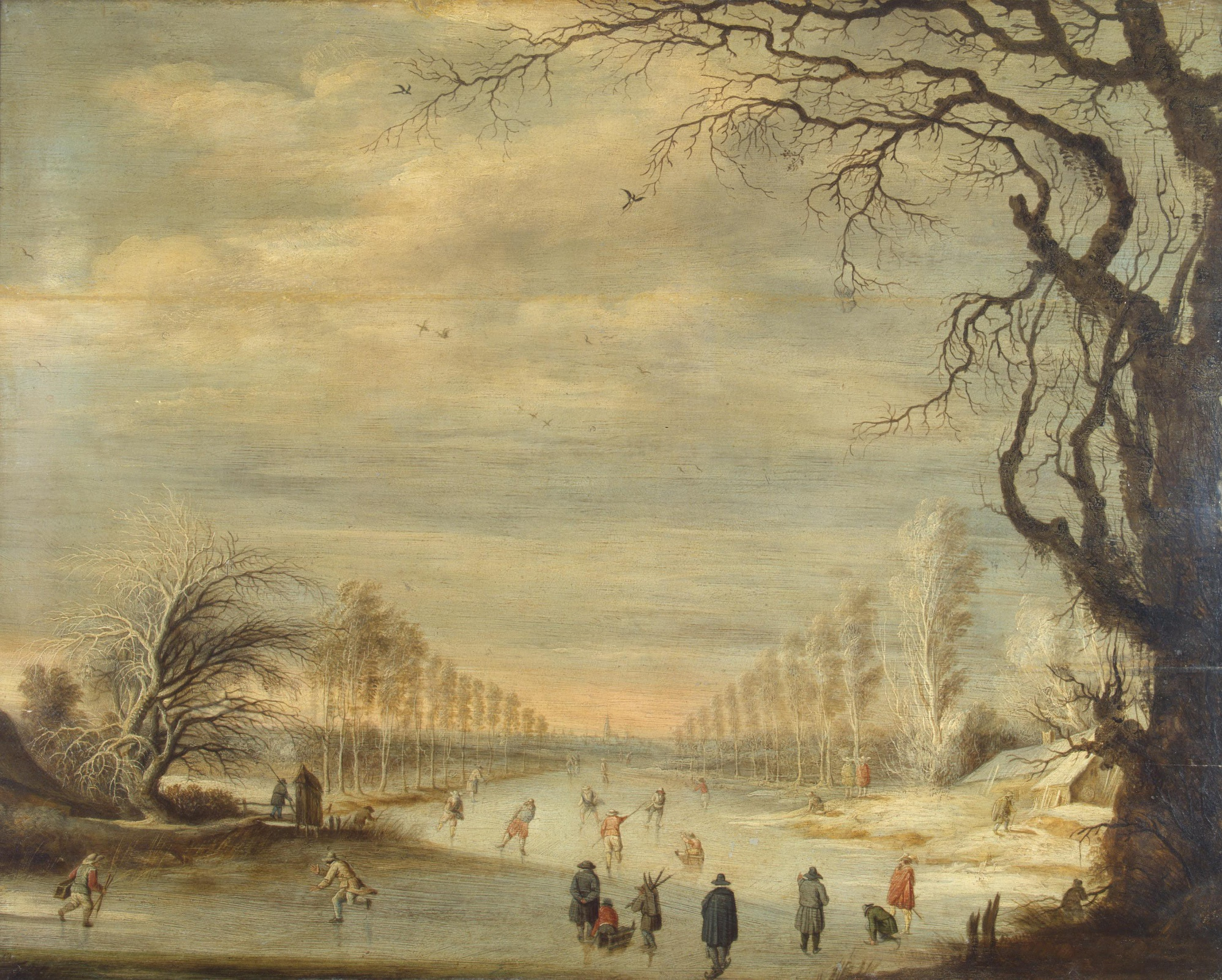
Гейсбрехт Лейтенс. «Зимовий пейзаж із ковзанярами», до 1640

## Натюрморти музейної колекції

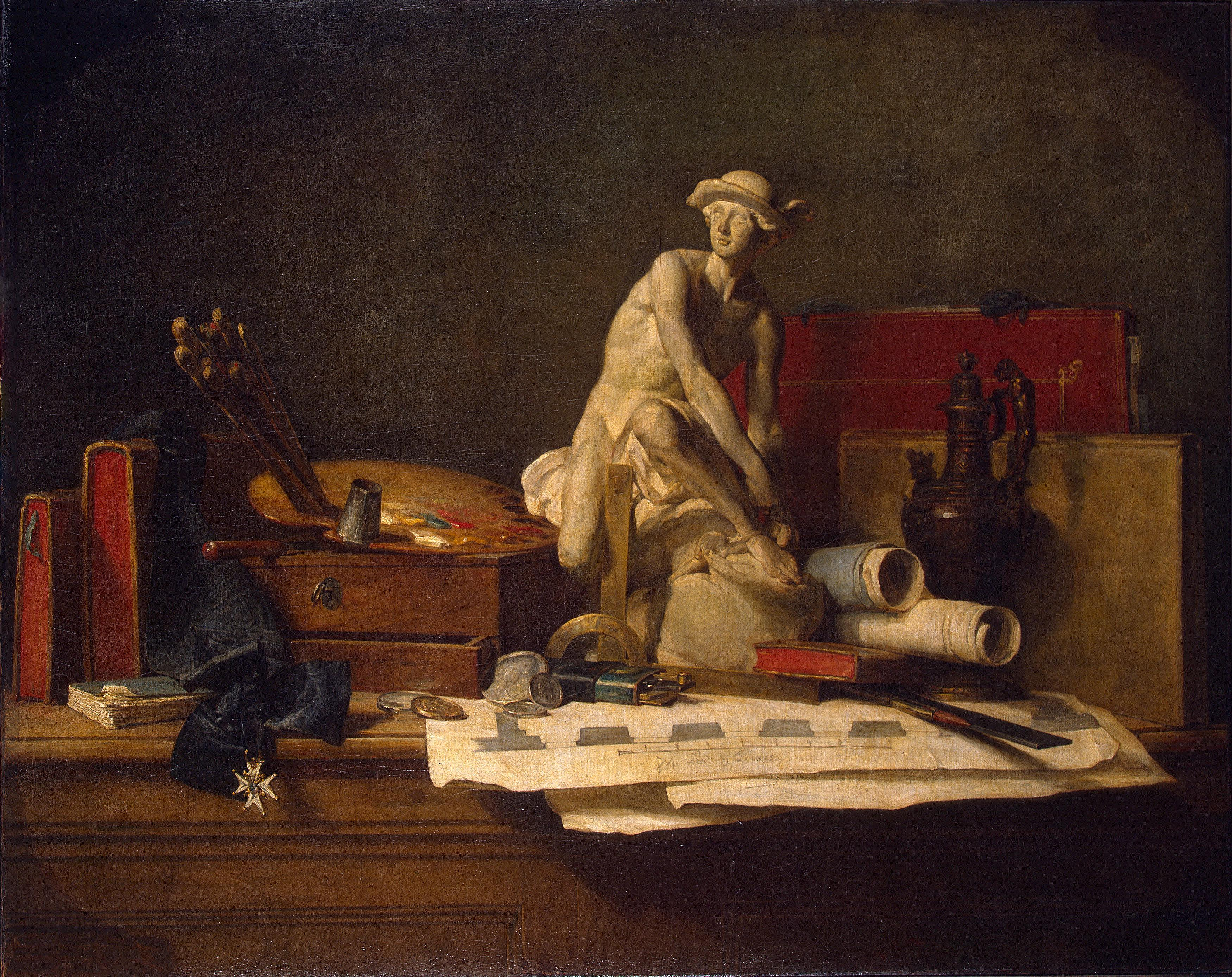
Шарден. Атрибути мистецтв
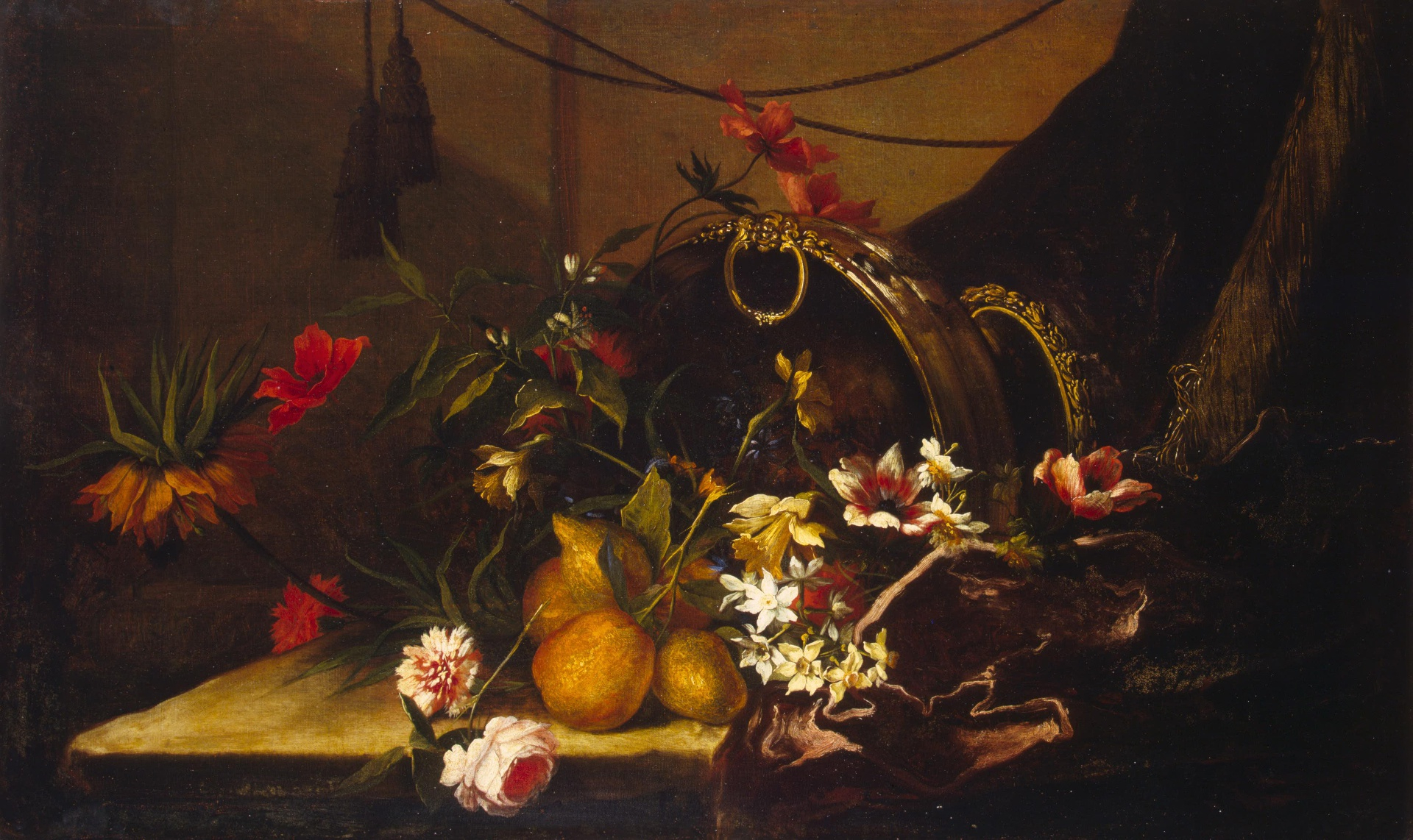
Жан-Батіст Монуайє, Весняні квіти і фрукти
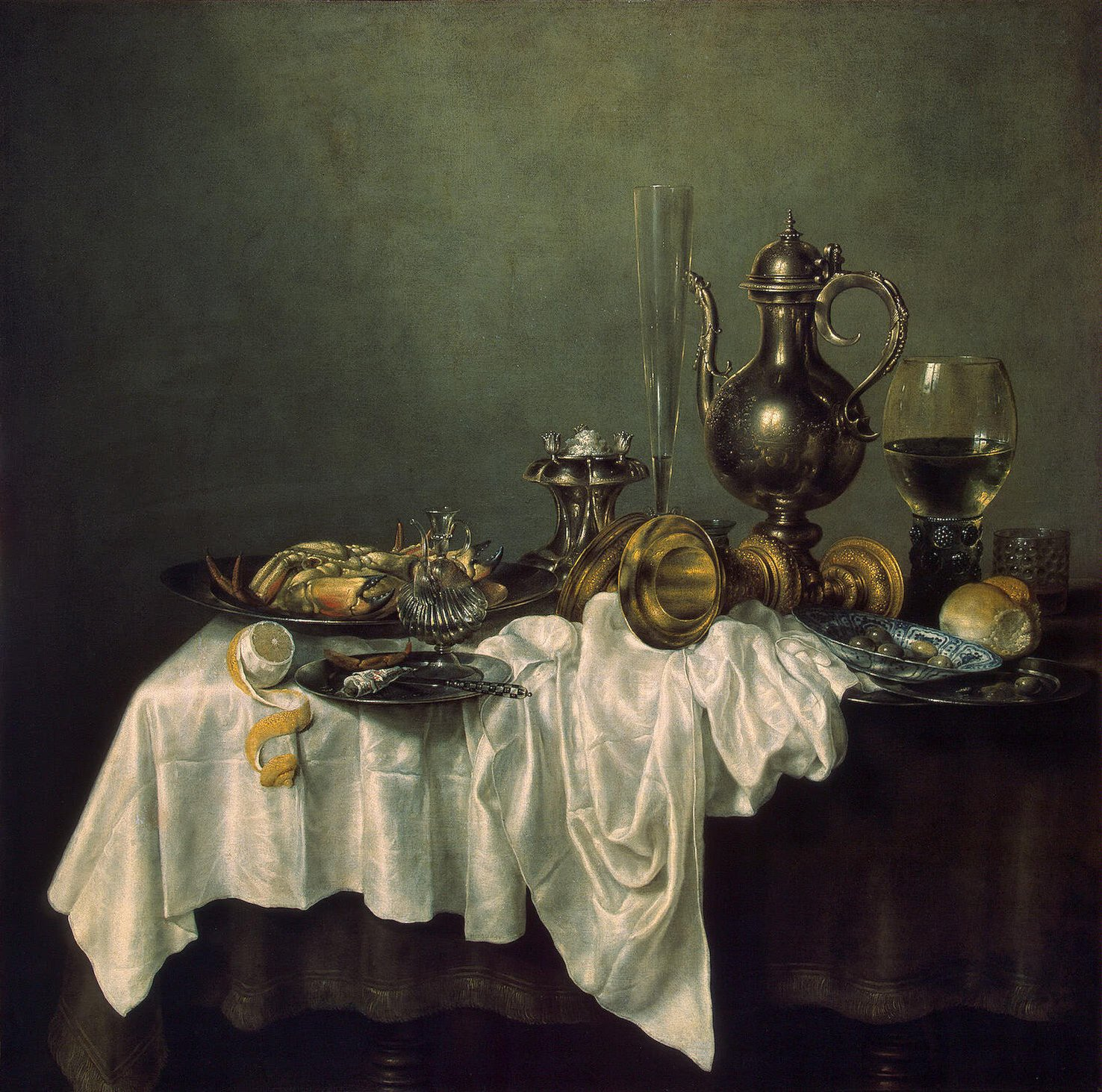
Віллем Клас Хеда. Натюрморт з крабом
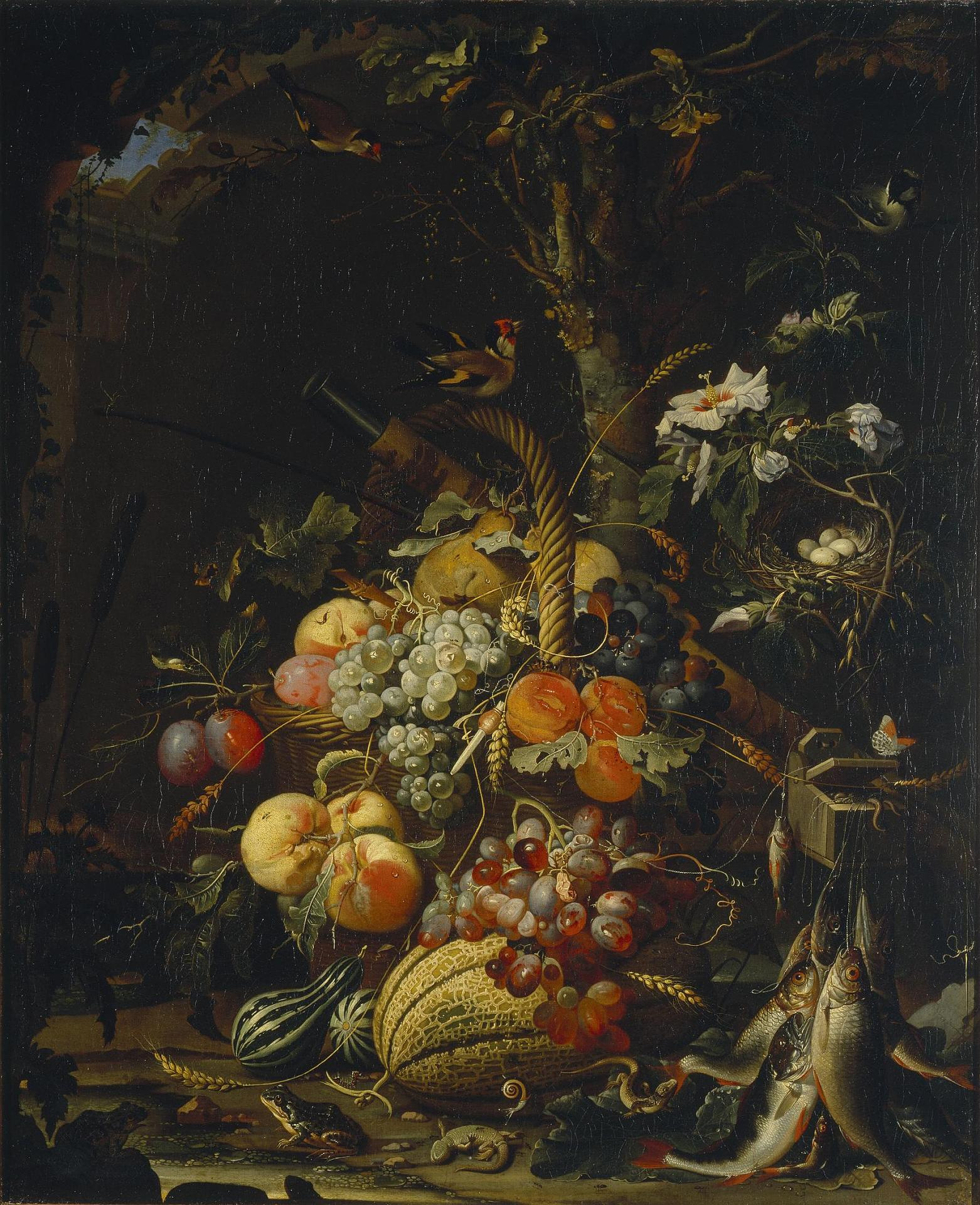
Абрахам Міньон. «Натюрморт з фруктами, овочами і пташиним гніздом»

## Художники Нідерландів 17 століття

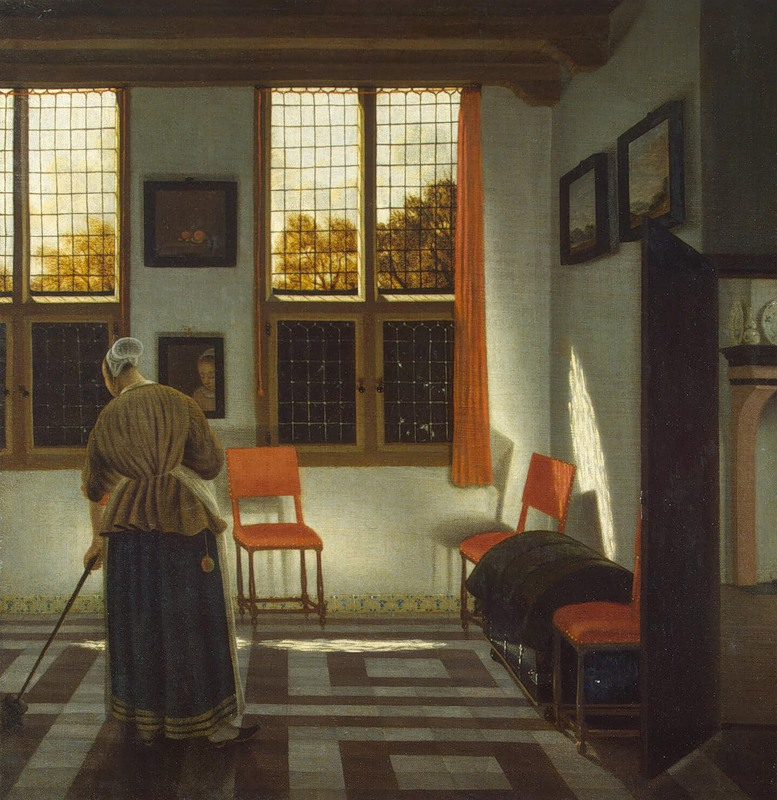
Пітер Янсенс Елінга. «Кімната голландського дому»
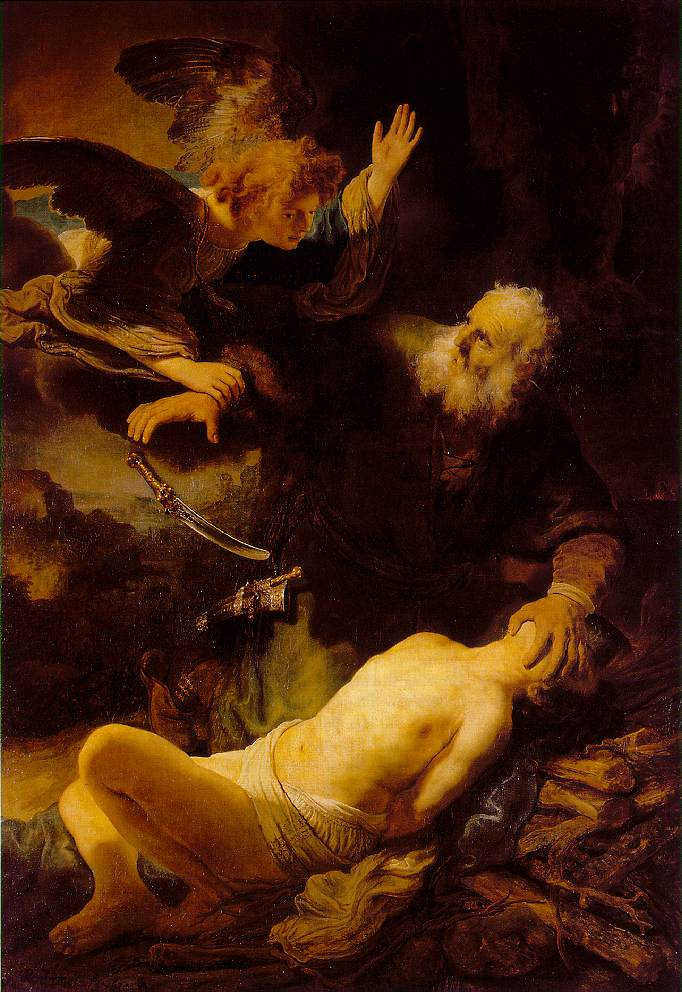
Рембрандт. «Жертвоприношення Авраама» (варіанти в Мюнхені і Петербурзі)
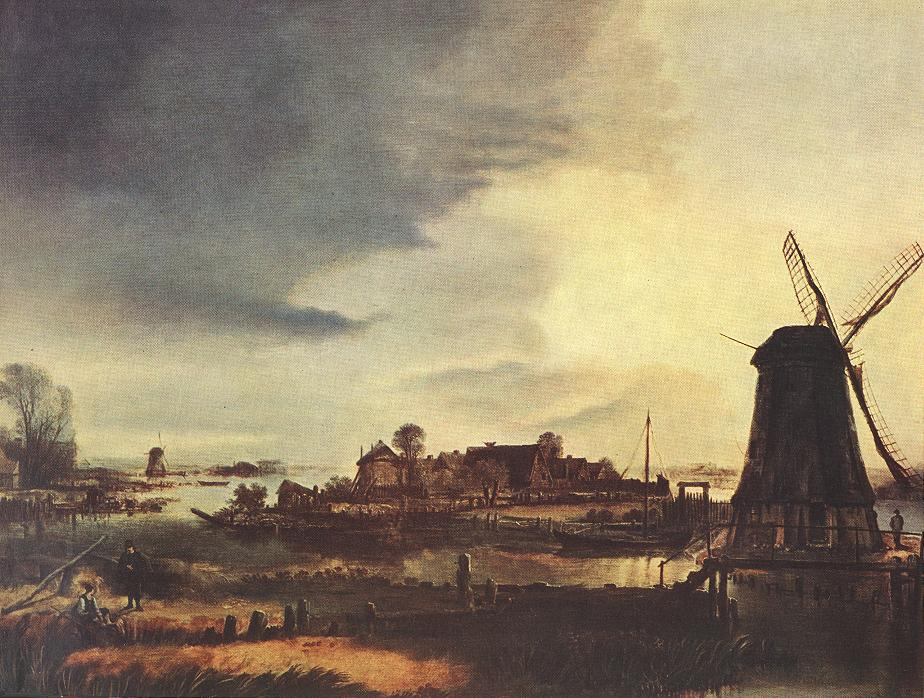
Арт ван дер Нер. «Пейзаж з вітряком»
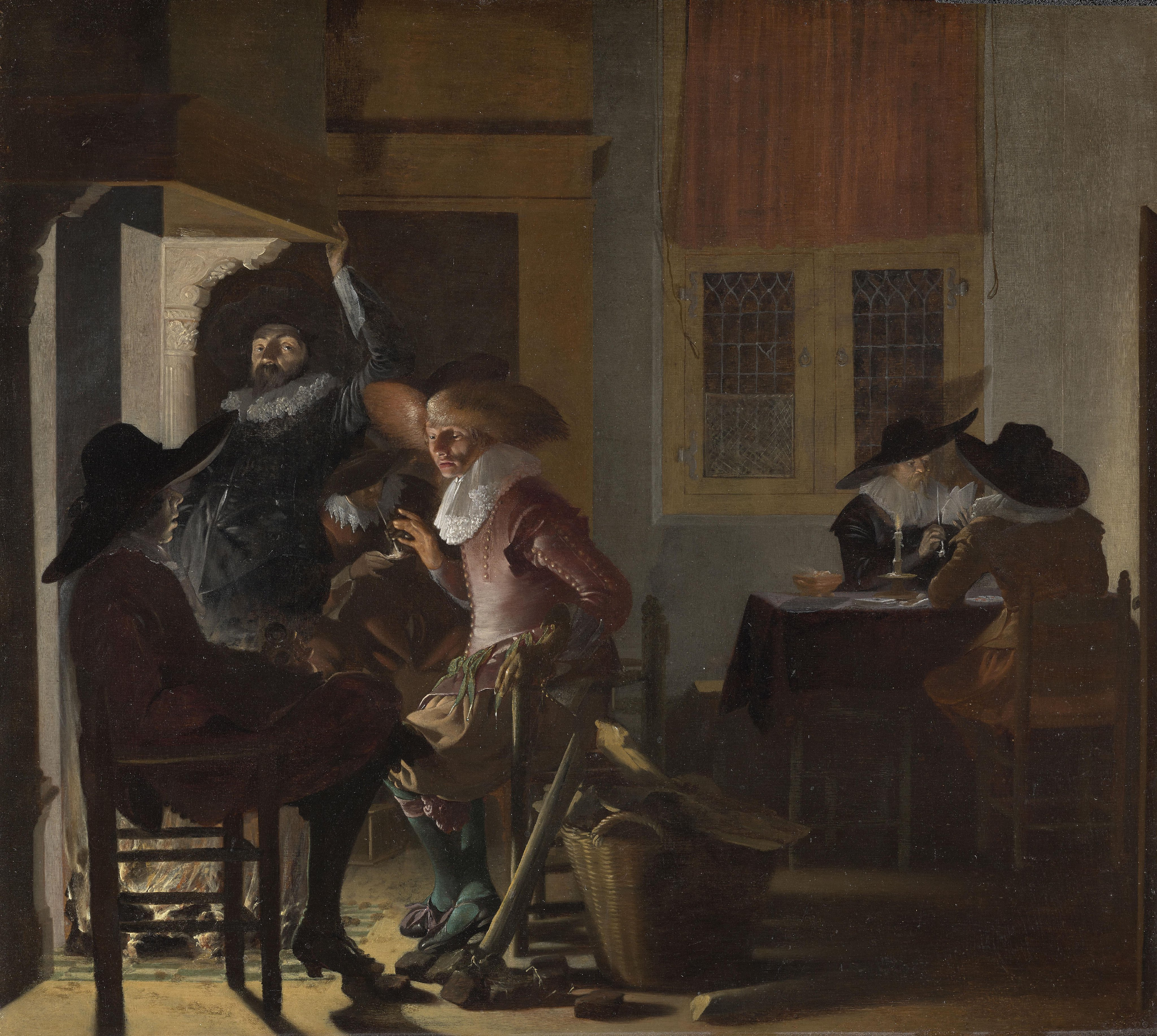
Дейстер Віллем Корнеліс. «Офіцери в караульні біля каміну», варіанти в Ермітажі і в Філадельфії

## Художники Іспанії 17 століття

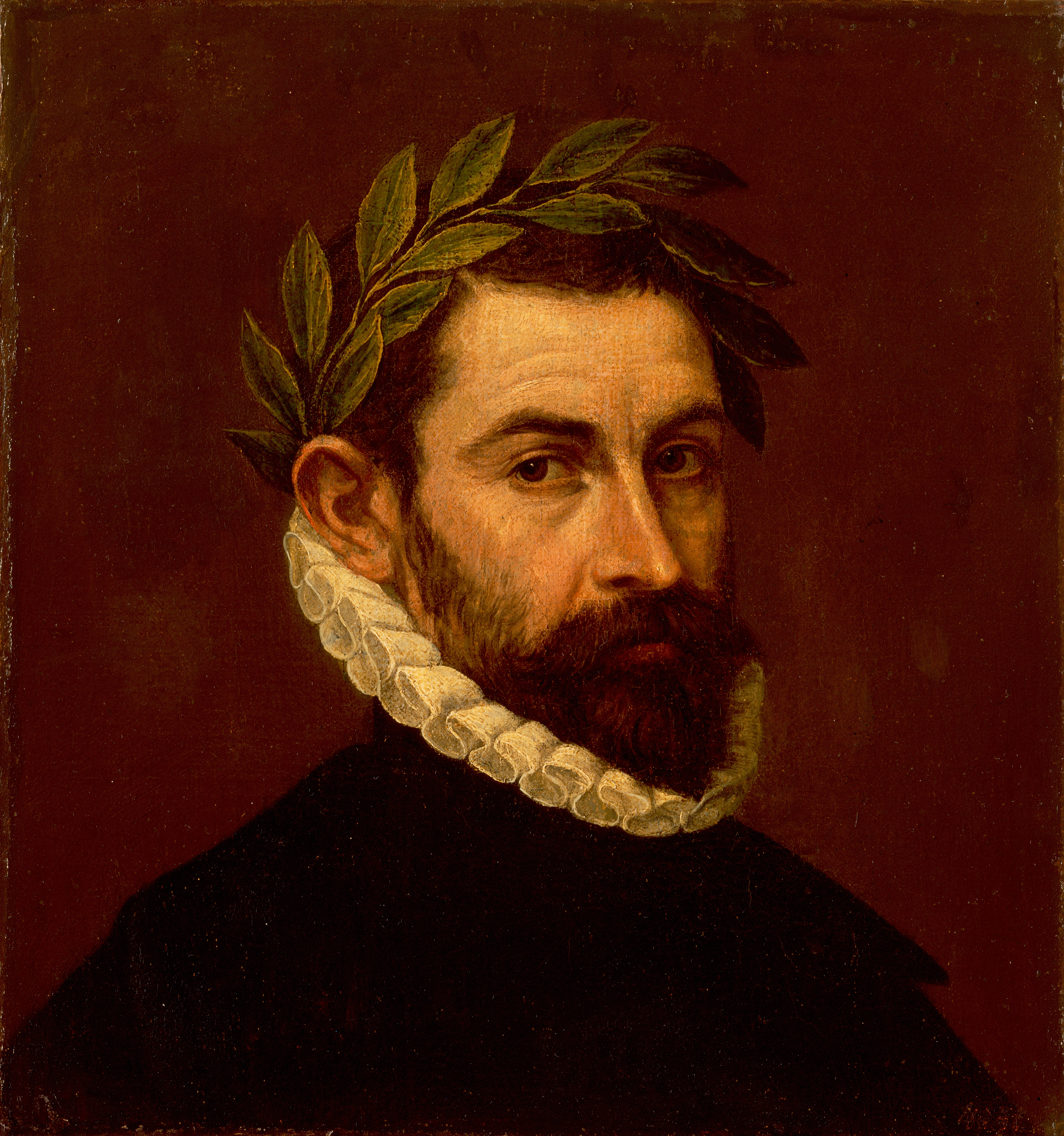
Ель Греко, поет Алонсо Ерсілья і Суньїга
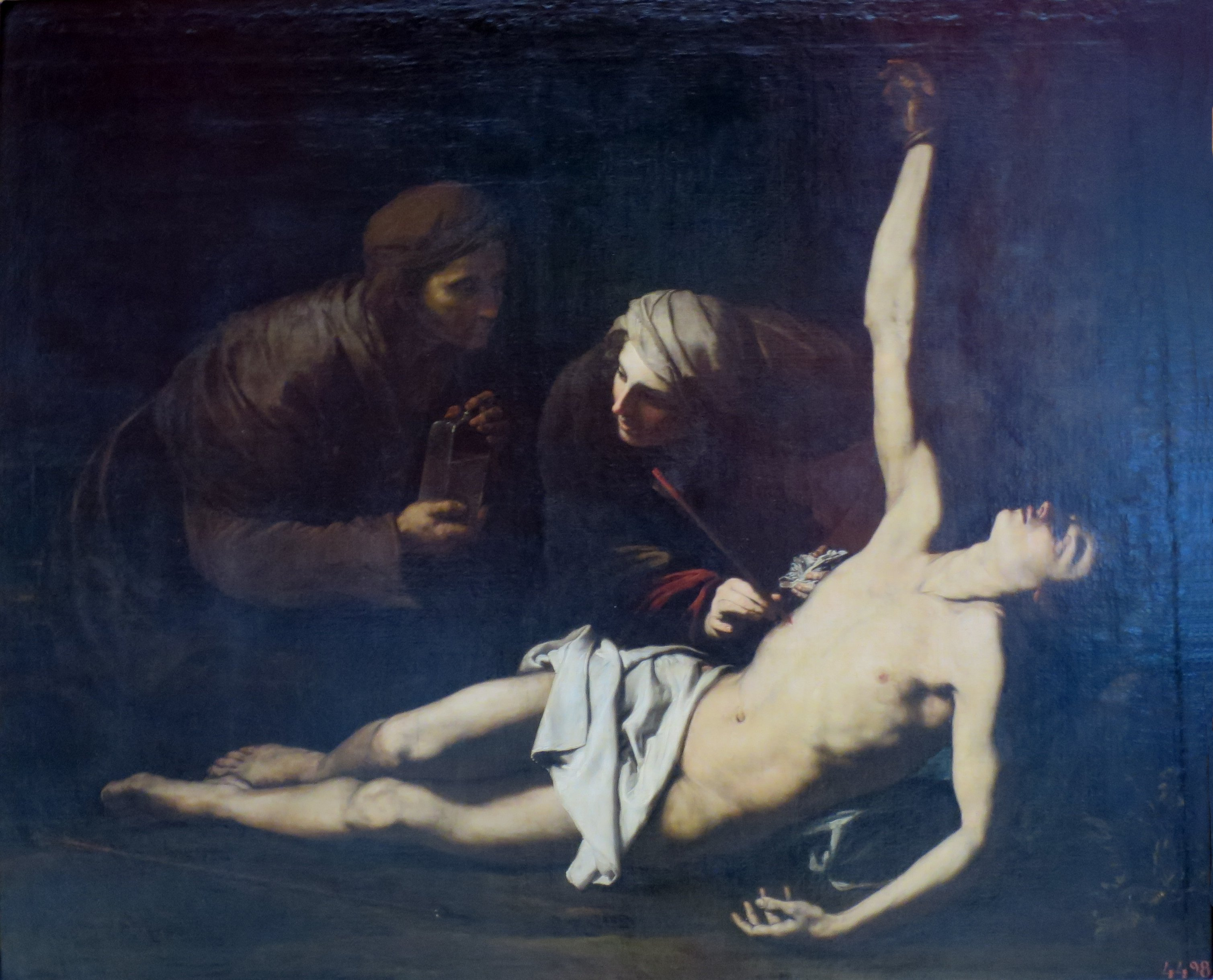
Хосе де Рібера. Свята Ірина рятує Святого Себастьяна
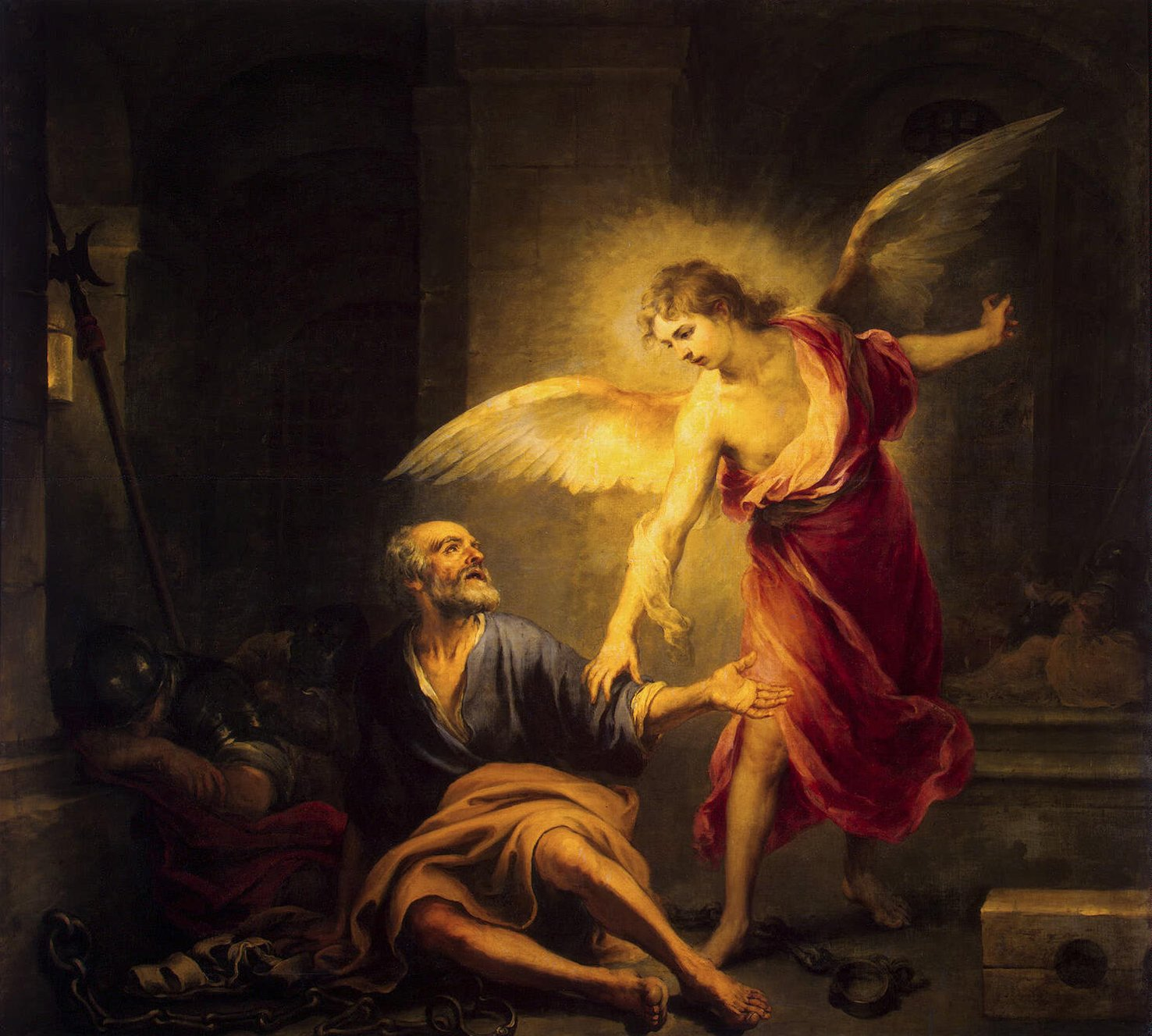
Мурільйо. Янгол виводить Апостола Петра з в'язниці
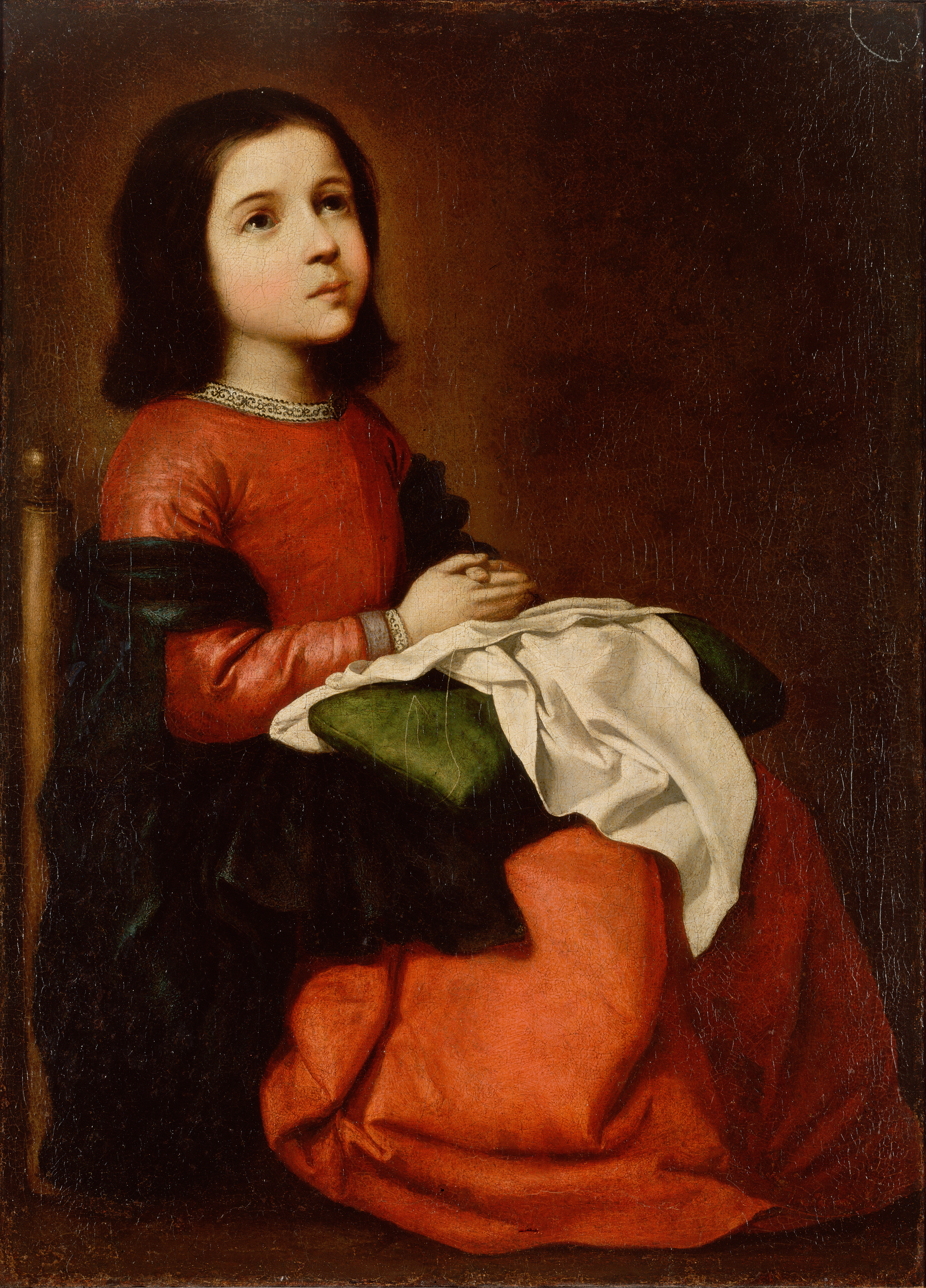
Сурбаран. Мадонна з дитиною

## Портретний жанр Іспанії

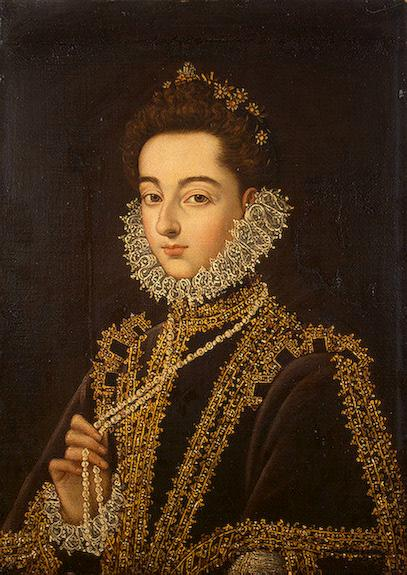
Алонсо Санчес Коельо. «Принцеса Каталіна Мікаела Іспанська»
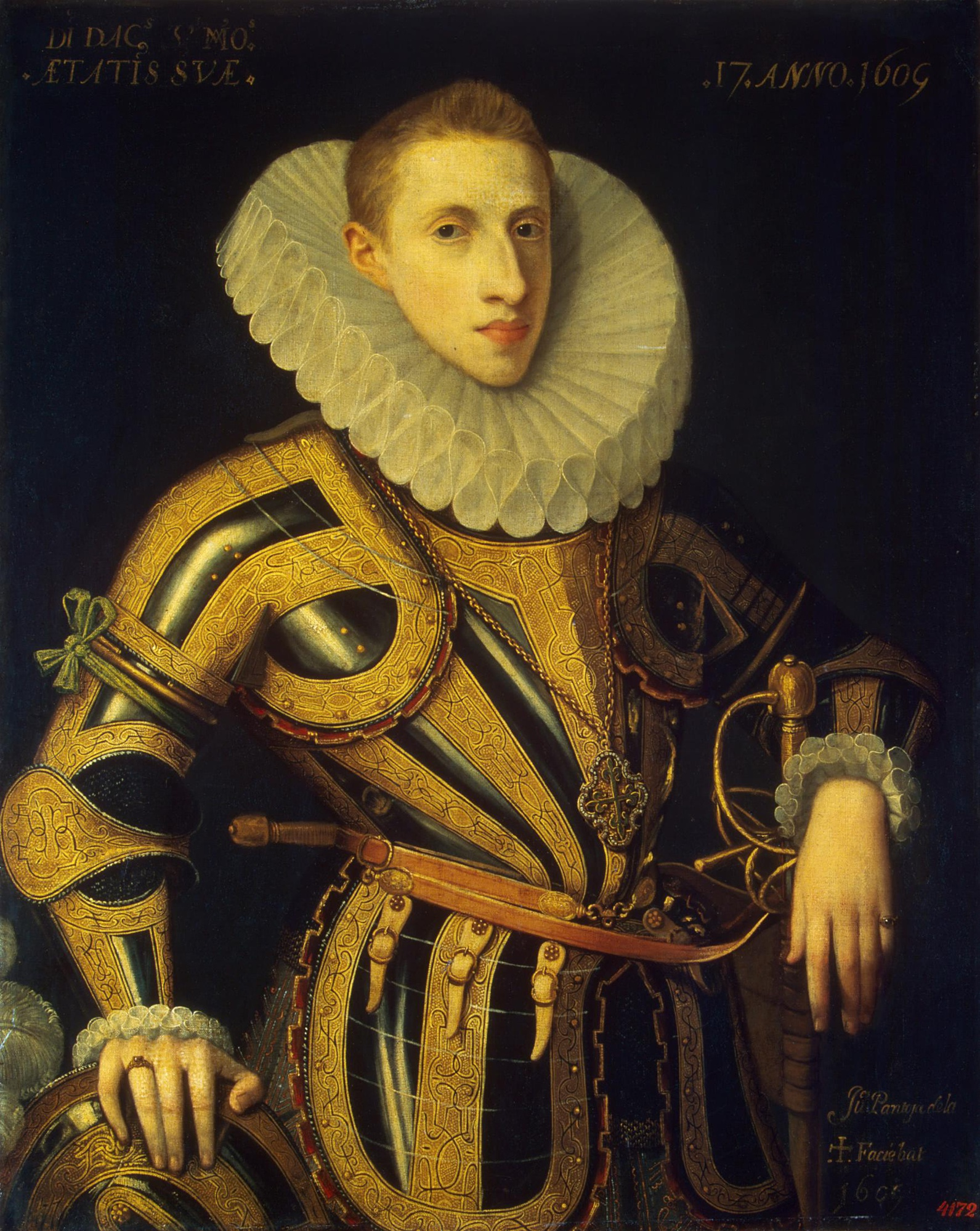
Хуан Пантоха де ла Круз. «Дієго Вільямайор»
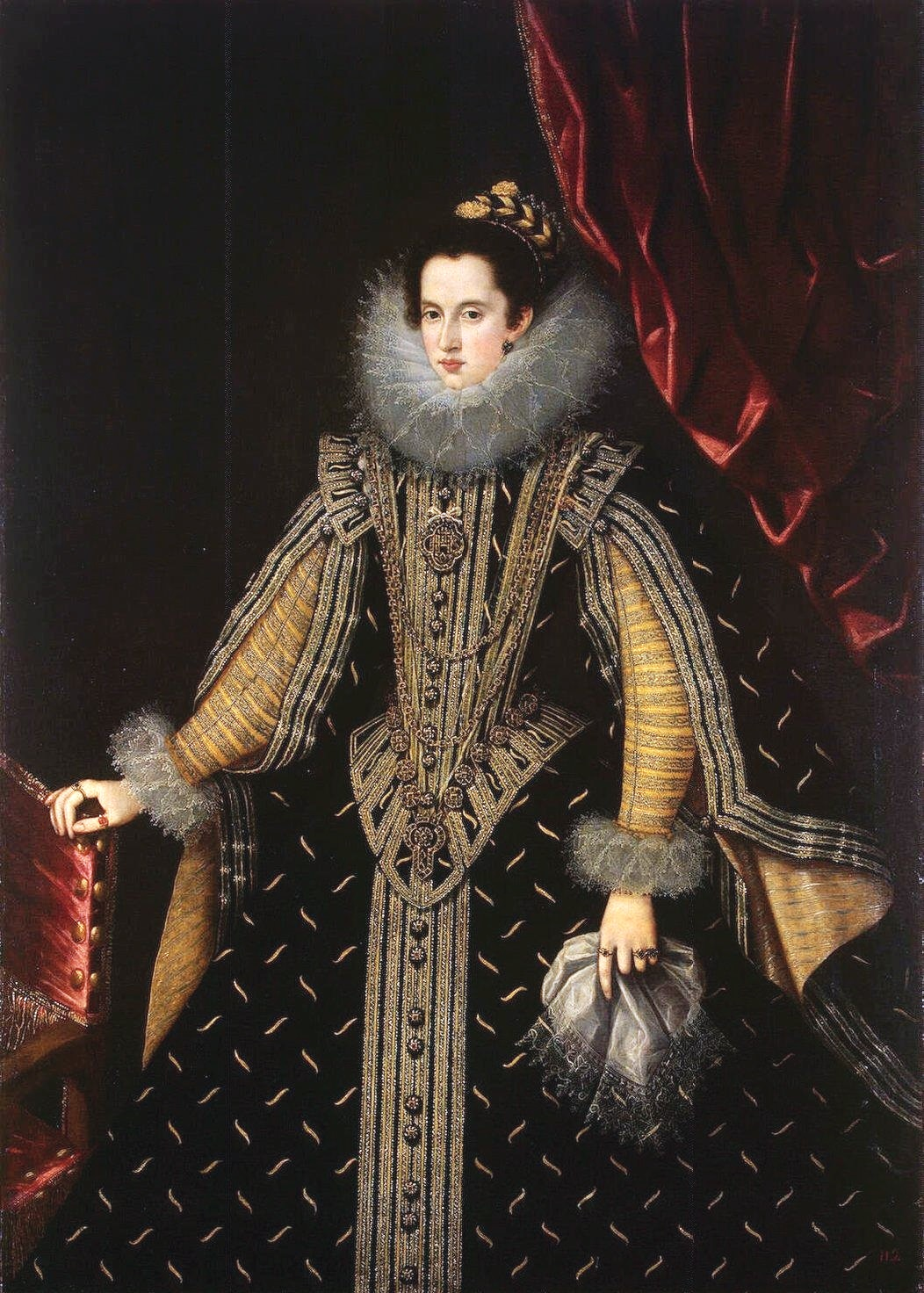
Бартоломе Гонсалес і Серрано. «Маргарита Альдобрандіні»
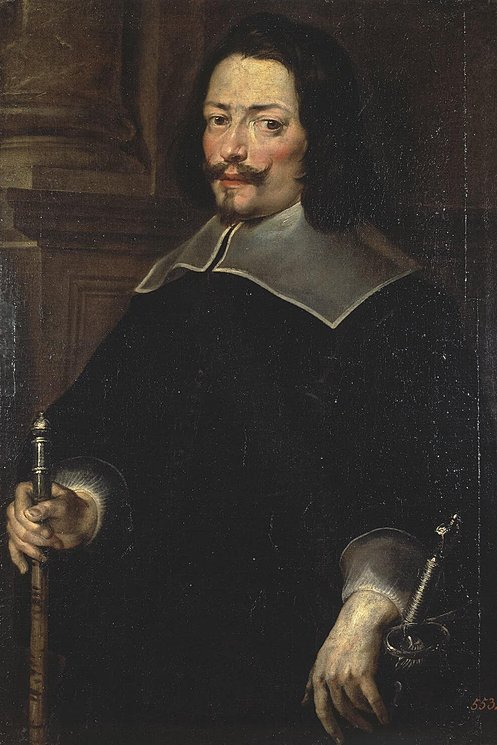
Хуан Кареньо де Міранда. «Невідомий кабальєро»

## Портрети британських майстрів

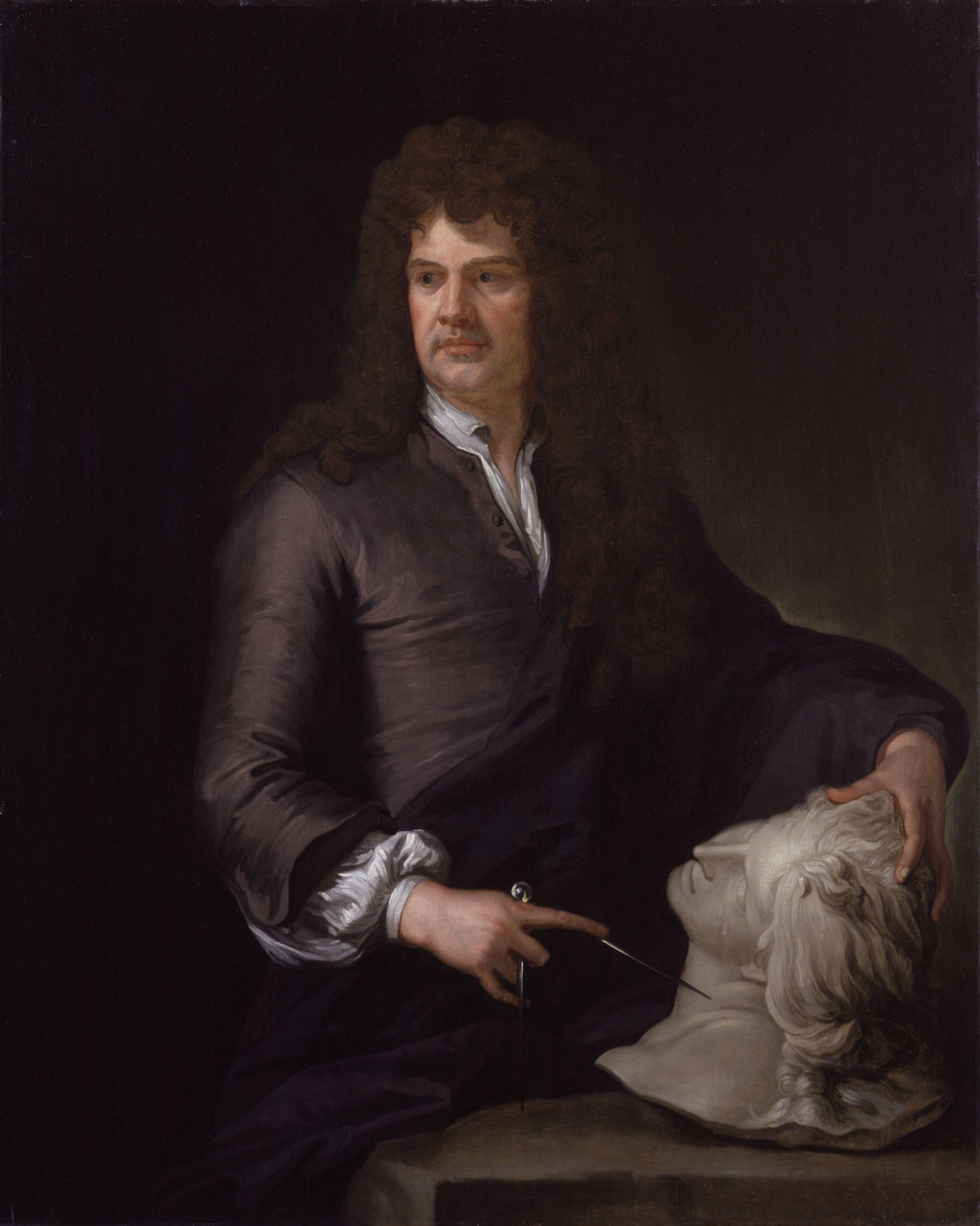
Годфрі Неллер, скульптор Грінлін Гіббонс
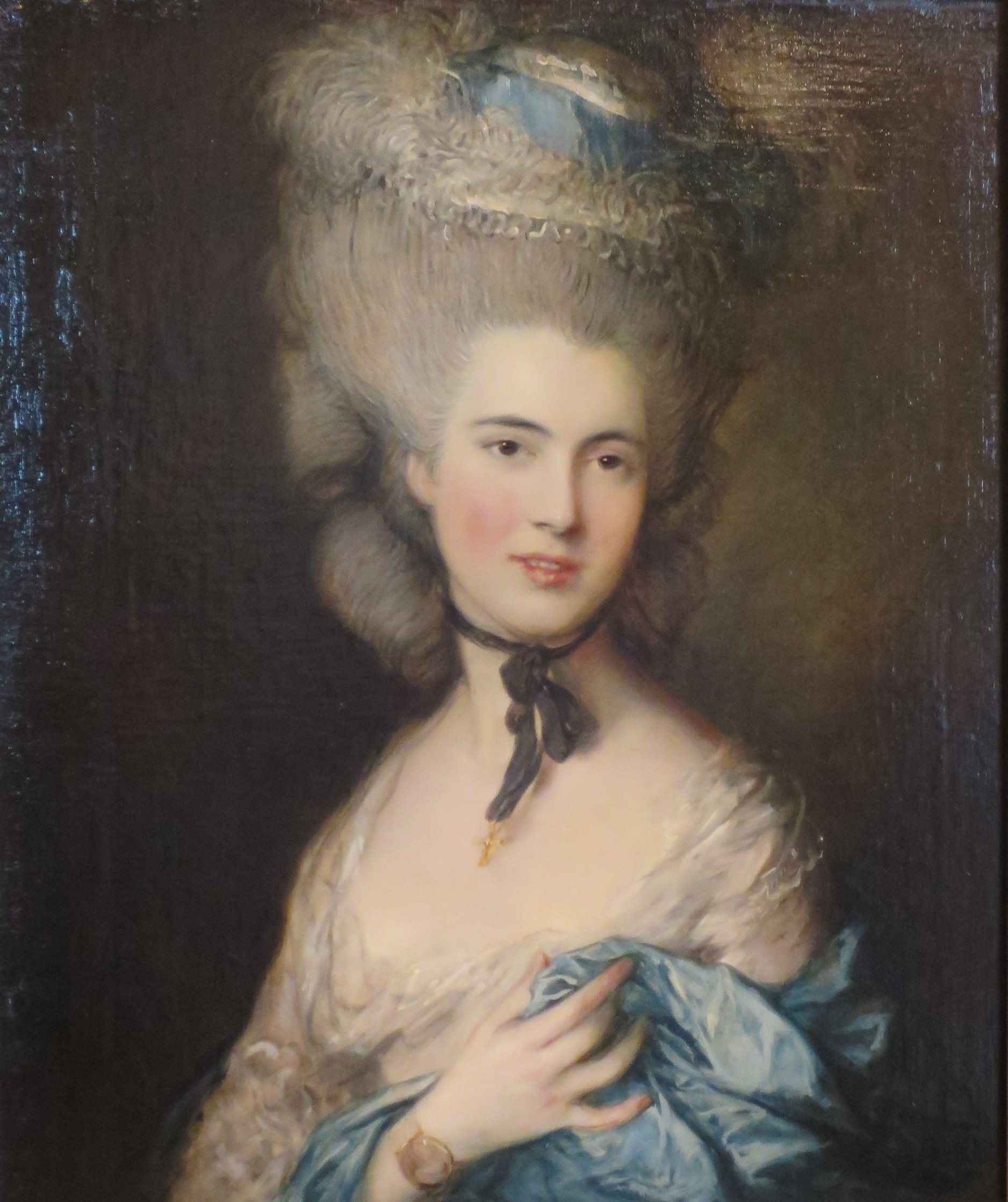
Гейнсборо Томас, дама в блакитній сукні
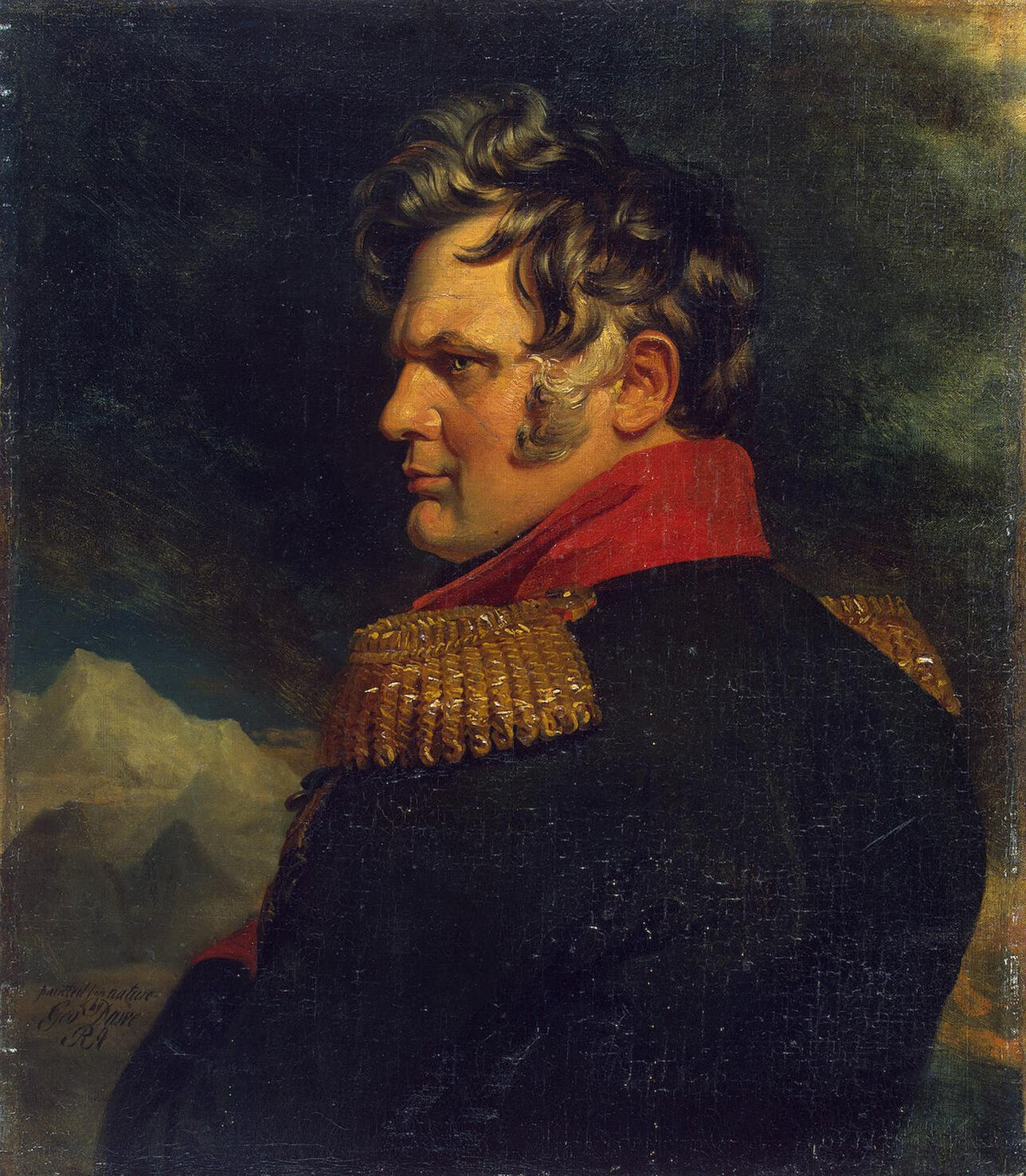
Джордж Доу, генерал Олексій Єрмолов

## Живопис Франції

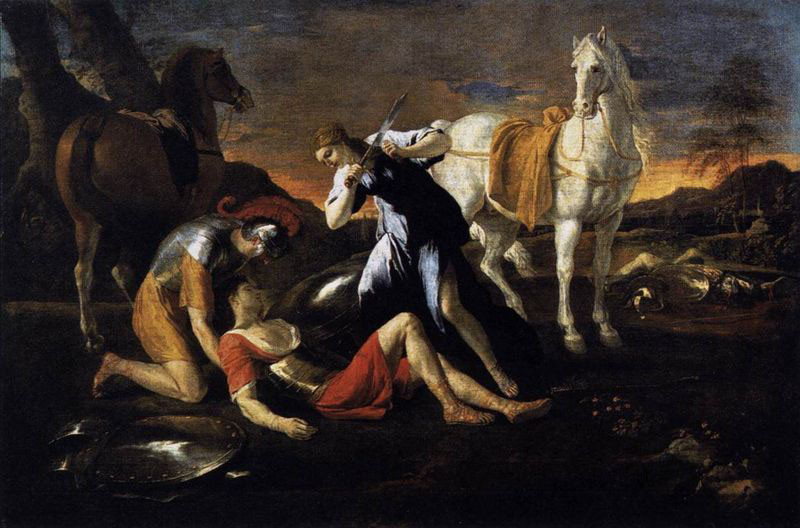
Пуссен. Ермінія рятує коханого Танкреда
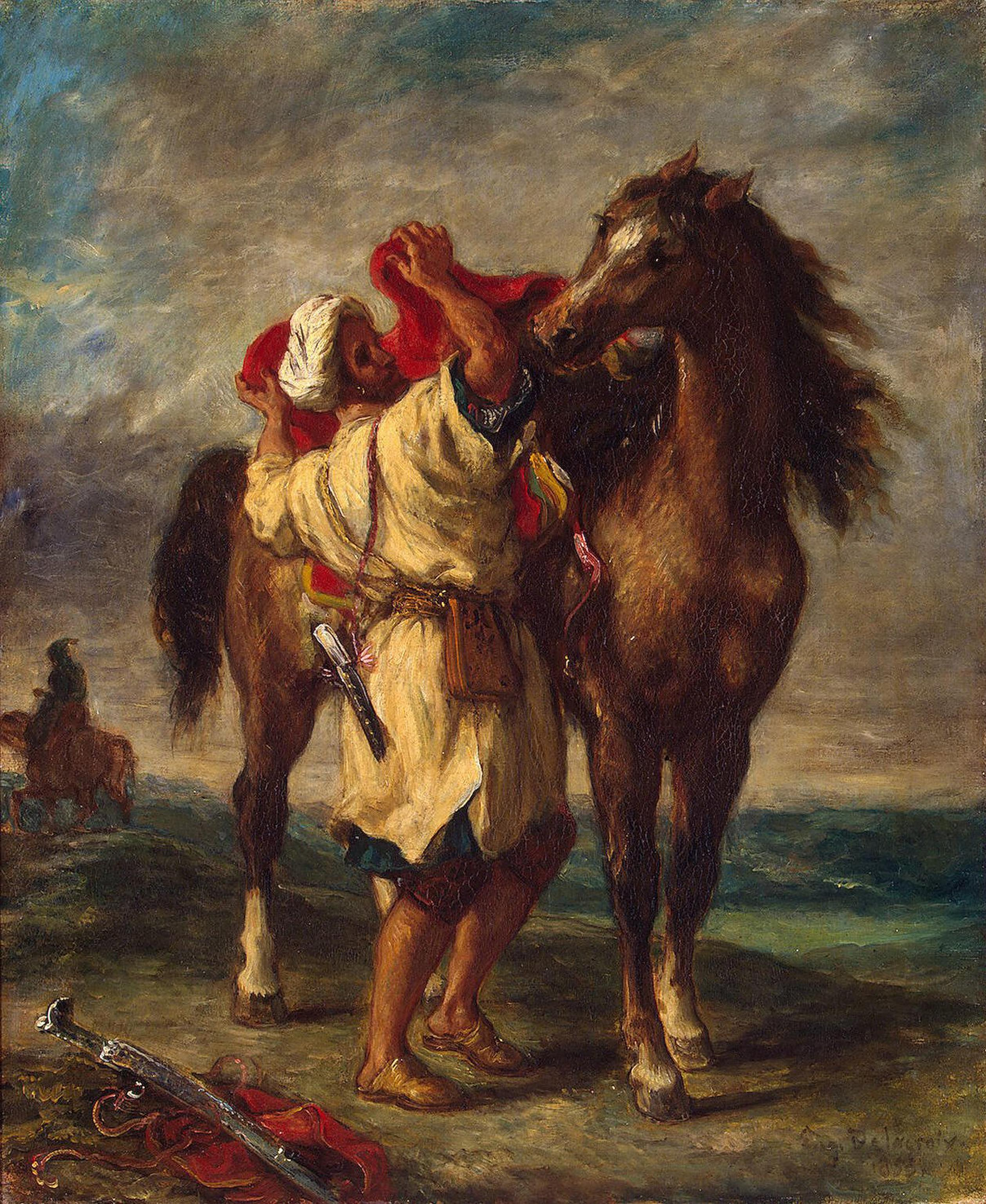
Ежен Делакруа, Марокканець сідлає коня, 1855
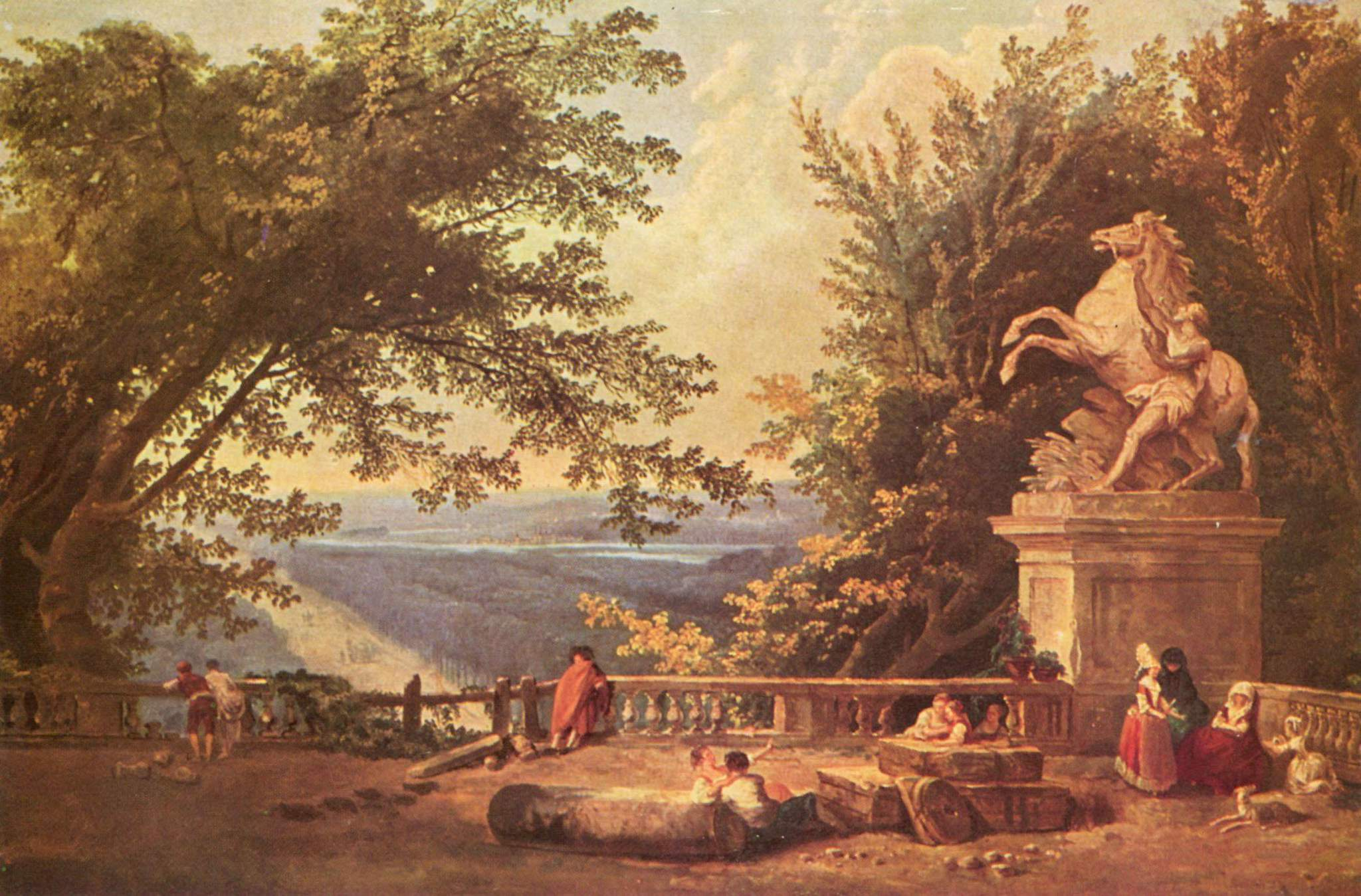
Гюбер Робер. Тераса в замку Марлі

## Картини ван Гога

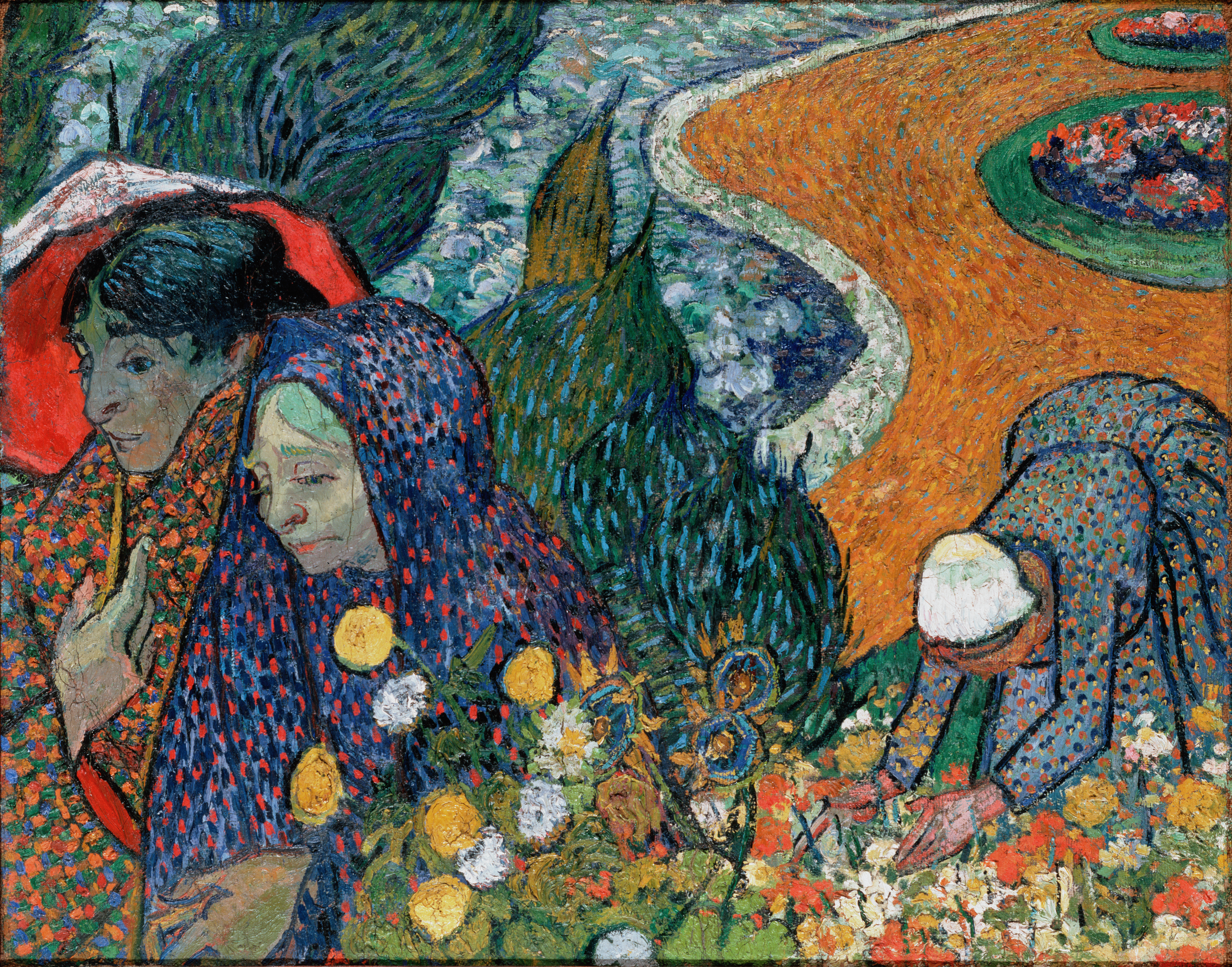
Спогади про сад в Еттені, 1888
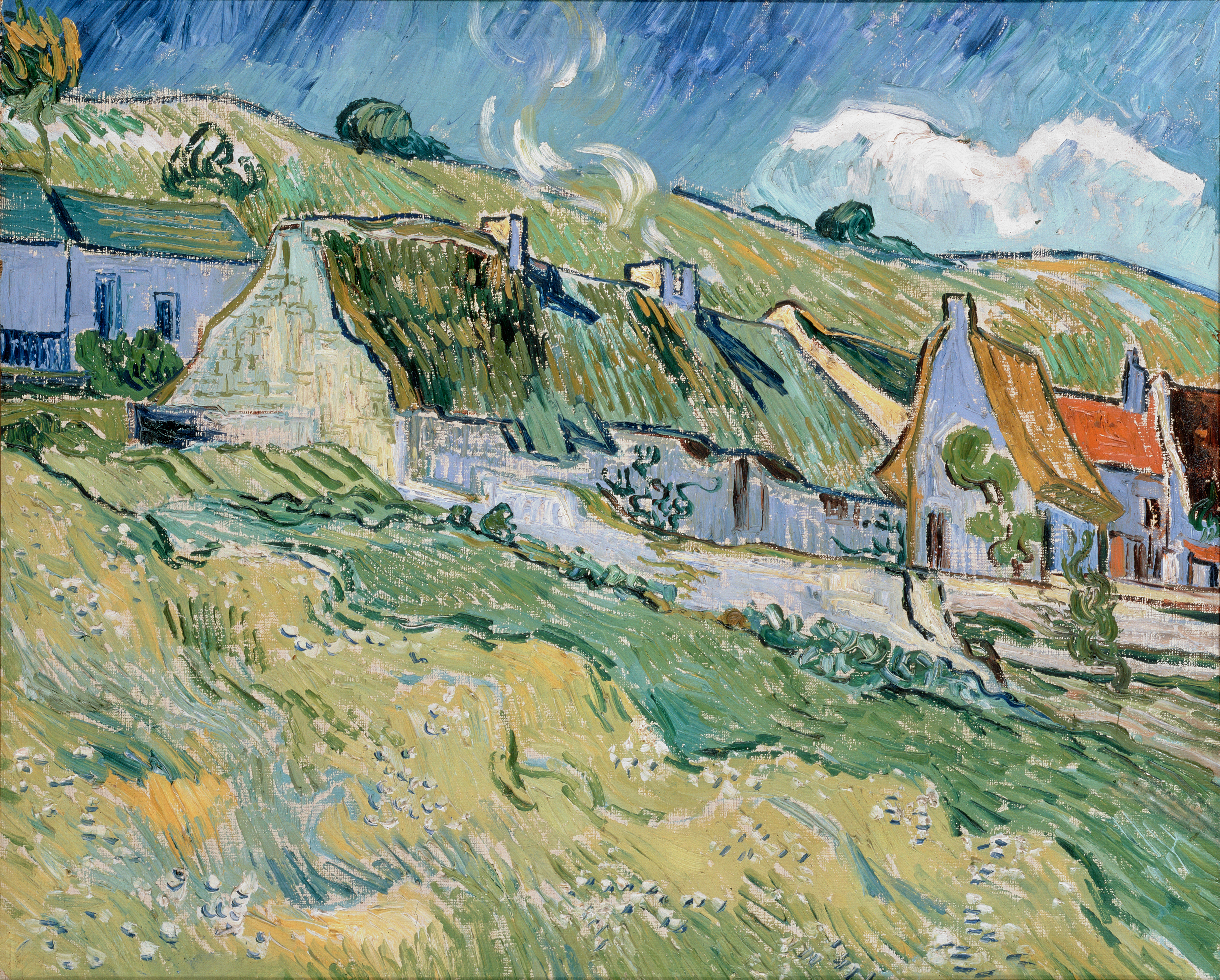
Халупки
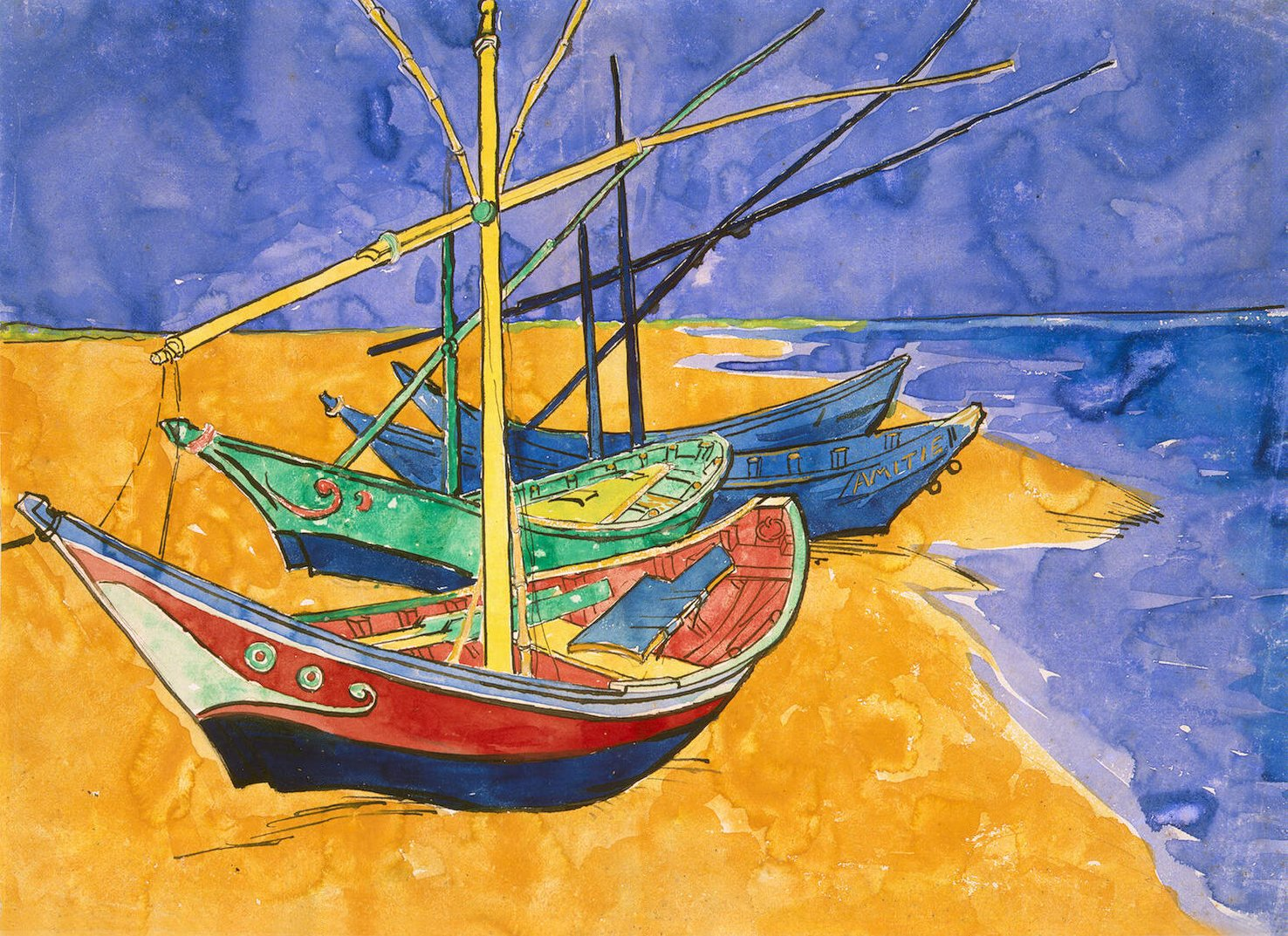
Човни в Сен Марі, акварель, червень 1888
Кущ, 1889

## Портрети російських аристократів

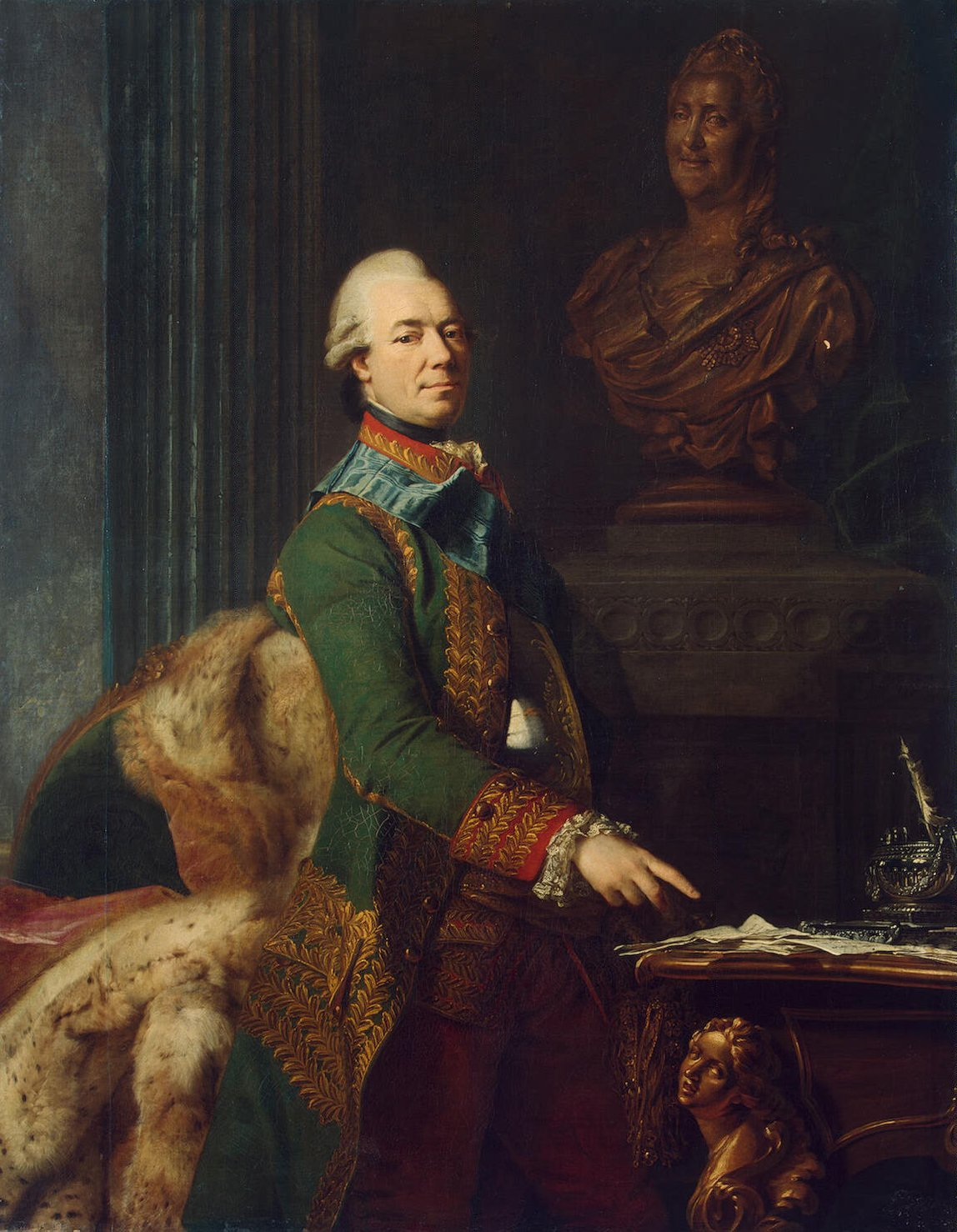
Шведський художник Олександр Рослін. Портрет графа З. Чернишова
Робер Лефевр. Портрет Єлизавети Строганової
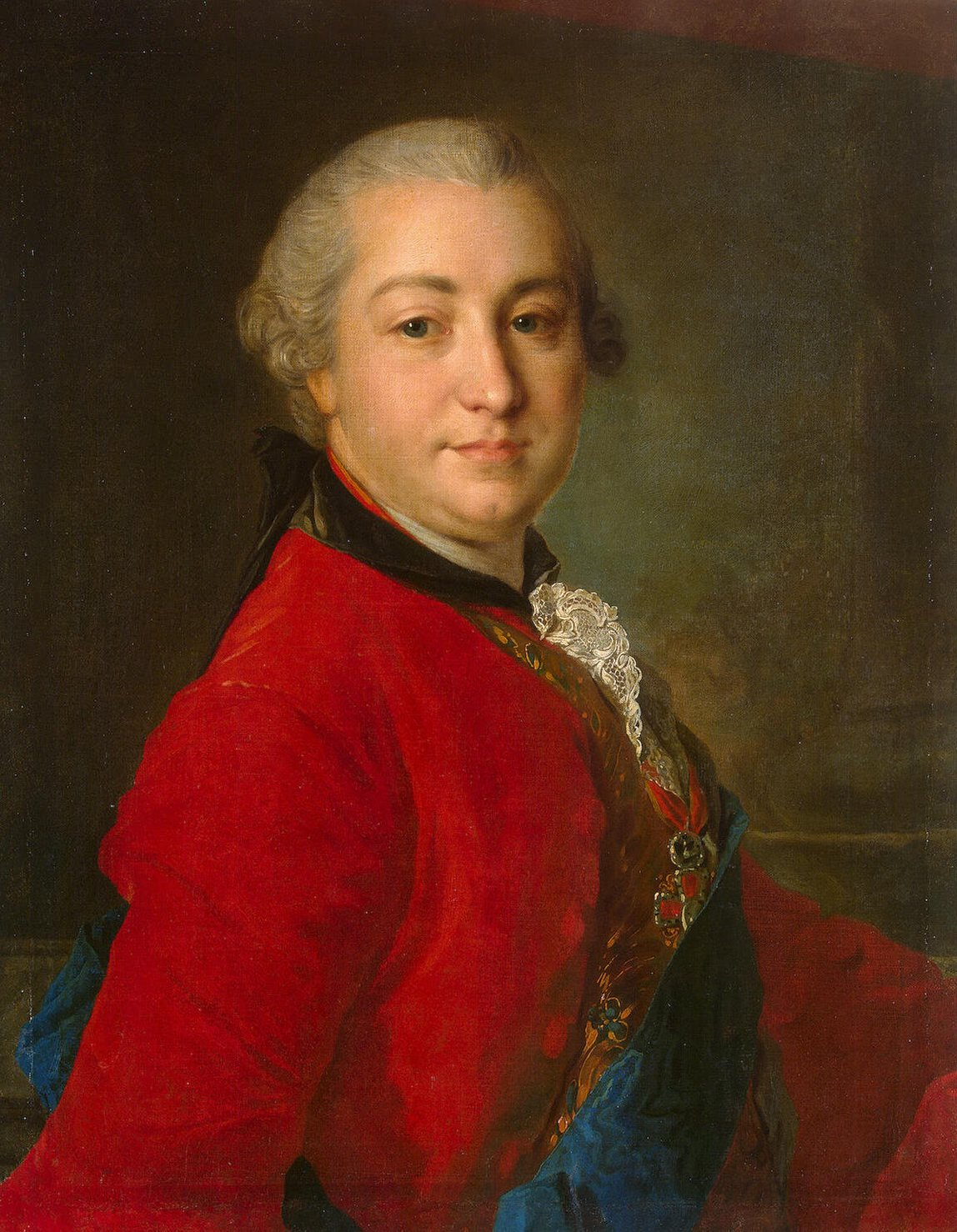
Федір Рокотов. Портрет графа Івана Шувалова
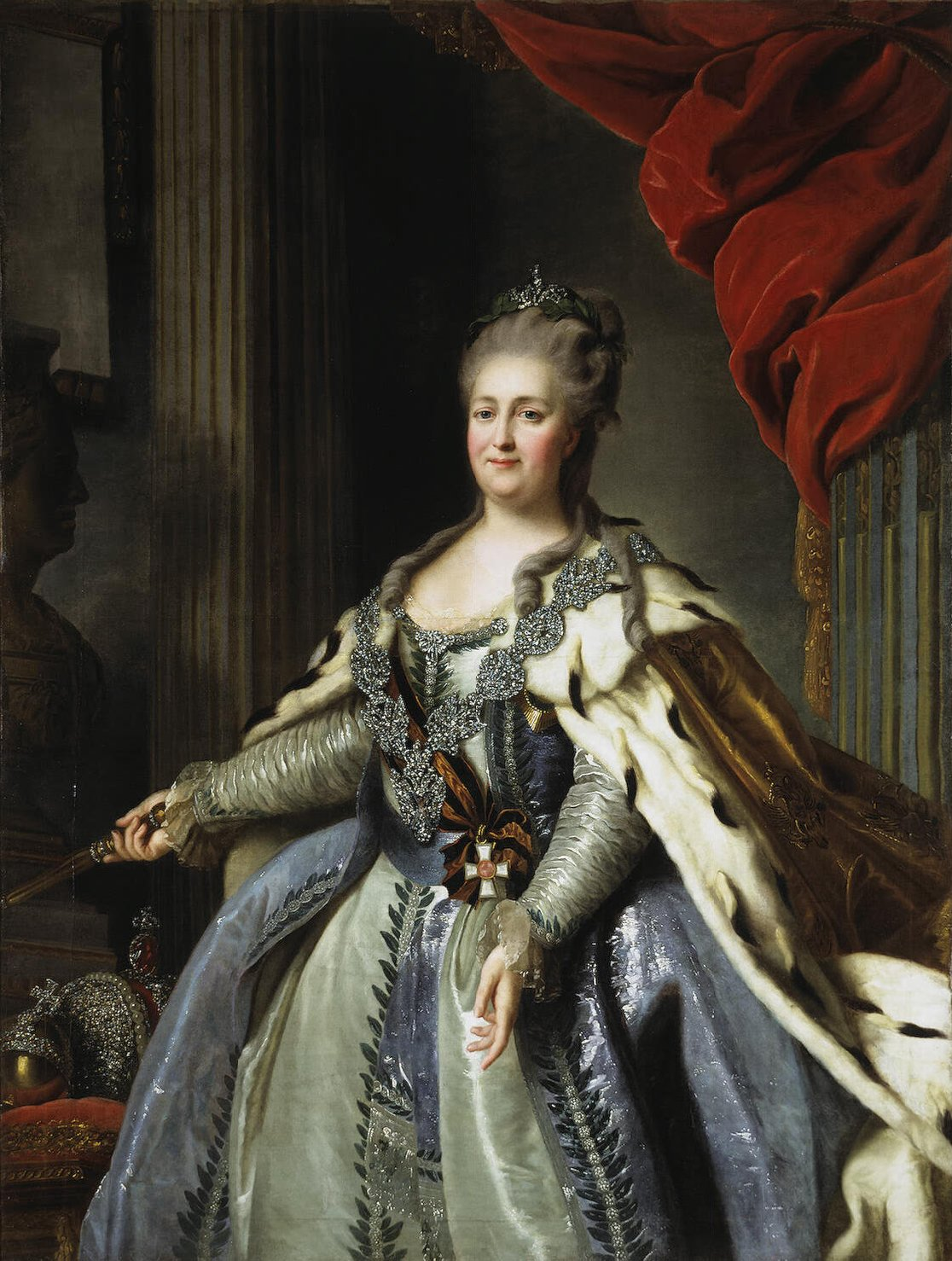
Федір Рокотов. Портрет імператриці Катерини Другої
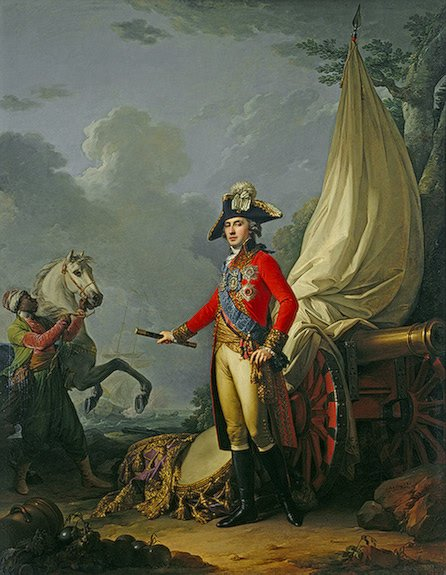
Лампі Старший, граф П. Зубов
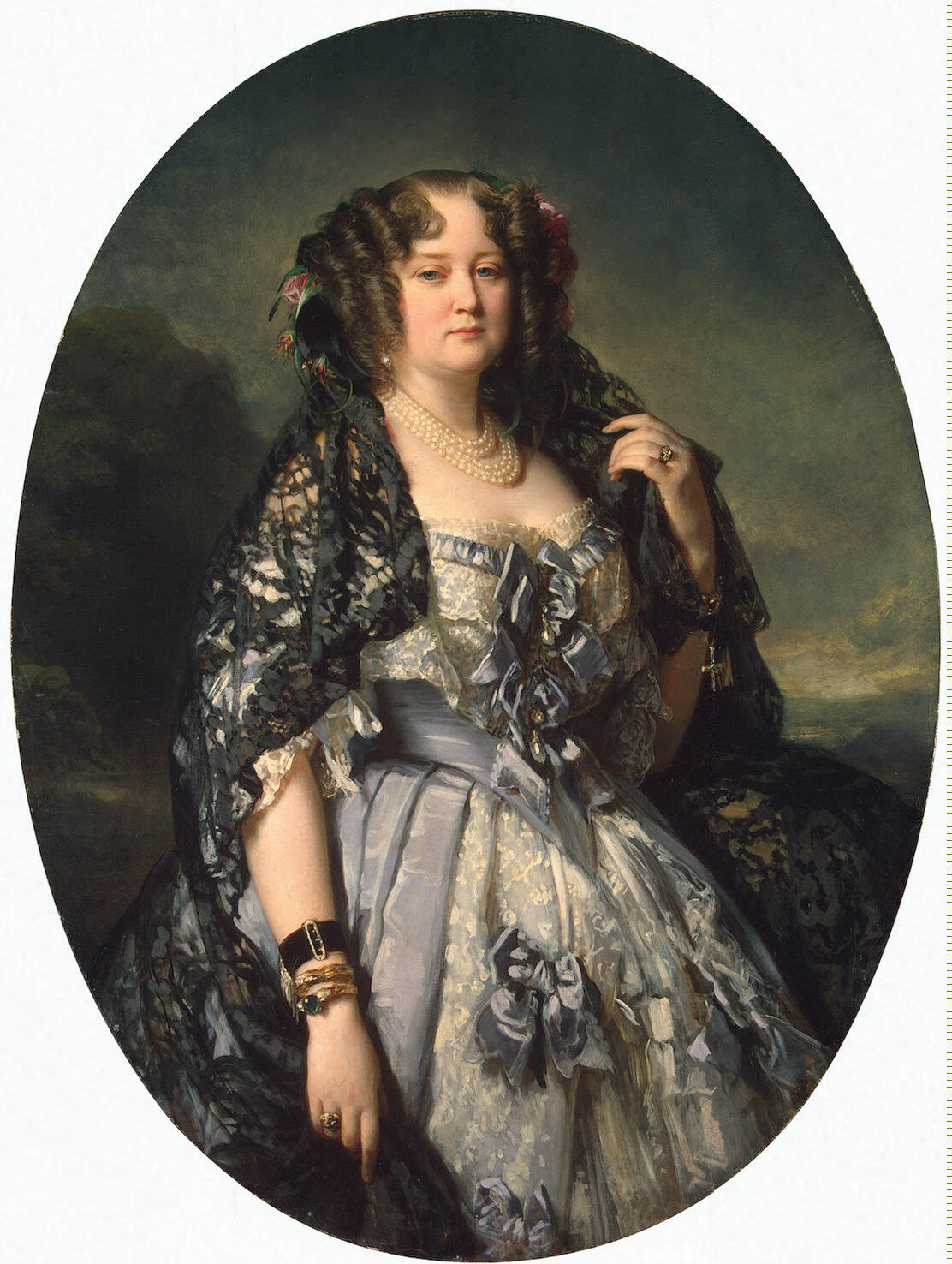
Франц Ксавер Вінтерхалтер. Княгиня Софія Радзівілл, 1864
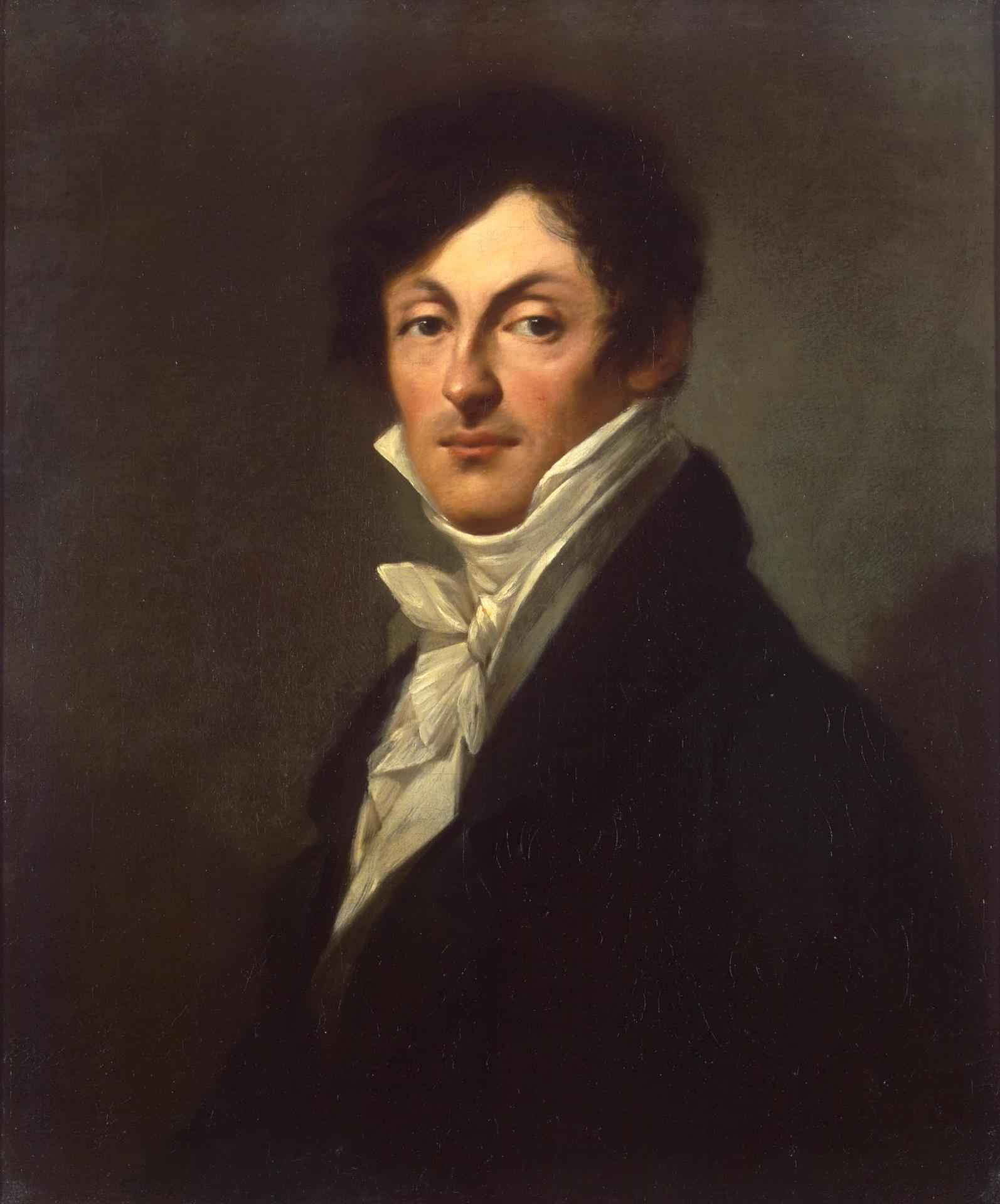
П'єр-Поль Прюдон. «Генерал Остерман-Толстой», бл. 1812
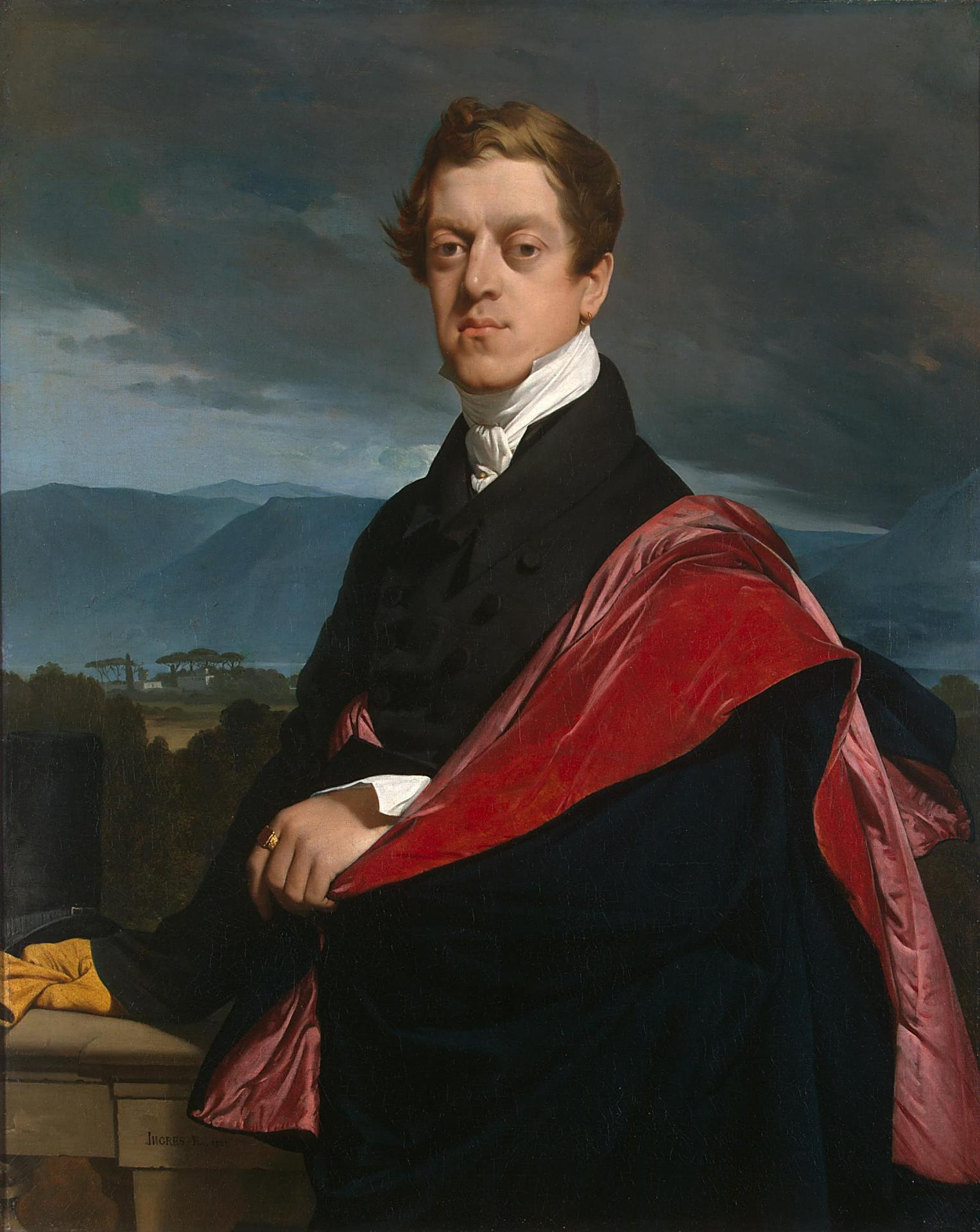
Жан Огюст Домінік Енгр, Російський дипломат Гур'єв, 1821

## Майстри пейзажного жанру

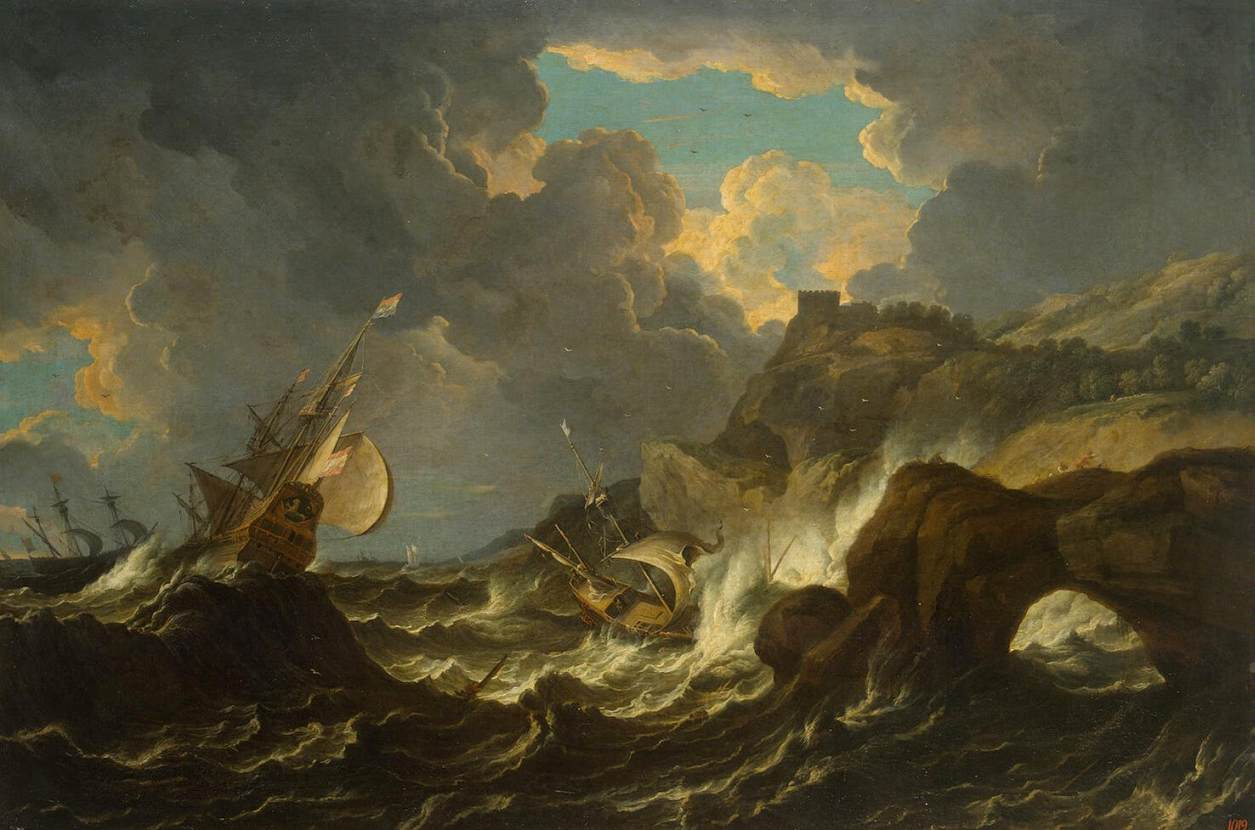
Пітер Мулір молодший (Темпеста, 1637-1701). «Шторм на морі», 1690

## Скарби колекцій гравюр

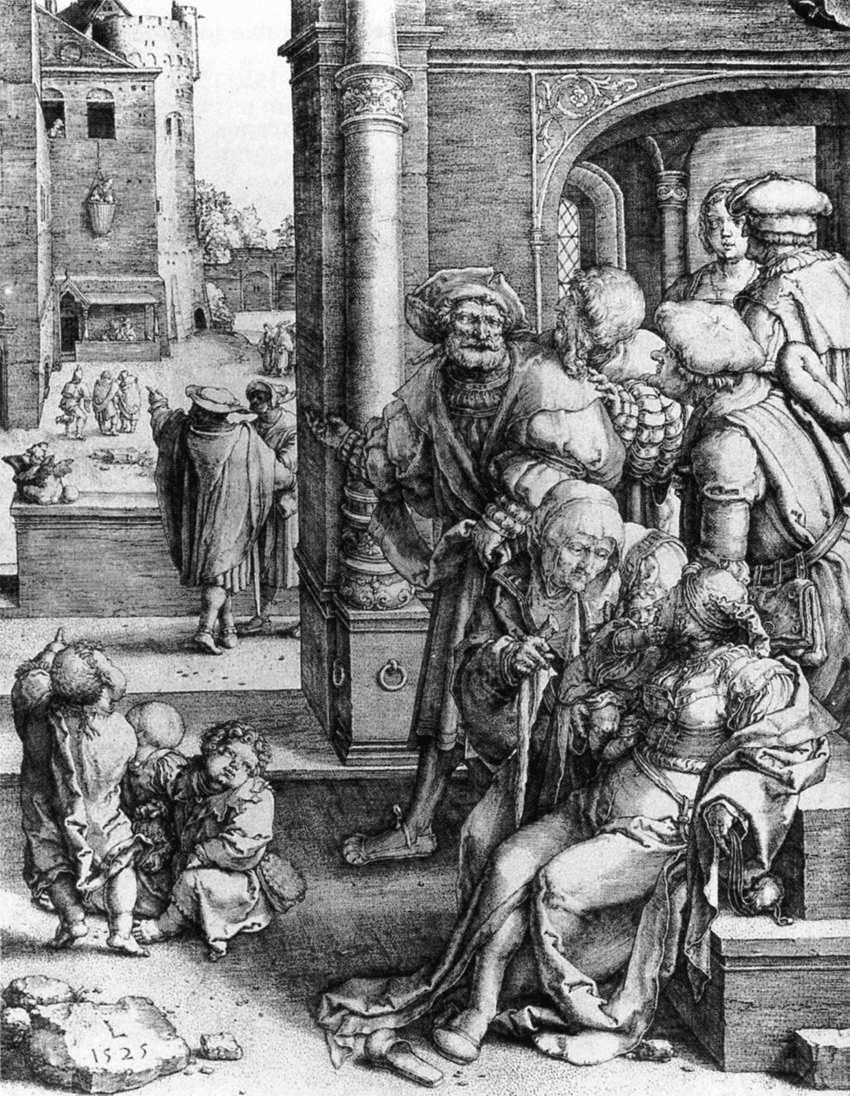
Лукас ван Лейден, «Вергілій в плетеному кошику», 1525
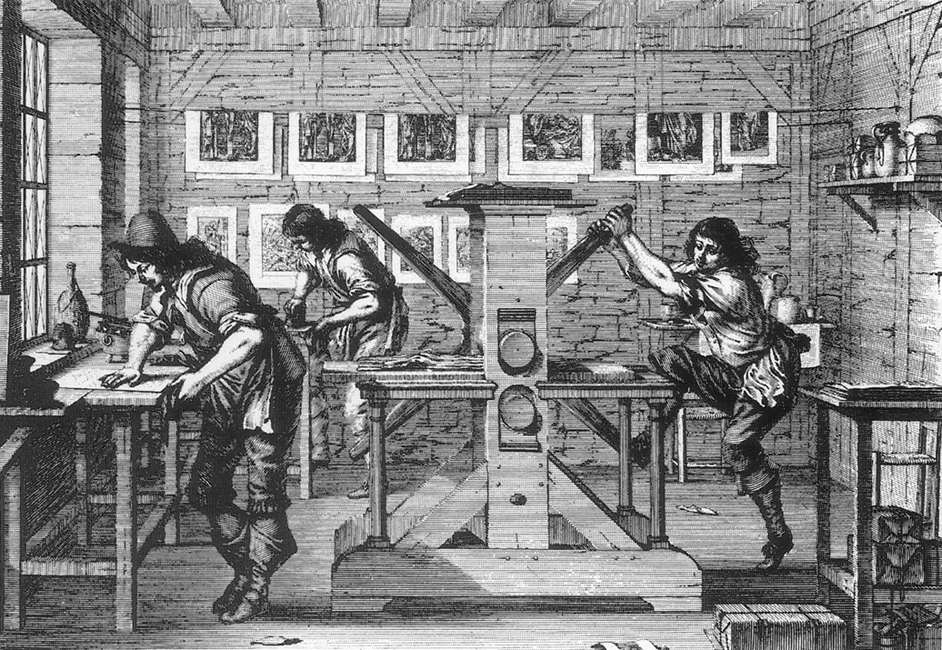
Абрахам Босс. «Друкарня гравера», 1642
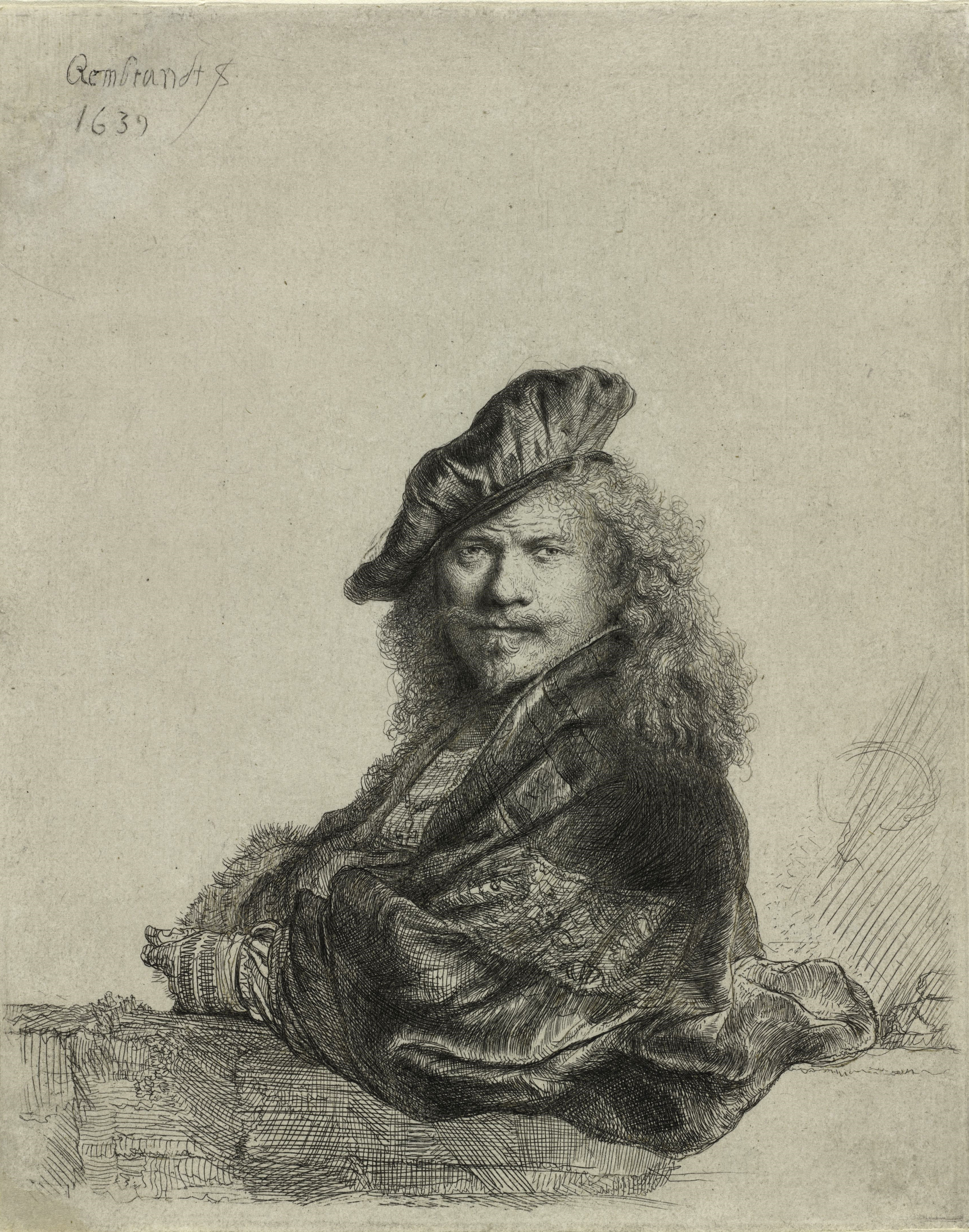
Рембрандт. Автопортрет, офорт

## Візантійські ікони

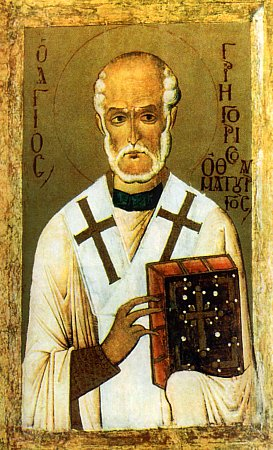
Святитель Григорій Чудотворець (Ермітаж). Ікона 12 ст. Візантія
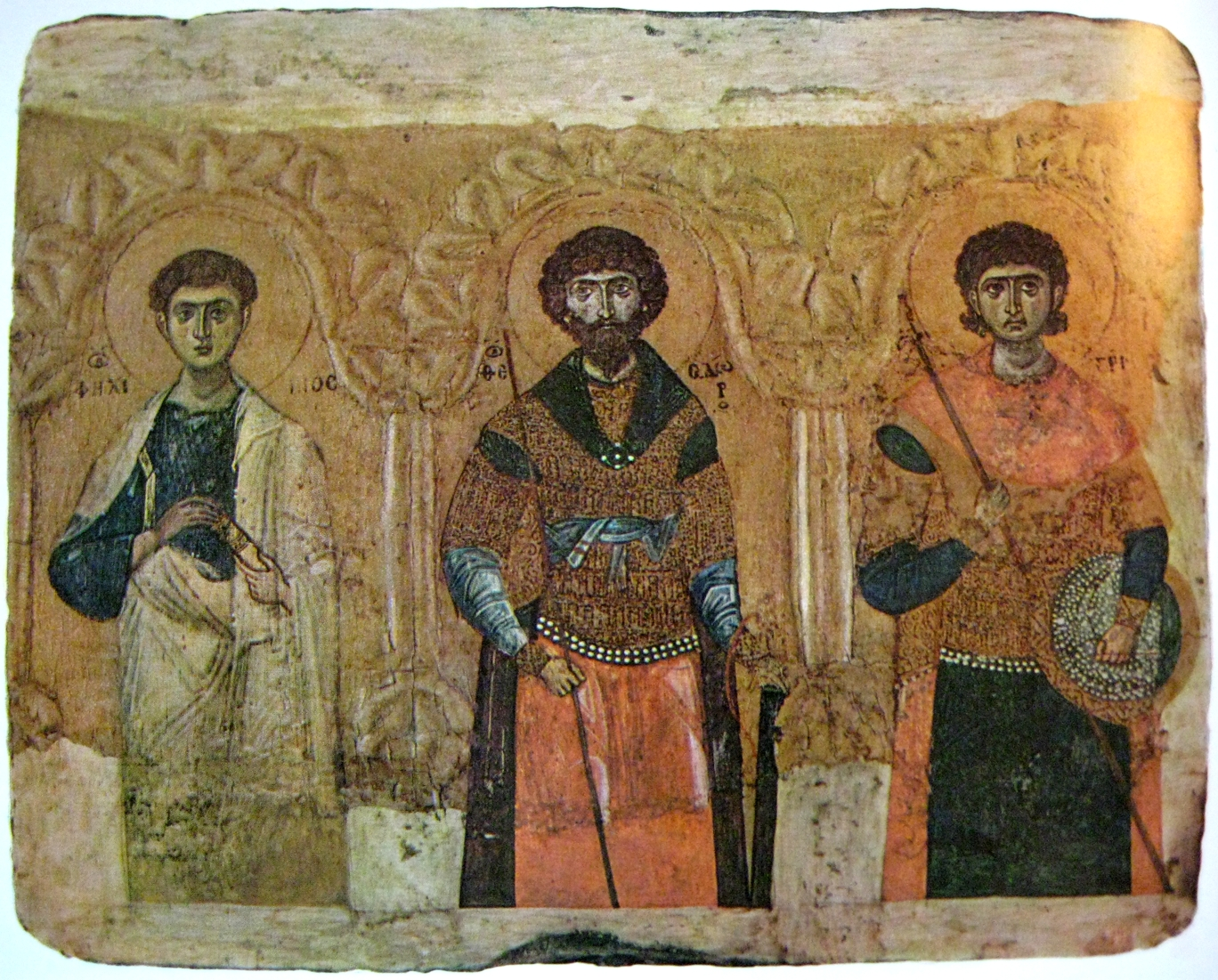
Св. Філіп, Теодор і Димитрій Солунський, початок 12 ст.
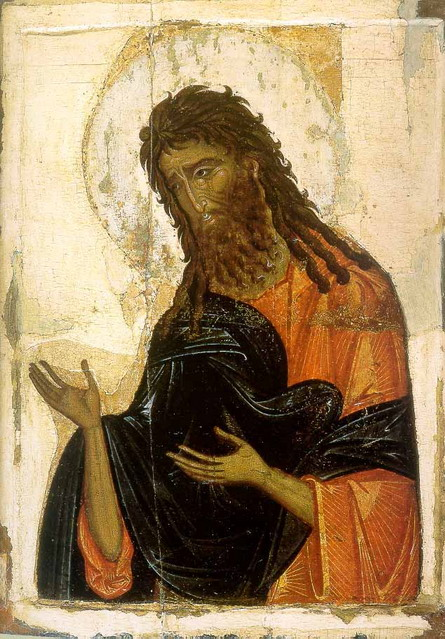
Іван Хреститель (Ермітаж), Візантія, кінець 13 ст., темпера, 87,6 х 66 см.

## Колекція західноєвропейської та російської зброї
Колекція нараховує близько 8 000 зразків. Палаци російських царів завжди мали збірки зброї. Її кількість збільшувалась через нові придбання за кордоном, замови майстрам-зброярам, дипломатичні подарунки, відбір з військових трофеїв, збереження меморіальних зразків вогнепальної зброї.
Збірка має як зразки парадної зброї, так мисливської, армійської чи мистецьких зразків. Частка зброї мала лише церемоніальне значення, вона оздоблена коштовним камінням, золотом, сріблом, гравіюванням тощо. До збірок логічно перейшли і екзотичні зразки з віддалених країн світу (Японія, держави Африки, Індія), так і зразки різних епох (антична зброя, зброя доби середньовіччя, відродження, бароко), лицарські обладунки, обладунки для захисту коней тощо. Накопичені збірки по-перше розмістили в спеціальній споруді (Царськосільський Арсенал).
Частка речей передана з археологічних розкопок (зброя доби неоліту, античності, з розкопаних скіфських курганів). Після жовтневого перевороту зброя з Царськосільського Арсеналу та вельможних колекцій була націоналізована та розташована в музеї. Як і більшість відділів Ермітажу, колекція зазнала втрат через продаж музейної зброї на закордонних аукціонах в роки сталінського режиму.
Частка західноєвропейської зброї та лицарських обладунків демонструється в постійній експозиції Лицарського залу (зброя Італії, Іспанії, німецьких князівств). Екзотичні зразки зброї передані в зали за національним принципом (середньовічна зброя Індії — в залах мистецтва Індії, зброя і обладунки Японії — в залах мистецтва Японії тощо).
Має музей як безіменні зразки, так і зразки зброї відомих майстрів — * готичні обладунки німецького майстра
- обладунок майстра Лоренца Хельмшмідта (Аугсбург)
- щити з Богемії, з міст Енс та Дагендорф
- мисливська аркебуза короля Франції Генріха IV
- холодна зброя майстерень Золінгена, Мілану, Толедо
- зразки зброї майстрів 18-19 ст. (Бутте, Б'єне, зброї часів Наполеону чи жезли його маршалів)
- зразки зброї з майстерень Берліна, Парижа, Ганновера, Відня, Мадрида, Версаля, Праги, Лондона.

Колекції зброї доповнені військовими строями, малюнками, альбомами, гравюрами, картинами батального жанру, історичними і трофейними прапорами.

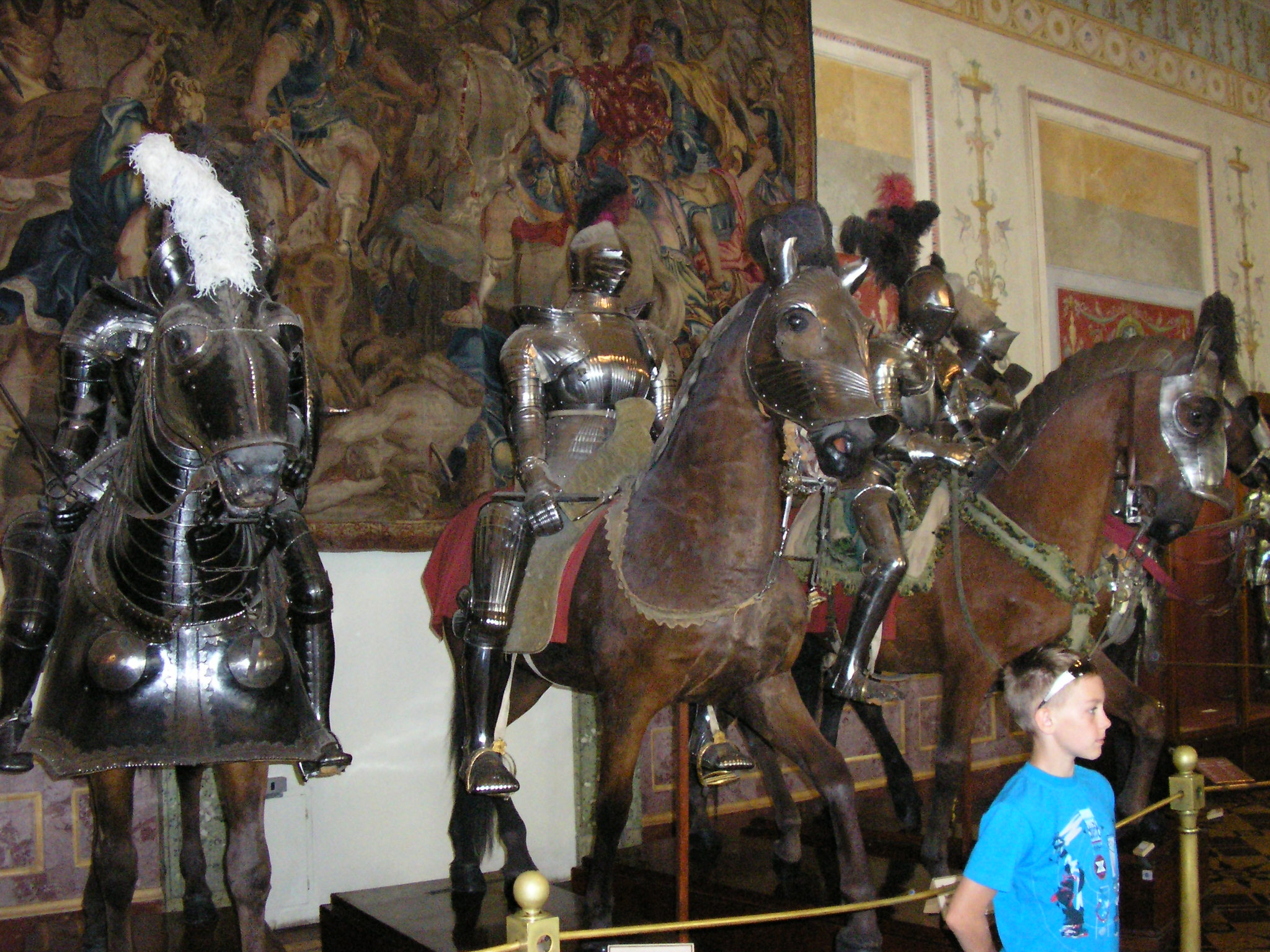
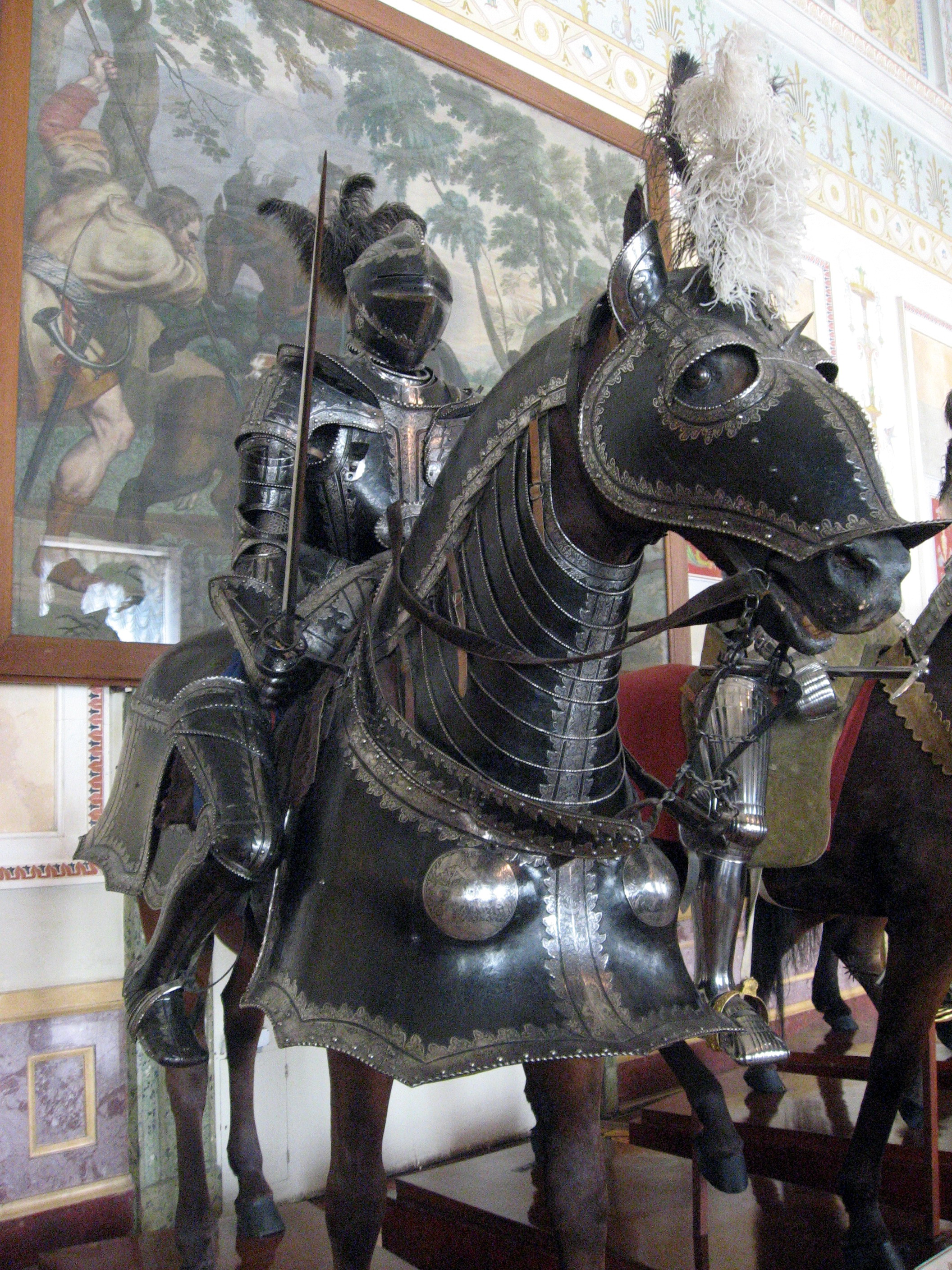
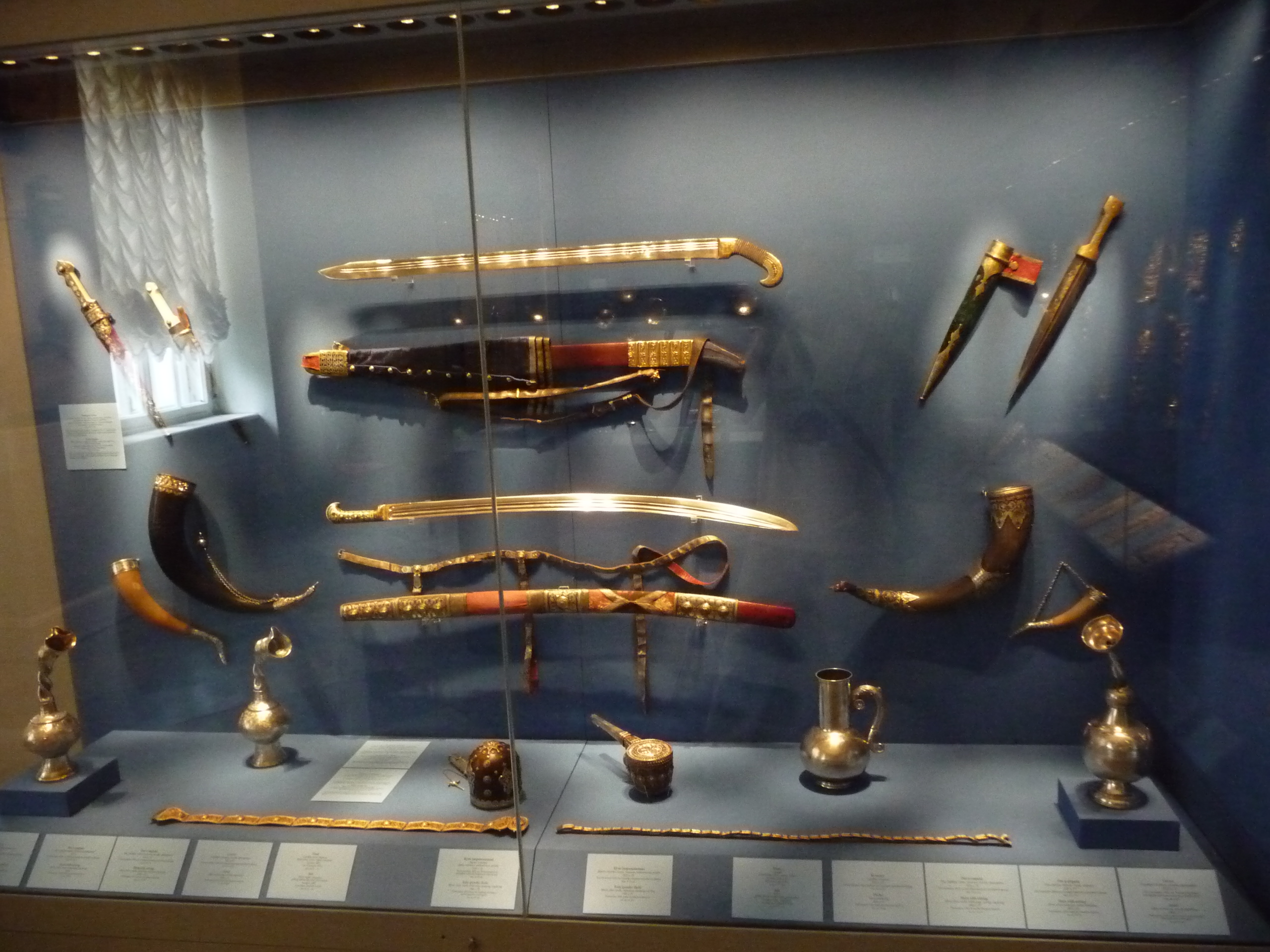
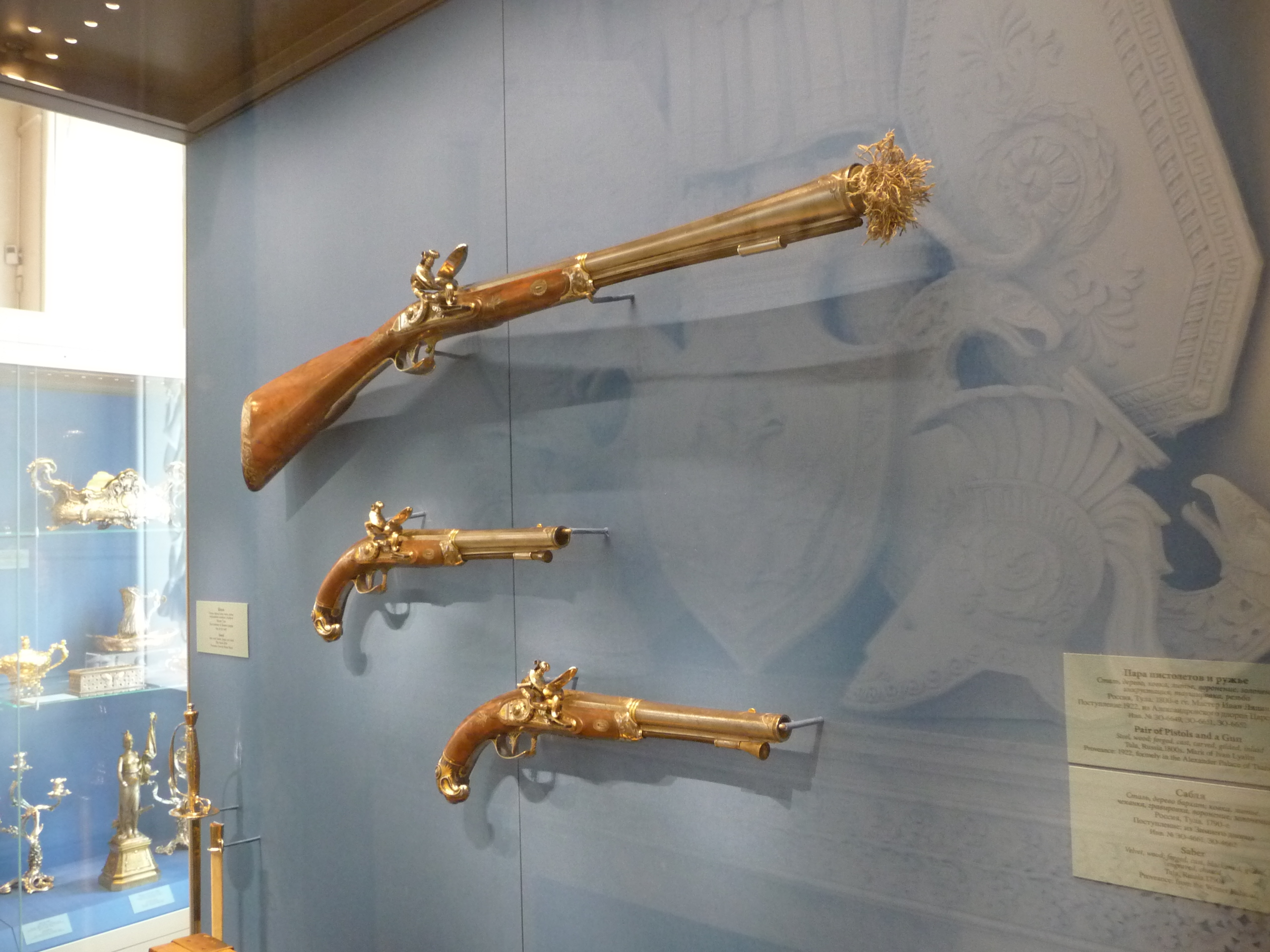

## Золото скіфів

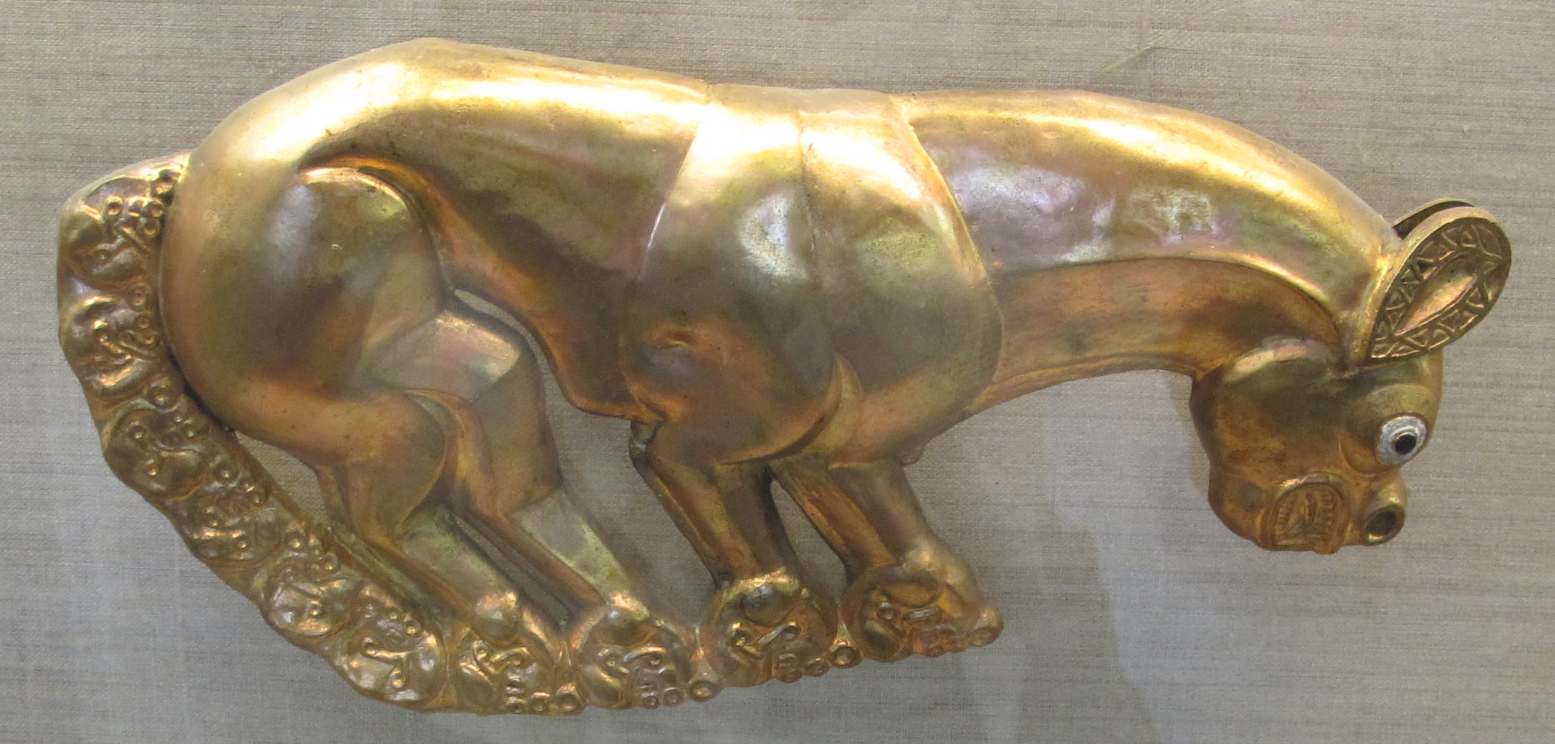
Пантера з кургана Чортомлик, кінець 7 ст. до н. е.
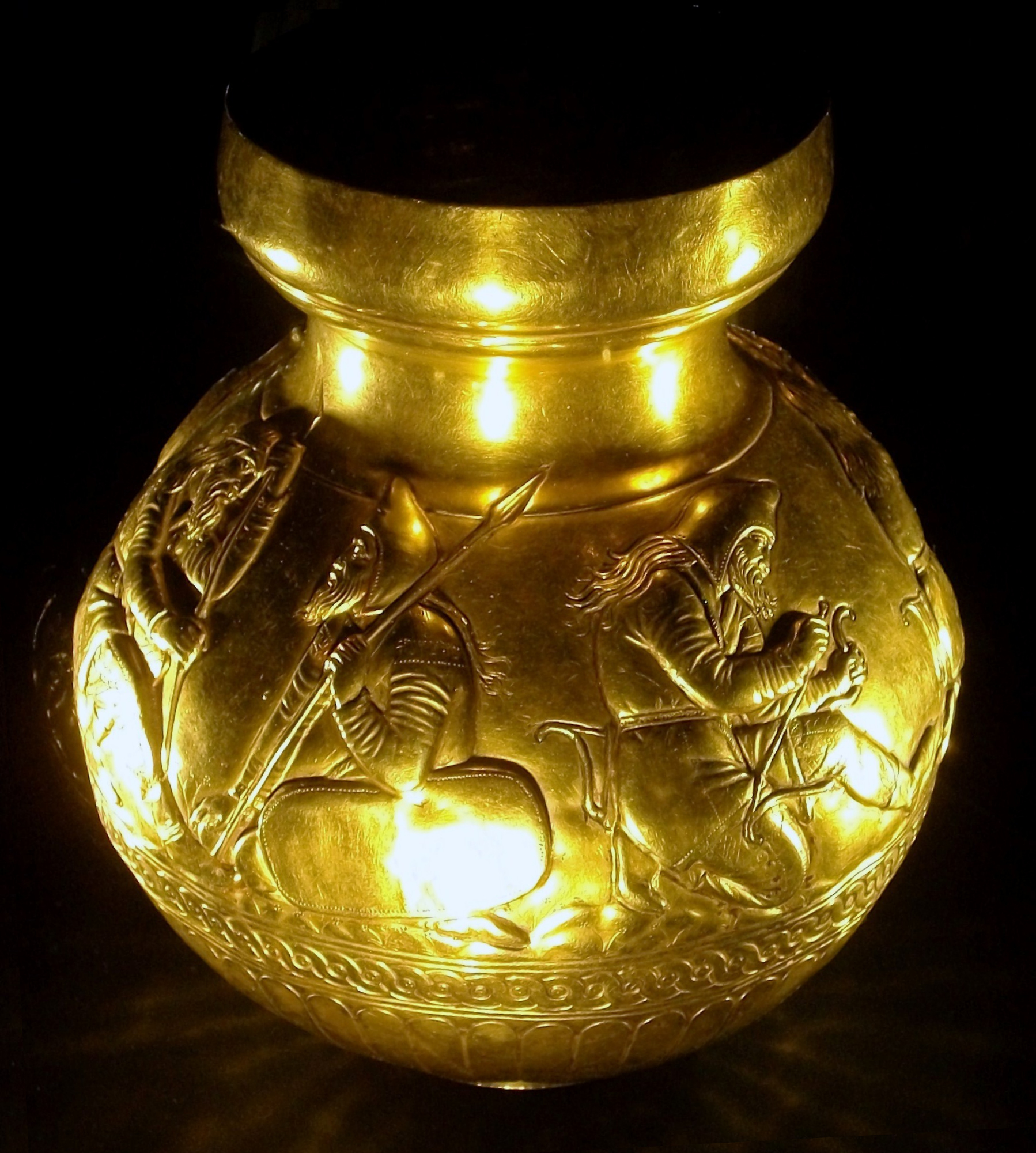
Золотий глек з кургана Куль-Оба, 4 ст. до н. е.

## Директори Леон Орбелі та Михайло Артамонов

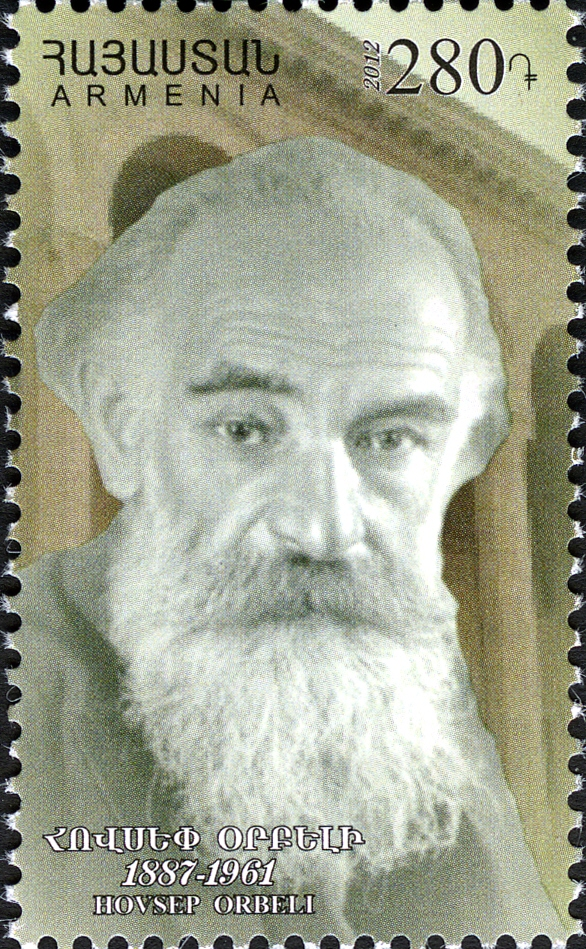
Орбелі Йосиф Абгарович, вірменська марка на честь науковця-сходознавця

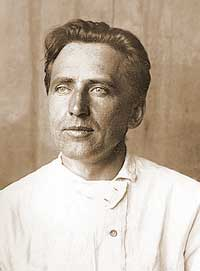
Артамонов Михайло Іларіонович

Орбелі Йосиф Абгарович (1887–1961) двічі захищав музей всіма власними силами і здібностями. Вперше, коли писав керівнику уряду Сталіну з намаганням припинити безглуздя з широким вилученням найкращих музейних експонатів (картин хрестоматійних художників, книг з царських бібліотек, діамантів царських регалій, графіки, виробів з срібла, порцеляни і кераміки, старовинних килимів і гобеленів, скульптури тощо) з метою продажу їх на закордонних аукціонах.
Вдруге Орбелі захищатиме честь Ермітажу на Нюрнберзькому процесі, коли Західна Європа вперше спромоглася засудити європейський фашизм за злочини проти людяності і нищення культурного спадку багатьох народів.
Директор Артамонов Михайло Іларіонович (1898—1972), відомий у Ленінграді археолог і університетський викладач, захищав і збільшував музейний заклад зі сміливістю справжнього науковця. Саме за директорства Михайла Артамонова Ермітаж як науковий заклад відновив власну друкарську практику, незважаючи на цензуру комуністичного режиму. За його керівництва створено 1958 року нову серію видань — «Археологічний збірник» Державного Ермітажу (професор Артамонов — відповідальний редактор перших дев'яти випусків).
За директорства Артамонова в Ермітажі показали виставку картин скандального тоді Пікассо, коли тихий заклад пізнав, що таке музейний бум. Артамонов робив усе можливе, аби врятувати для агресивної країни мистецький спадок імпресіоністів, давно зарахований до занепадницького мистецтва.
Сміливий Михайло Артамонов, що просто полюбляв сучасний на той час живопис, дозволив провести виставку «працівників господарського відділку» або так звану «виставку такелажників». Відомо, що на непрестижних посадах в музеї роками працювали творчі особи, серед них і художник та майбутній емігрант із СРСР — Михайло Шемякін. Сміливість Михайла Артамонова, що не планував скандалів чи протестних акцій, була покарана примусовим звільненням з директорської посади.

## Ендаумент-фонд Ермітажу
У березні 2011 року в столиці Росії підписані документи про створення в Ермітажі цільового грошового фонду — ендаумент-фонду. Адже кожний музей — це не тільки експонати і експозиції, а й ремонти, придбання нових артефактів.
Відкривається рахунок, на який залучають кошти меценатів. Фондом керує окрема фірма, що вкладає кошти в якийсь бізнес, а музей отримує відсотки. Гроші фонду витрачати заборонено, витрачають тільки відсотки. На рахунок ендаумент-фонду Ермітажу російський бізнесмен Володимир Потанін вже зробив внесок у 5 мільйонів доларів. Практику створення ендаумент-фондів планують поширити і на інші значні музеї Росії.
Ендаумент-фонд — відомий у США фінансовий засіб підтримки музеїв. Так, цільовий грошовий фонд найстарішого в Сполучених Штатах Гарвардського університету становить 36 мільярдів доларів.

## Див. також

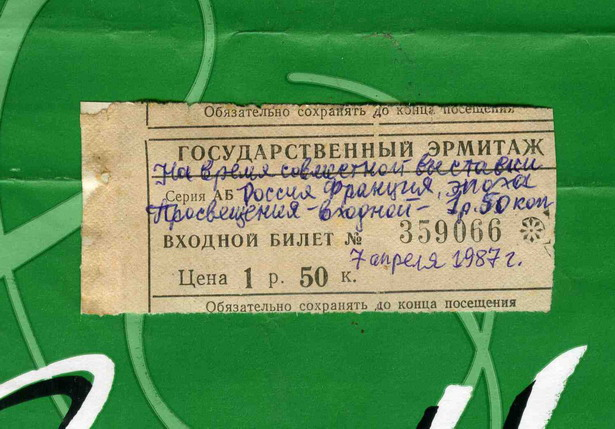
Вхідний квиток на виставку у музей Ермітаж, 1987 рік.